# Seifersdorfer Tal

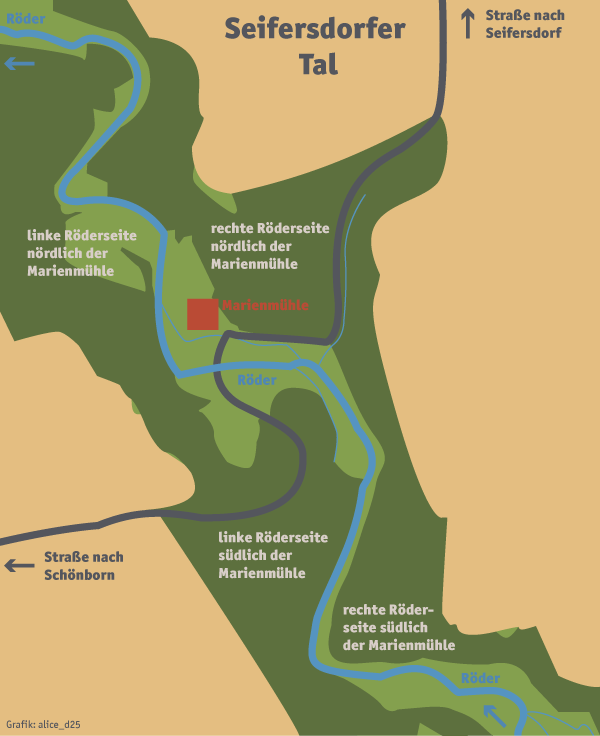
Übersichtskarte des Seifersdorfer Tals

Das Seifersdorfer Tal ist ein Landschaftsabschnitt im Verlauf der Großen Röder zwischen Liegau-Augustusbad (Ortsteil von Radeberg) und Hermsdorf. Hier befindet sich einer der ältesten deutschen Landschaftsgärten; er wurde am Ende des 18. Jahrhunderts von Christina von Brühl konzipiert und angelegt. 

## Geographie
Das Tal verläuft geografisch entlang der Großen Röder von Liegau-Augustusbad (Ortsteil von Radeberg) an der Grundmühle bis Grünberg (Ortsteil von Ottendorf-Okrilla). Es ist nach dem nahen Ort Seifersdorf (Ortsteil von Wachau) benannt. Der Landschaftsgarten Seifersdorfer Tal liegt zwischen der Grundmühle und der Niedermühle nahe Seifersdorf und liegt damit auf den Fluren von Seifersdorf (Wachau), Schönborn (Dresden), Liegau-Augustusbad und Grünberg (Ottendorf-Okrilla). Somit befindet es sich geografisch und kulturell in unmittelbarer Nähe zur Stadt Dresden, und zwar an deren nördlicher Grenze. 

## Landschafts- und Naturschutz
Das Seifersdorfer Tal einschließlich des sich flussabwärts anschließenden Hermsdorfer Parks ist am 7. März 1960 mit Beschluss Nr. 53 - 37/60 des Rates des Bezirkes Dresden zum Landschaftsschutzgebiet erklärt worden (Sächsische LSG-Nr. d15; CDDA-Code 324532; Größe 288 Hektar).
Das Kerngebiet flussab- und flussaufwärts der Marienmühle (Querung Schönborner Weg, Seifersdorfer Straße) mit einer Größe von ca. 58,6 Hektar ist seit 1982 Naturschutzgebiet mit dem CDDA-Code 165549.
Das gesamte Seifersdorfer Tal einschließlich des Hermsdorfer Schloss-Parks ist seit 2006 Teil des Europäischen Schutzgebietes Natura 2000 (zugehörig zum insgesamt 770 ha großen FFH-Schutzgebiet Nr. 4848-301 Rödertal oberhalb Medingen) und unterliegt damit strengen natur- und vogelschutzrechtlichen Bestimmungen.

## Geschichte und Hintergrund
Christina von Brühl (1756–1816) war die Schwiegertochter des sächsischen Premierministers Heinrich Graf von Brühl und Mutter von Carl Graf von Brühl, Generalintendant der Schauspiele und der Museen in Berlin; sie lebte seit 1775 mit ihrer Familie in der Nähe des Tales im Schloss Seifersdorf bzw. im zugehörigen Verwalterhaus. Ab 1781 gestaltete Christina von Brühl nach englischen Vorbildern das Seifersdorfer Tal als Landschaftspark um. Der größte Teil der Gartenszenen entstand bis 1791.

### Einflüsse
Brühl ließ sich von der romantisch-sentimentalen Spätphase des Englischen Gartens inspirieren. Eines ihrer direkten Vorbilder war der aufklärerische Gartentheoretiker Christian Cay Lorenz Hirschfeld, dessen Werk Gartentheorie (1779) kurz zuvor erschienen war und dem sie im Garten des Schlosses Seifersdorf, ihrem Wohnort, ein Denkmal setzte. Christina von Brühls Austausch mit Goethe, der federführend am Park an der Ilm mitwirkte, beförderte vermutlich ihre Arbeit an der Konzeption für das Seifersdorfer Tal als „pädagogische Landschaft“.

### Begriff der im Landschaftspark konzeptualisierten Natur
Die Begriffe der „Natur“ und des „Gefühls“ als Kraft, die zu sittlichem Handeln führen sollte, spielten eine grundlegende Rolle in dieser Konzeption. Der Landschaftsgarten sollte auf seine Besucher nicht nur über die Naturerfahrung ästhetisch-sittlich bildend wirken. Man wendete sich ab vom Konzept des Barockgartens, dem man mit seinen Symmetrien, seinen sehr weitläufigen und klaren Blickbeziehungen sowie starkem Beschnitt der Pflanzen die Unterjochung der Natur zuschrieb. Damit verknüpfte man aus bürgerlicher Perspektive negative moralische Bewertungen der Lebensweise der herrschenden Klasse, der Adligen. Der englische Landschaftspark war real genauso stark durchgestaltet wie der Barockgarten – jedoch nach anderen Kriterien. Seine „Natürlichkeit“ wurde mit bürgerlichen Tugenden konnotiert wie Ordnung, Fleiß, Treue, Redlichkeit, Bescheidenheit, Aufrichtigkeit des Herzens, geselliger Umgang, Frömmigkeit usw. Die Natur – vermittelt durch den Landschaftspark – löse Gefühle aus, die die sozialen Fähigkeiten der Individuen, ihre Tugenden, verstärkten. Auch im Seifersdorfer Tal sind viele Staffagen den sogenannten Tugenden gewidmet, wird die „richtige“ Distanz zu Amor aufgezeigt. Im Landschaftspark wurde die Natur auch in quasi pantheistischer Weise als etwas „Göttliches“ verehrt, wodurch der Park zum religiösen Gedenkort wurde. Im Seifersdorfer Tal wurden Naturphänomene ästhetisiert oder nachgebaut und architektonisch-bildhauerisch gefasst und Büsten und Statuen von antiken Göttern, wie z. B. Pan, aufgestellt. Ein modernes Bild von Natur wurde im ehemaligen Wirtschaftsraum des Rödertals mit seinen baumlosen Tierweiden installiert.
Der Seifersdorfer Landschaftspark war auch ein Ort des Totengedenkens, wenn auch niemand real dort bestattet wurde, wie es zum Beispiel im Klosterpark von Altzella der Fall war. Manche Staffagen im Seifersdorfer Tal sind grabähnlich inszeniert, wie Lorenzos Grab, das Denkmal für Leopold von Braunschweig und der Sarkophag Heinrich von Brühls; letzterer war schon 18 Jahre zuvor verstorben.

### Bezüge zur Literatur der Empfindsamkeit
Vorlage für das Seifersdorfer Tal war die Literatur der Empfindsamkeit. Das Wort empfindsam war damals ein Neologismus, den Gotthold Ephraim Lessing als Übersetzung für sentimental vorgeschlagen hatte und der in der Folge auf die ganze Epoche als Epoche der Empfindsamkeit übertragen wurde. Die komplette Anlage des Seifersdorfer Tales wie auch die einzelnen Staffagen und Parkarchitekturen bilden ein umfangreiches und komplexes Referenzsystem, das damalige literarische, philosophische und gartenbauliche Diskurse aufnimmt und weiterführt. Das ikonografische Programm ist heterogen. Das Seifersdorfer Tal enthält ein Netz an Zitaten zeitgenössischer literarischer Werke sowie allegorischer Verweise auf Geisteshaltungen und Wertvorstellungen. Letztere waren zum Beispiel Tugend, Ruhe, Vergänglichkeit, Versöhnlichkeit, Wahrheit, gotische Freundschaft und Vergessenheit der Sorgen. Weiterhin finden sich Verweise auf damalige Bestseller wie Yoricks empfindsame Reise durch Frankreich und Italien (1768) von Lawrence Sterne, das Versepos Oberon (1780) von Christoph Martin Wieland, die „drei Barditen“ (religiös-patriotische Weihegesänge) Hermanns Schlacht (1769), Hermann und die Fürsten (1784) und schließlich Hermanns Tod (1787) von Friedrich Gottlieb Klopstock sowie den Gedichtzyklus Canzoniere von Francesco Petrarca. Indirekt stilbildend für die Landschaftsgärten dieser Zeit war Jean-Jacques Rousseaus Werk Julie oder Die neue Heloise (1761), in dem er Landschaft unter moralphilosophischen Gesichtspunkten betrachtet. Rousseau wird im Seifersdorfer Tal nicht direkt zitiert.

### Bezüge zu konkreten Zeitgenossen: Literaten, Intellektuelle, Freunde und Familie
Christina von Brühl setzte aber nicht nur ideelle Zeichen für Werke, Künstler und Denker ihrer Zeit, sondern stand mit den Personen, denen im Seifersdorfer Tal gedacht wurde, über eine umfangreiche Briefkorrespondenz und Besuche in persönlichem und teils freundschaftlichem Kontakt. Das Wohnhaus der Familie, das Verwalterhaus des Seifersdorfer Ritterguts sowie das Seifersdorfer Tal wurden zwischen 1771 und 1790 von der bürgerlichen Elite sowie von Künstlern aus Dresden, Weimar und Berlin besucht, darunter Christoph Martin Wieland, Theodor Körner, Jean Paul, Caspar David Friedrich, Elisa von der Recke, Friedrich Schiller, Johann Gottfried Herder und Friedrich Gottlieb Klopstock. Dem Paar von Brühl standen der Weimarer und der Karlsbader Kreis um Johann Wolfgang von Goethe besonders nahe. Ein großer Teil der Staffagen würdigt dementsprechend Freunde, Bekannte und Zeitgenossen aus der Entstehungszeit des Parks wie Herzogin Anna Amalia, Johann Gottfried Herder, den Komponisten und Dresdner Hofkapellmeister Johann Gottlieb Naumann, Leopold von Braunschweig, Johann Wolfgang von Goethe u. a. Letzterer sowie Johann Gottfried Herder und Christoph Martin Wieland unterrichteten während ihrer Anwesenheit in Seifersdorf auch den Sohn Christina von Brühls, Carl von Brühl. Ein großer Teil der Staffagen ist Familienmitgliedern der Brühls gewidmet. Sie vermitteln das Selbstbild der Familie, zeigen ihre Beziehungen untereinander auf und dienen der Rehabilitation des Vaters und Schwiegervaters, des ehemaligen Premierministers Heinrich Graf von Brühl.

### Umsetzung
Materiell umgesetzt wurden diese Ideen mit kleinen Tempeln, Altären, Hütten aus Holz und Stroh, Ruheplätzen, Pavillons, Grotten und aus Bruchsteinen gemauerten kleinformatigen Häusern. Vielfach wurden den Arrangements Accessoires mit metaphorischer Bedeutung sowie Inschriften, „gemeinsinnige Belehrungen“, beigegeben. Besonders letztere unterstreichen den ideellen Charakter und die Literaturbezogenheit der Anlage. Aufgrund der für adelige Verhältnisse relativ prekären finanziellen Situation der Familie wurden viele der Staffagen aus vergänglichen Materialien wie Holz, Rinde, Stroh gefertigt. Darum ist nur ein Teil der Parkarchitekturen erhalten.

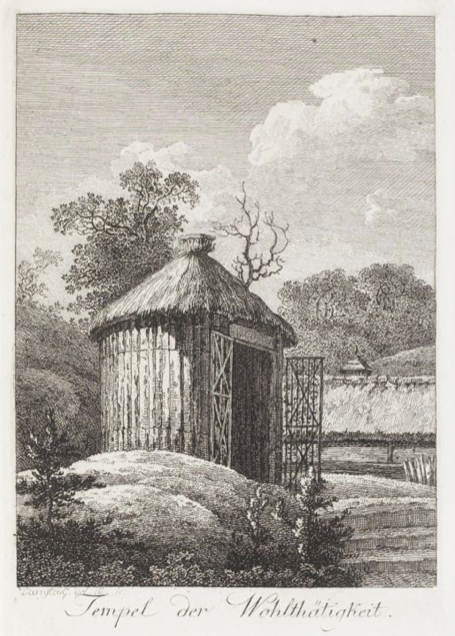
Tempel der Wohltätigkeit

### Nutzung des Seifersdorfer Tals
Die Staffagen boten in ihrer Gesamtheit – eingebunden in den Naturraum des Seifersdorfer Tales – nicht nur ein zu durchwanderndes Landschaftsbild, sondern auch eine Bühne bzw. einen Aktionsraum für musikalische Darbietungen und Theateraufführungen. Diese fanden im Rahmen von Festen statt, die die Familie Brühl organisierte und finanzierte und an denen Angestellte des Brühlschen Gutes sowie die Bevölkerung der umliegenden Dörfer beteiligt war. Die adlige Familie inszenierte sich dabei in Singspielen als moralisch integer sowie vorbildhaft und stellte unter dem Stichwort Wohlthätigkeit in großem Stil Speisen und Getränke bereit. Dies war besonders beim Altar der Tugend sowie auf der Sänger- oder Festwiese der Fall. Die Tugend der Wohlthätigkeit war ein weiterer wichtiger Aspekt der sittlichen Wirkung des Naturparks, der gemeinsinnige und karitative Aktivitäten fördern sollte. Sie materialisierte sich im Tempel der Wohlthätigkeit, in dem eine Büchse aufgestellt war, die zu „milden Gaben für die Armen“ aufforderte.

## Rezeption
Die Resonanz der Zeitgenossen auf dieses Werk der Landschaftsarchitektur variierte von überwältigter Zustimmung bis zu Ablehnung. Dessen zeitgenössische Bewertung war von zwei Diskursen bestimmt. Im männlich dominierten Diskurs über die Gartenkunst musste sich Christina von Brühl nach dem damaligen Geschmack Kritik für ihre Inkonsequenz in der Anwendung von Stilprinzipien gefallen lassen. Als ehemals bürgerliche Neunobilitierte und als Frau versuchte sie, in der absolut männlich dominierten Bildungselite wie auch in der adligen Gesellschaft Anerkennung zu finden. Diese Position polarisierte die Rezeption ihres Werkes und ihrer Person unter ihren Zeitgenossen.
Nach dem Tod ihres Mannes 1811 verließ Christina von Brühl das Schloss Seifersdorf und lebte bis zu ihrem Tod 1816 in Berlin. Einzelne Staffagen wurden erst nach dieser Zeit errichtet, so Den freundlichen Pflegern des Tales, die ihr Sohn Carl seiner Frau Johanna (geb. von Pourtalès) widmete. Zu dieser Zeit lebte Carl von Brühl in Berlin und arbeitete als Intendant der königlichen Schauspiele in Berlin, seit 1829 als Generalintendant der Museen in Berlin – er war also nicht mehr ständig in Seifersdorf präsent. Im Jahr 1837 verstarb er. In den folgenden 45 Jahren geriet das Seifersdorfer Tal in Vergessenheit.
Der Geograf Sophus Ruge nahm sich 1881 als erster Autor nach längerer Zeit des Seifersdorfer Tales an. Am Ende des 19. und Anfang des 20. Jahrhunderts erwachte wieder das Interesse am Seifersdorfer Tal – mehrere Autoren begingen das Tal und schrieben von Zerstörungen durch den Zahn der Zeit wie auch durch Menschenhand. Martin Braess berichtete 1915 in den Mitteilungen des Landesvereins Sächsischer Heimatschutz, dass „manche Urne von böswilliger Bubenhand ins Flussbett geworfen“ worden sei, von „Schmierereien, mit denen die Denkmäler besudelt sind, … selbst Verunreinigungen ekelhaftester Art fehlen nicht.“ Dennoch seien hin und wieder Inschriften „aufgefrischt“ worden.

## Die einzelnen Staffagen des Seifersdorfer Tals, ihre diskursiven Bezüge und Hintergründe
Aus Gründen der Übersichtlichkeit ist hier das Areal des Seifersdorfer Tales in vier Teile untergliedert. Die vier Teile sind durch die Röder und durch die Straße von Schönborn nach Seifersdorf, die das Tal auf Höhe der Marienmühle rechtwinklig zur Röder durchschneidet, begrenzt. So ergibt sich eine Art Koordinatensystem mit vier Quadranten: die rechte Röderseite südlich der Marienmühle, die rechte Röderseite nördlich der Marienmühle, die linke Röderseite südlich der Marienmühle, die linke Röderseite nördlich der Marienmühle.

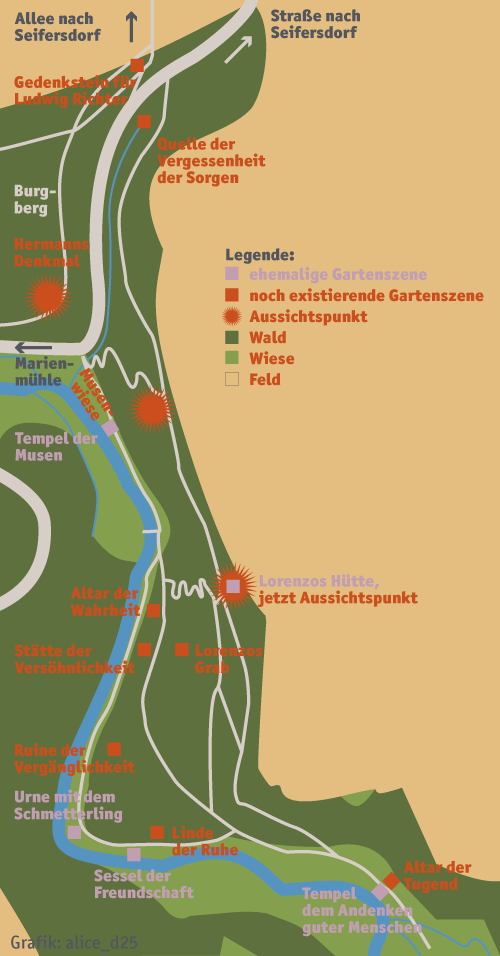
Seiferdorfer Tal, rechts der Röder, südlich der Marienmühle

### Einzelne Staffagen bzw. Gartenszenen auf der rechten Röderseite südlich der Marienmühle

#### Altar der Tugendund ehemaligerTempel dem Andenken guter Menschen
Der Tempel stand am Eingang des Seifersdorfer Tales, von der Grundmühle aus gesehen, zwischen der Röder und dem noch heute vorhandenen Altar der Tugend. Im Jahr 1896 war davon nur noch eine Baumgruppe sichtbar.
Er besteht aus einem Raum, dessen Fassade ein Portikus mit vier Säulen oder Halbsäulen toskanischer Ordnung vorgesetzt ist. Die Säulenzwischenräume sind ausgemauert und zeigen rechts und links je ein Fenster sowie mittig die zweiflügelige Eingangstür. Über den Fenstern und der Tür sind Spiegel mit Festons zu sehen. Nach oben schließt die Fassade mit einem vorkragenden Gesims ab, das von einer kleinen getreppten Attika bekrönt ist. Ihr Mittelteil trägt die Inschrift Tempel dem Andenken guter Menschen mit vergoldeten Buchstaben und obenauf ein antik anmutendes Schmuckgefäß, von dem eine Art Band herabfällt.
Das Innere des Tempels war mit „sanftem Rosenfarb“ ausgemalt. An den Wänden befanden sich Rauchgefäße und Medaillons mit stahlgrünem Grund, die an illusionistisch aufgemalten himmelblauen Bändern aufgehängt scheinen. Die Medaillons sind mit Festons aus weißen Rosen verbunden. Die vier großen Medaillons stellen die Frömmigkeit, Treue, Beständigkeit und Großmut dar, die kleinen enthalten Hieroglyphen und Blumen, von denen erstere das männliche und letztere das weibliche Geschlecht repräsentieren sollten. An der Wand gegenüber der Tür hing ein Bildnis Hans Moritz Graf Brühls.
Vor dem Tempel befand sich eine Rasenfläche, auf der mittig der Altar der Tugend stand, der noch heute existiert. Um das Ensemble aus Tempel und Altar wurden italienische Pappeln gepflanzt. Der Tempel wurde zu einem Geburtstag Hans Moritz Graf Brühls mit einem szenischen Ritual mit Gesang und Prozession eingeweiht, in das der Sohn des Grafen, eine Anzahl Bauern und Hirtinnen aus der Umgebung sowie ein Druide einbezogen waren. Der Druide besaß den Schlüssel des Tempels und musste erst von Karl von Brühl überzeugt werden, dass es doch einen redlichen Menschen auf der Welt gebe. Als dieser präsentierte Karl seinen Vater Hans Moritz von Brühl und rühmte seine Tugenden. Der Druide gab sich überzeugt und schloss den Tempel auf, wies aber Karl an, am Altar der Tugend „die Göttin um Einwilligung zur Wahl eines Priesters dieses Tempels anzuflehen“. Die Bauern und Hirtinnen wurden anschließend bewirtet.

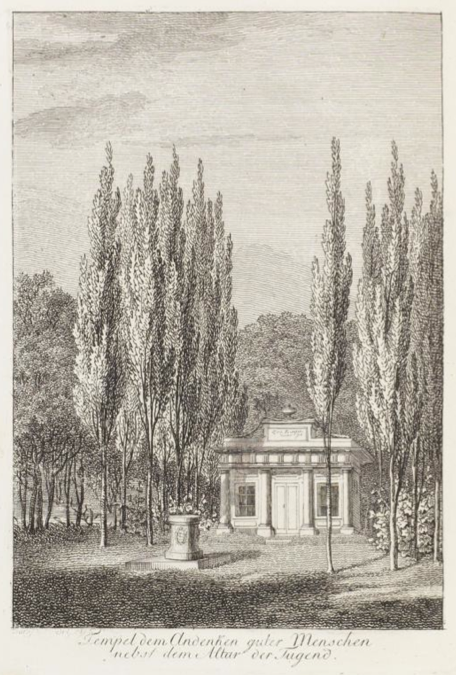
Tempel dem Andenken guter Menschen, davor Altar der Tugend

#### Linde der RuheundSessel der Freundschaft
Ein zeitgenössischer Kupferstich der Linde der Ruhe trägt eine laubumkränzte ovale Tafel, auf der kleeblattförmig drei Medaillons mit den Umrissen der Profile von Christina von Brühl, Hans Moritz Graf Brühl und ihrem Sohn Carl Friedrich Moritz Paul Graf von Brühl, auch Karl von Brühl genannt, angeordnet sind. Die Tafel trägt die Inschrift: Hier fände selbst ein König Ruh, wenn er, wie wir, voll Liebe wär. Der Fuß der Linde bildet ein Podest, das auch als zwei Ruhebetten aus Moos bzw. Moosbänke bezeichnet wird. Davor steht ein runder steinerner Tisch.
Die Linde der Ruhe existiert noch heute, allerdings nicht mehr in ihrer ursprünglichen Form. Der Baum scheint schwer lädiert und wieder ausgetrieben zu sein; das Podest ist noch vorhanden, der Tisch und die Medaillons nicht mehr.
In unmittelbarer Nähe der Linde der Ruhe befand sich sehr nahe an der Röder eine Erle, deren mit Moos gepolsterte Äste offenbar so niedrig ansetzten, dass man sich darauf setzen konnte. Das war die Gartenszene Sessel der Freundschaft.

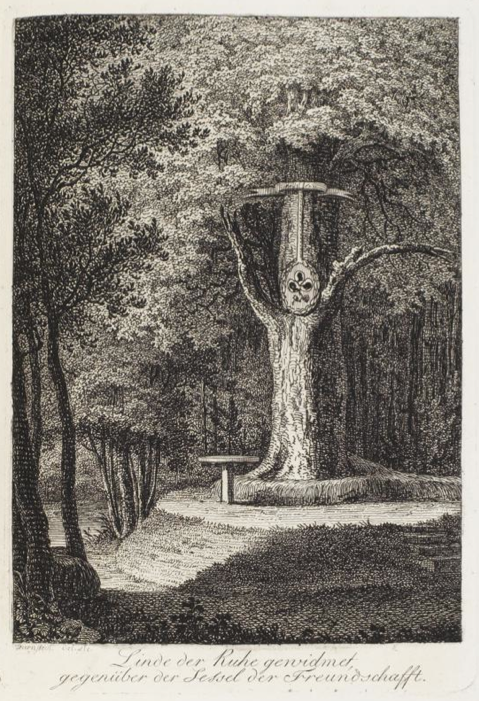
Linde der Ruhe, Kupferstich von J. A. Darnstedt, 1792

#### EhemaligeUrne mit dem Schmetterling
Der Ort dieser Installation wird von Zeitgenossen als „nahe dem Bach“ beschrieben. Ein Kupferstich zeigt ein sich nach oben zu verjüngendes Podest mit einer Urne auf einem Sockel. Auf der Urne sind die Abbildung eines Schmetterlings und die Inschrift Ahndung künftiger Bestimmung zu sehen. Der Schmetterling tritt hier als Symbol für das Sterben als Transformation auf.
Das Podest enthält die Inschrift: Ich bin, und ich preise dich, mein Gott! Ich breche wirklich durch die körperlich Hülle hin; ich bedarf weiter nichts, um den Zustand einer vollkommenen Glückseligkeit zu begreifen. Das Ganze steht leicht erhaben und ist von einem Kranz aus niedrigen Sträuchern umgeben.

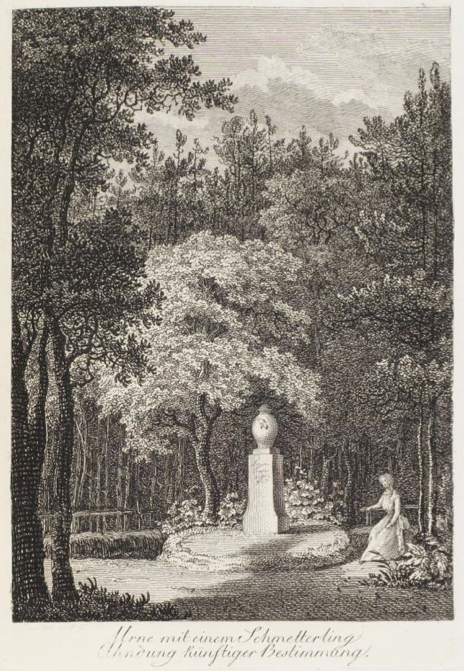
Urne mit dem Schmetterling, Kupferstich von J. A. Darnstedt, 1792

#### Ruine der Vergänglichkeit
Über einer Rasenbank hing eine Tafel mit der Inschrift Sterblich sind wir, und sterblich sind alle unsere Wünsche. Leid und Freude, sie gehn, aber wir gehen vorüber.
Gegenüber der Rasenbank stand eine Ruine, „die man durch eine ausgehauene Öffnung erblickt. Eine vom Zahn der Zeit angegriffene Kugel – ein Zeichen der Unbeständigkeit der Dinge – liegt obenauf.“ Die Szenerie war damals umgeben von Eichen, Fichten und umherliegenden bemoosten Steinen. Ein zeitgenössischer Kupferstich zeigt ein Podest auf einem Sockel mit abschließendem Gesims, auf dem eine Kugel liegt. Im Gegensatz zur Beschreibung im Text weist nicht die Kugel, sondern das Podest Spuren starken Verfalls auf. Hier wird das Thema der künstlichen Ruine aufgegriffen, das dem Zeitgeist entsprach und das in jedem englischen Landschaftsgarten zu finden ist.
Heute sind noch wenige Reste dieser Gartenszene zu finden, u. a. die Moosbank.

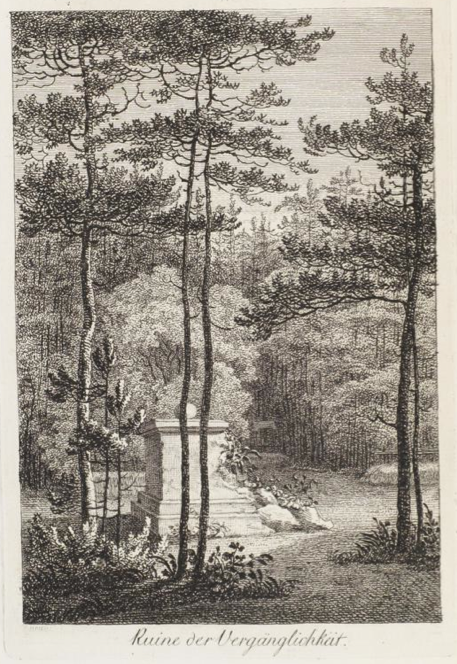
Ruine der Vergänglichkeit, Kupferstich von J. A. Darnstedt, 1792

#### EhemalsLorenzos Hütte
Lorenzos Hütte befand sich am Hang oberhalb des Tales, damals als ein Eichen beschatteter Rundteil an einem Aussichtspunkt. Drei Wege führen dahin: ein steiler Treppenweg, der zwischen Röderbrücke und Altar der Wahrheit beginnt, und zwei bequemere, die zwischen dem Altar der Tugend und der Linde der Ruhe rechts vom Weg den Hang hinaufführen.
Die Gartenszene Lorenzos Hütte bezieht sich auf den Bestseller Yoricks empfindsame Reise durch Frankreich und Italien (1768) von Lawrence Sterne. Er erschien 1768 und wurde im selben Jahr ins Deutsche übersetzt. Das Buch enthält eine Reisebeschreibung, die im Sinn der Empfindsamkeit von subjektiven, auch körperlichen Erfahrungen und seelischen Reaktionen des empfindsamen Reisenden erzählt. Lorenzo ist ein bettelnder Mönch, dessen Anliegen der Reisende Yorick erst abweist, dann aber mit ihm die Schnupftabakdose austauscht und später sein Grab besucht.
Diese Gartenszene konzipierte Hans Moritz von Brühl für seine Frau Christina von Brühl. Er verfolgte mit dem Bau von Lorenzs Hütte zwei Ziele: Er wollte gleichzeitig seiner Frau und der literarischen Figur Lorenzo ein Denkmal setzen. Brühl gestaltete die Hütte so, als hätte Lorenzo Christina von Brühl als seine Schutzpatronin gewählt. Aus diesem Grund hing ein Bildnis Christinas „in einem dazu passenden Costume“ in der Hütte, außerdem weitere Bilder, die ihre positiven Persönlichkeitseigenschaften allegorisieren.
Lorenzos Hütte bestand aus Stein und Holz. Der Innenraum war zur Entstehungszeit illusionistisch ausgemalt, als wäre er mit Holzpaneelen verkleidet. Ein zeitgenössischer Kupferstich zeigt ein Steingebäude auf einem Felsvorsprung mit einer Tür mit Rundbogenabschluss. Das Dach ist mit Schindeln gedeckt und ruht teilweise als Vordach auf Rosenspalieren. Der Platz vor dem Gebäude war mit vermutlich hölzernen Balustraden umgeben. Im Vordergrund ist eine noch heute vorhandene Treppe zu sehen, die weiter höher ins Gelände führt.

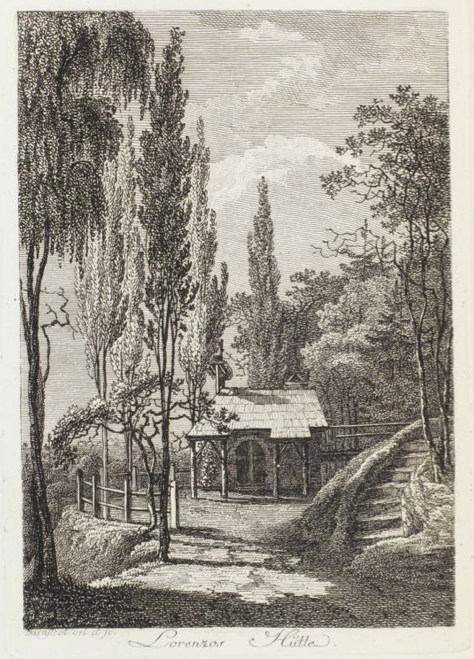
Lorenzos Hütte, Kupferstich von J. A. Darnstedt, 1792

#### Lorenzos Grab

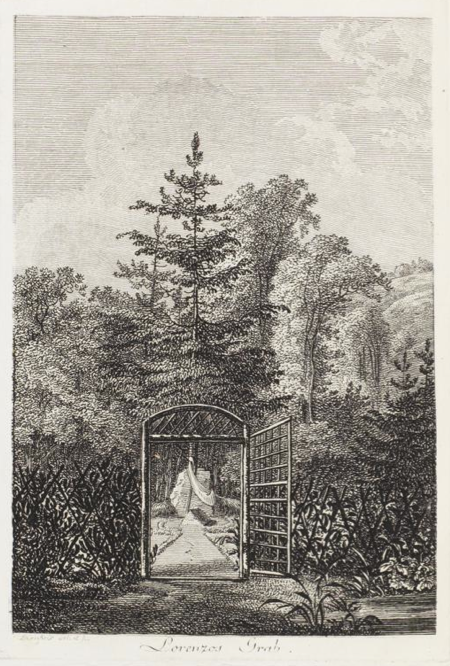
Lorenzos Grab, Kupferstich von J. A. Darnstedt, 1792

Lorenzos Grab steht am Weg gegenüber der Stätte der Versöhnlichkeit und besteht aus einem sehr großen rohen Granitstein, der rechts und links von zwei Moosbänken flankiert ist.
Zur Entstehungszeit war der Stein noch mit einem Sack, einem Stab und einer Dose dekoriert, und die Umgebung war mit Veilchen bepflanzt. Das Ganze war wie ein Garten von einem geflochtenen Zaun aus Weidenruten eingehegt. Über dem Eingangstor zum Gärtchen war folgender Spruch eingraviert: Ewig ist das Fortschreiten zur Vollkommenheit, wenn gleich am Grabe die Spur unserm Auge verschwindet.
In den Ecken des Gärtchens befanden sich Lauben mit weiteren Inschriften:
Armer Bruder, dem die harte Bürde

dieses Lebens schwer zu tragen fällt,

Dulde muthig! Leiden bringen Würde,

bringen Wonne in der bessern Welt

Was ist aller Kummer, alles Leiden

Das dein kurzes Leben dir vergällt

Gegen die unnennbar großen Freuden

Die die Ewigkeit dir vorbehält. –

Lies und glaube: wer mit Thränen säet,

Der soll ernten auch mit Freuden einst.

Selig bist du, wie’s geschrieben stehet,

Wenn du hier gerechte Thränen weinst.

Einer ist, der kennt des Frommen Sehnen,

Jede Zähre, die ihm rann herab,

Und einst trocknet er ihm seine Thränen,

Nach der Duldezeit mit Liebe ab.

#### EhemaligeStätte der Versöhnlichkeit
Gegenüber von Lorenzos Grab lag ein mit Rosen bepflanzter Hügel, an dem zwei steinerne Tafeln angebracht waren. Die zum Weg weisende trug die Inschrift Stätte der Versöhnlichkeit, die dem Weg abgewandte war mit folgender Inschrift versehen: Wer ist mein Freund, wer trägt eine menschliche Hülle, der nicht mein Bruder ist?
Zwischen der Stätte der Versöhnlichkeit und Lorenzos Grab sowie Lorenzos Hütte existierten am Ende des 18. Jahrhunderts Blickbeziehungen.
Heute wächst Efeu auf dem Hügel, die steinernen Tafeln sind nicht mehr sichtbar.

#### Altar der Wahrheit

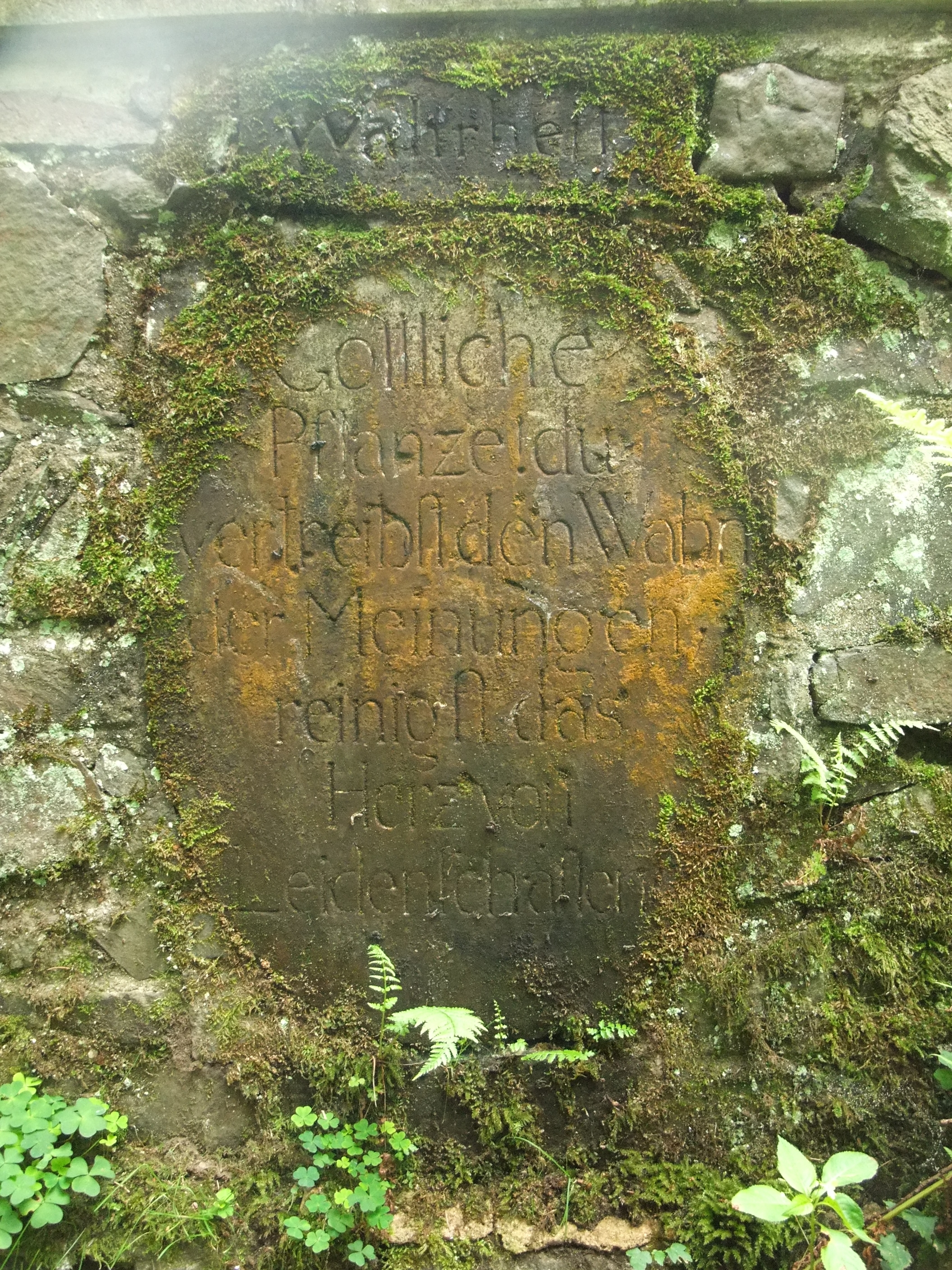
Inschrift des Altars der Wahrheit

Ein zeitgenössischer Kupferstich zeigt ein gemauertes Podest, das von sehr großen groben Steinen umgeben ist und hinter dem ein junger Nadelbaum wächst. Am Podest ist eine ovale Tafel mit folgender Inschrift angebracht: Wahrheit, göttliche Pflanze! Du vertreibst den Wahn der Meinungen, reinigst das Herz von Leidenschaften! Links und rechts davon stehen Moosbänke.
Der Altar der Wahrheit stand damals in Sichtbeziehung zum Hermannsdenkmal und zum Bethstuhl des Einsiedlers; heute ist das Tal mit hohen Nadel- und Laubbäumen bedeckt und die Sichtbeziehungen existieren nicht mehr.

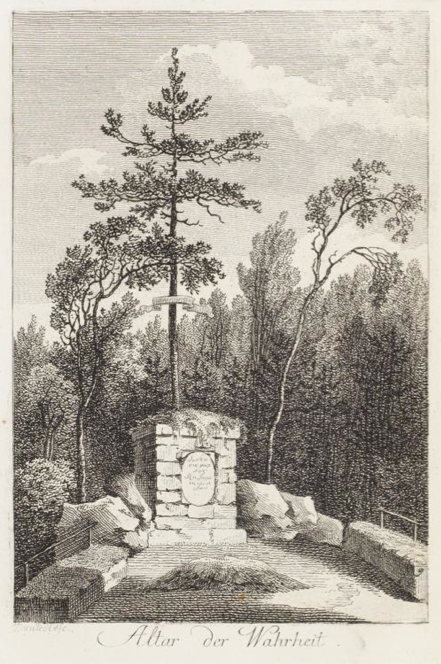
Altar der Wahrheit, 1792
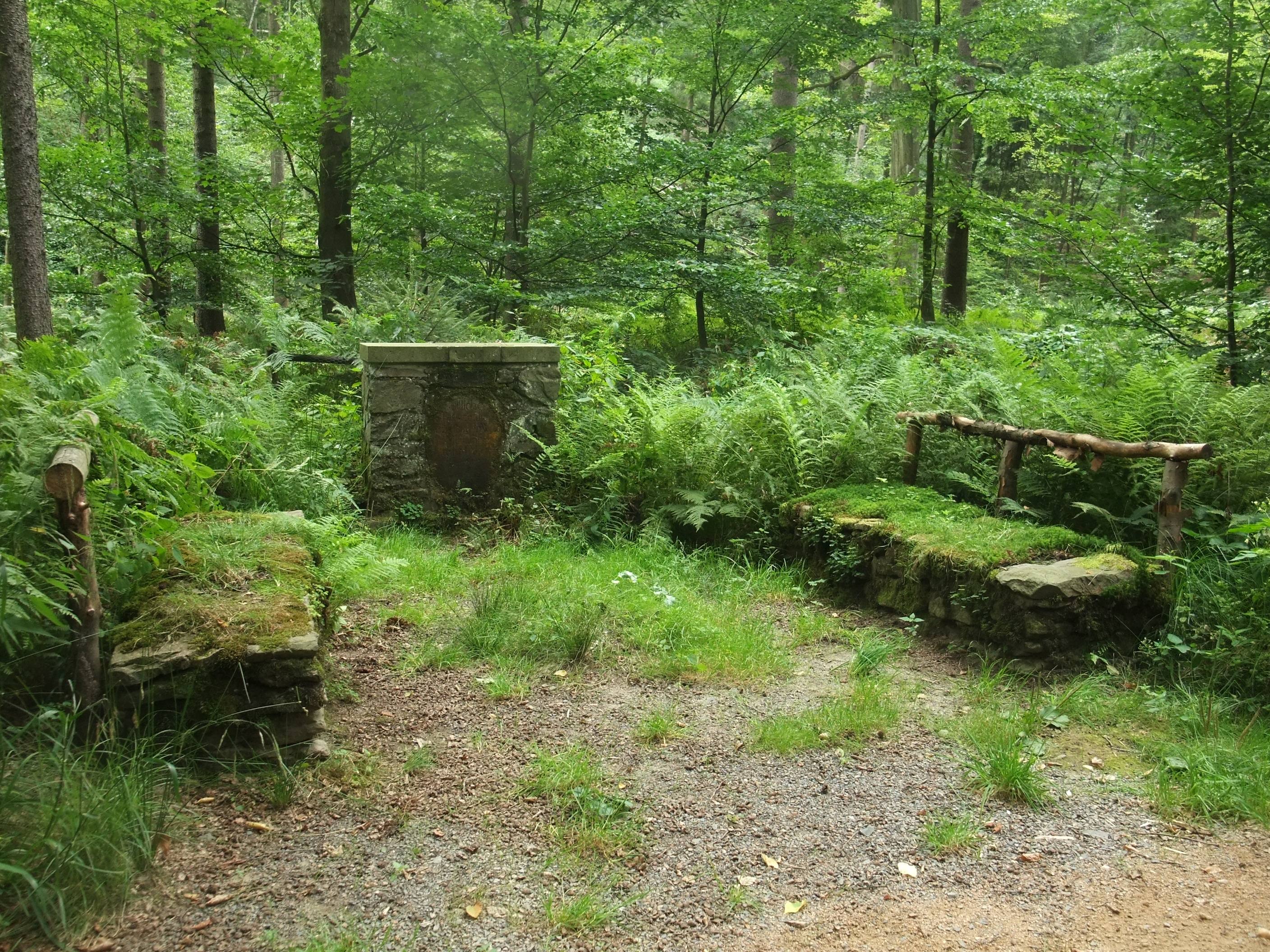
Altar der Wahrheit, 2012
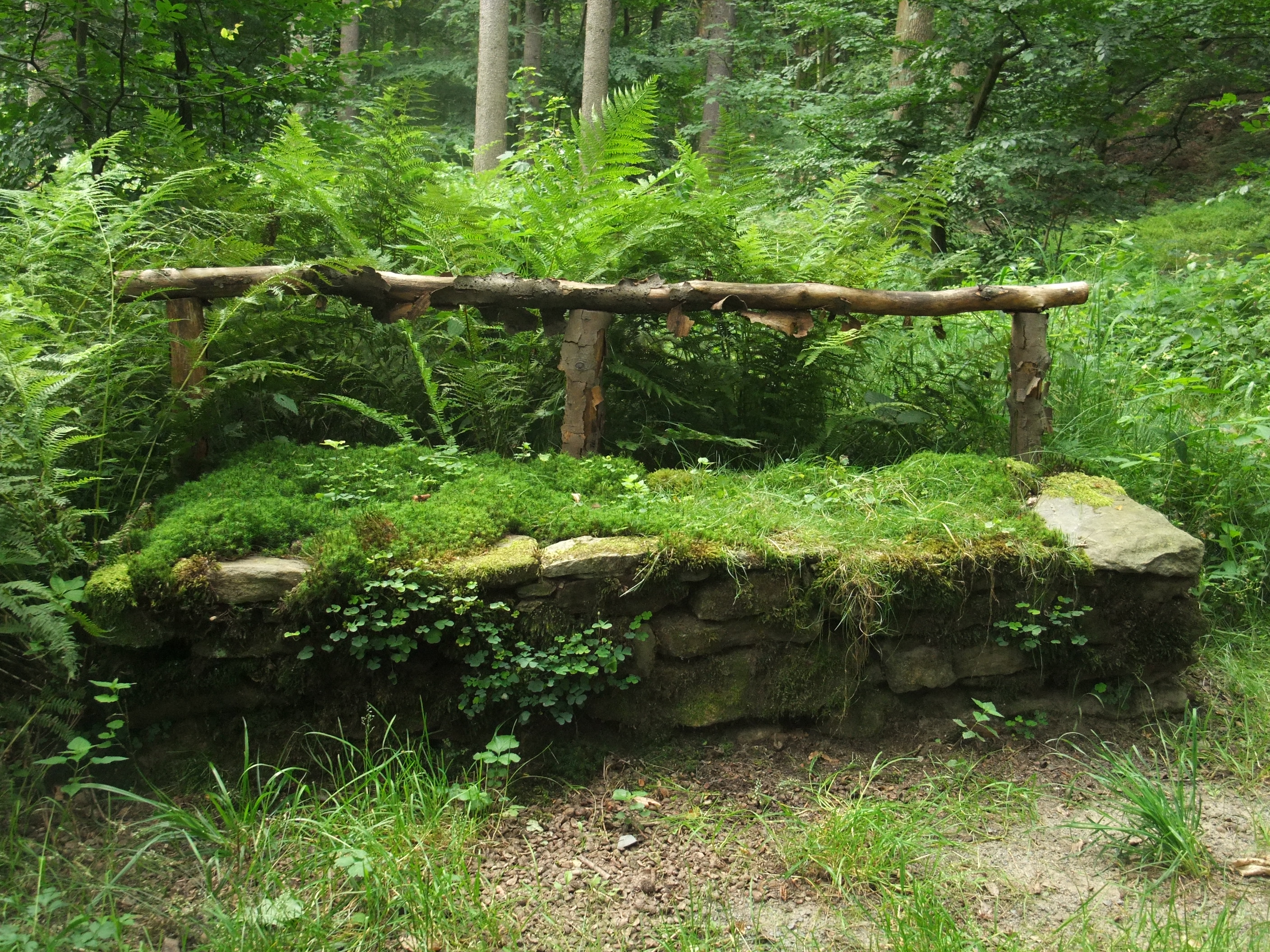
Altar der Wahrheit, Moosbank

#### EhemaligerTempel der Musen(mit Wielands Büste), heuteMusenwiese

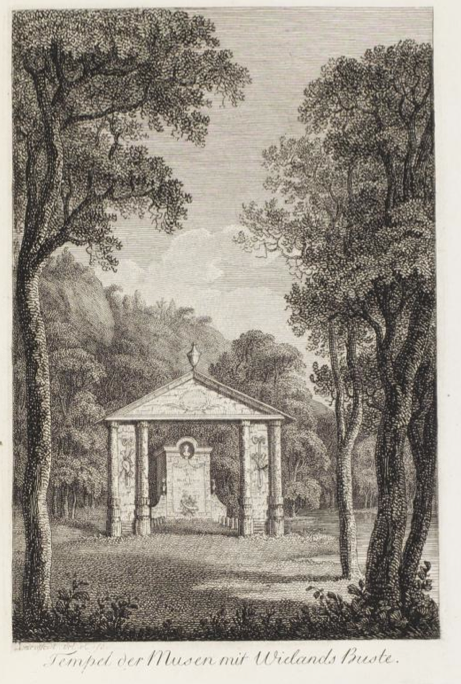
Seifersdorfer Tal, Tempel der Musen, Kupferstich von J. A. Darnstedt, 1792

„Er ist von Erlen, von Fichten, von Eichen und Linden beschattet, die ihn in ungekünstelter Ordnung umgeben. Man wird dadurch auf eine angenehme Art überrascht …“
Eine zeitgenössische Abbildung zeigt eine offene Struktur, keinen geschlossenen Raum, bestehend aus einem Tempelportikus mit vier Säulen in einer Fantasiesäulenordnung und einem Dreiecksgiebel, verziert mit Rocailles, der Inschrift Den Musen und bekrönt von einer Vase. Er bestand aus Holz und war mit Rinde überzogen. Die äußeren engeren Säulenzwischenräume waren gefüllt und wiesen allegorische Verzierungen aus Birkenstämmchen auf, die die Attribute der Musen darstellten. Der sehr weite mittlere Säulenzwischenraum gab den Blick frei auf einen kurzen Weg, der auf ein Podest zuführte. Rechts und links des Weges befanden sich je fünf Sitze „in perspectivischer Ordnung“, die mit den Namen Apollos und der neun Musen Calliope, Clio, Euterpe, Erato, Melpomene, Polyhymnia, Terpsichore, Thalia, Urania versehen waren. Die geschwungenen Seitenteile des Podestes waren mit Vasen mit Palmzweigen bekrönt. Im oberen Bereich des Podestes befand sich eine Nische mit der Büste Christoph Martin Wielands, darunter die Inschrift: Hier weihen sie ihrem Liebling unverwelkliche Kränze von den Grazien gewunden. Darunter waren Abbildungen von Lorbeer und der Leier Apollos zu sehen wie auch Oberons Horn, Becher und Lilienstab.
Diese Allegorien beziehen sich auf Wielands romantisches Versepos Oberon, das 1780 in Weimar erschien. Christoph Martin Wieland (1733–1813) war Übersetzer, Herausgeber und einer der einflussreichsten Schriftsteller der Aufklärung. Er war mit Christina von Brühl befreundet. Wieland wird zum Viergestirn der klassischen Weimarer Dichter gezählt und ist mit seinem Werk Geschichte des Agathon Begründer der Tradition des deutschen Bildungsromans. Das Versepos Oberon hatte am Ende des 18. Jahrhunderts große Bedeutung und beeinflusste Schillers Don Karlos, Goethes Faust II, Mozarts Zauberflöte und Carl Maria von Webers Oper Oberon.
Hinter dem Musentempel stand am Ende des 18. Jahrhunderts eine Bank in einer Nische mit folgender Inschrift:
Deine Freuden, angenehmes Tempe,

Sind voll Einfalt, ohne Prunk und Schimmer,

Nie von Reue, nie von Furcht getrübt,

Stets willkommen, wenn sie wiederkommen.
Tempe ist eine landschaftlich reizvolles Tal in Thessalien.
Schon 1915 war der Tempel der Musen nicht mehr auffindbar.

#### Quelle der Vergessenheit der Sorgen
Direkt an der Straße in Richtung Seifersdorf befindet sich die Quelle der Vergessenheit der Sorgen. Sie ist mit Bruchsteinen in eine kleine grottenartige Nische mit Trittsteinen eingefasst. Dazu gehörte ein heute nicht mehr vorhandener Altar mit der Inschrift Vergessenheit der Sorgen, auf dem sich ein „Trinkgefäß antiken Geschmacks“ befand.

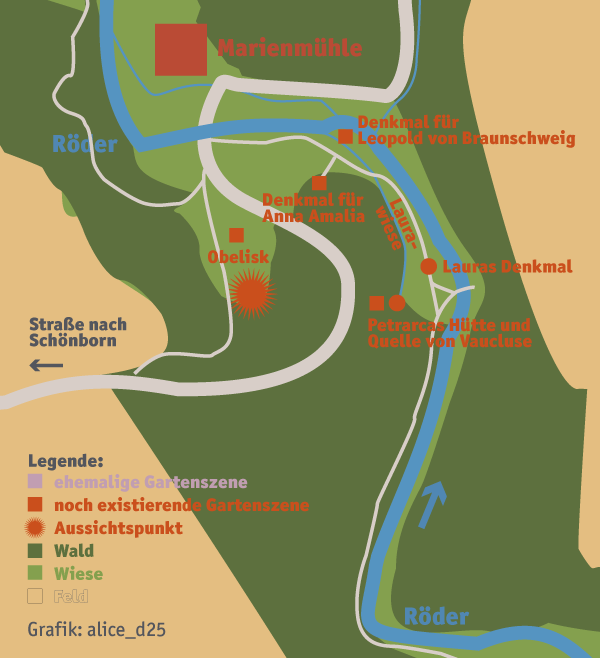
Das Seifersdorfer Tal auf der linken Röderseite südlich der Marienmühle

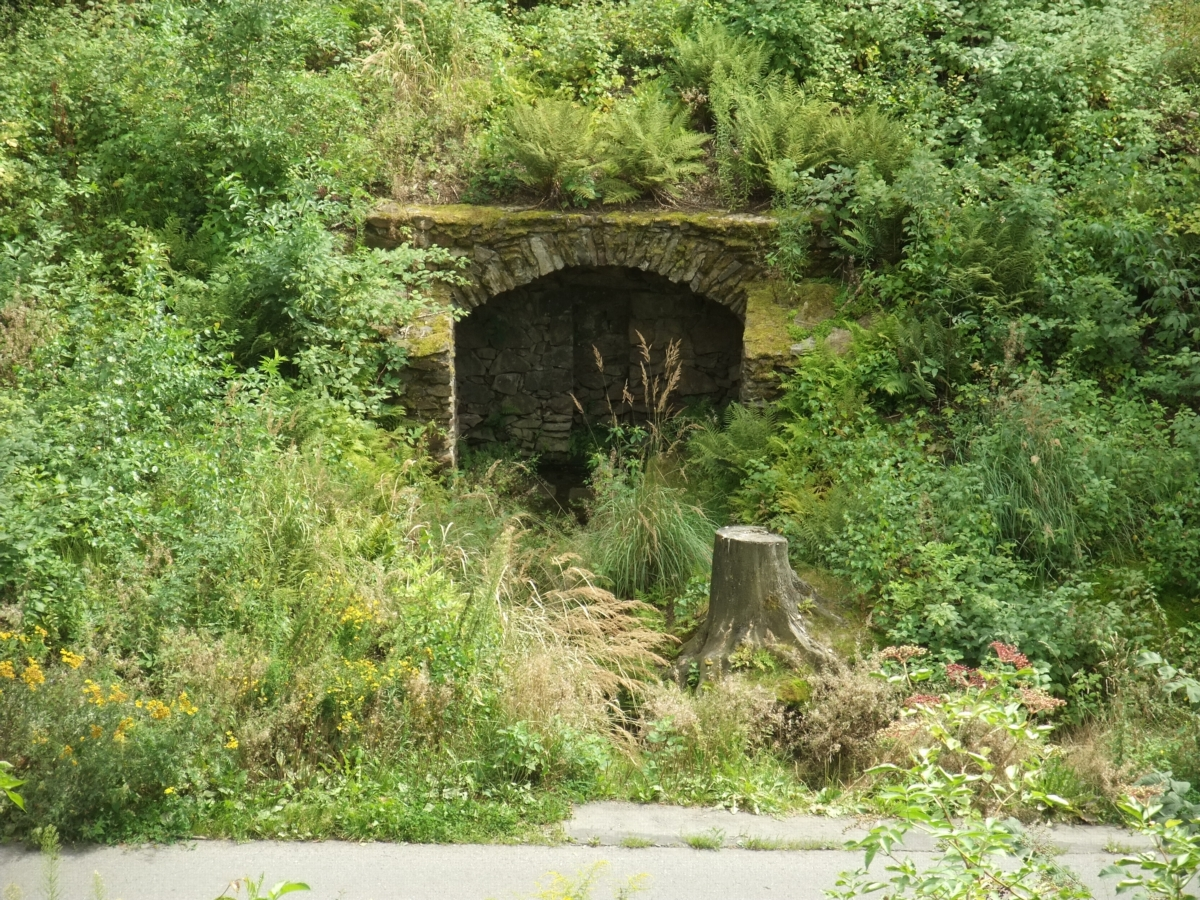
Quelle der Vergessenheit der Sorgen
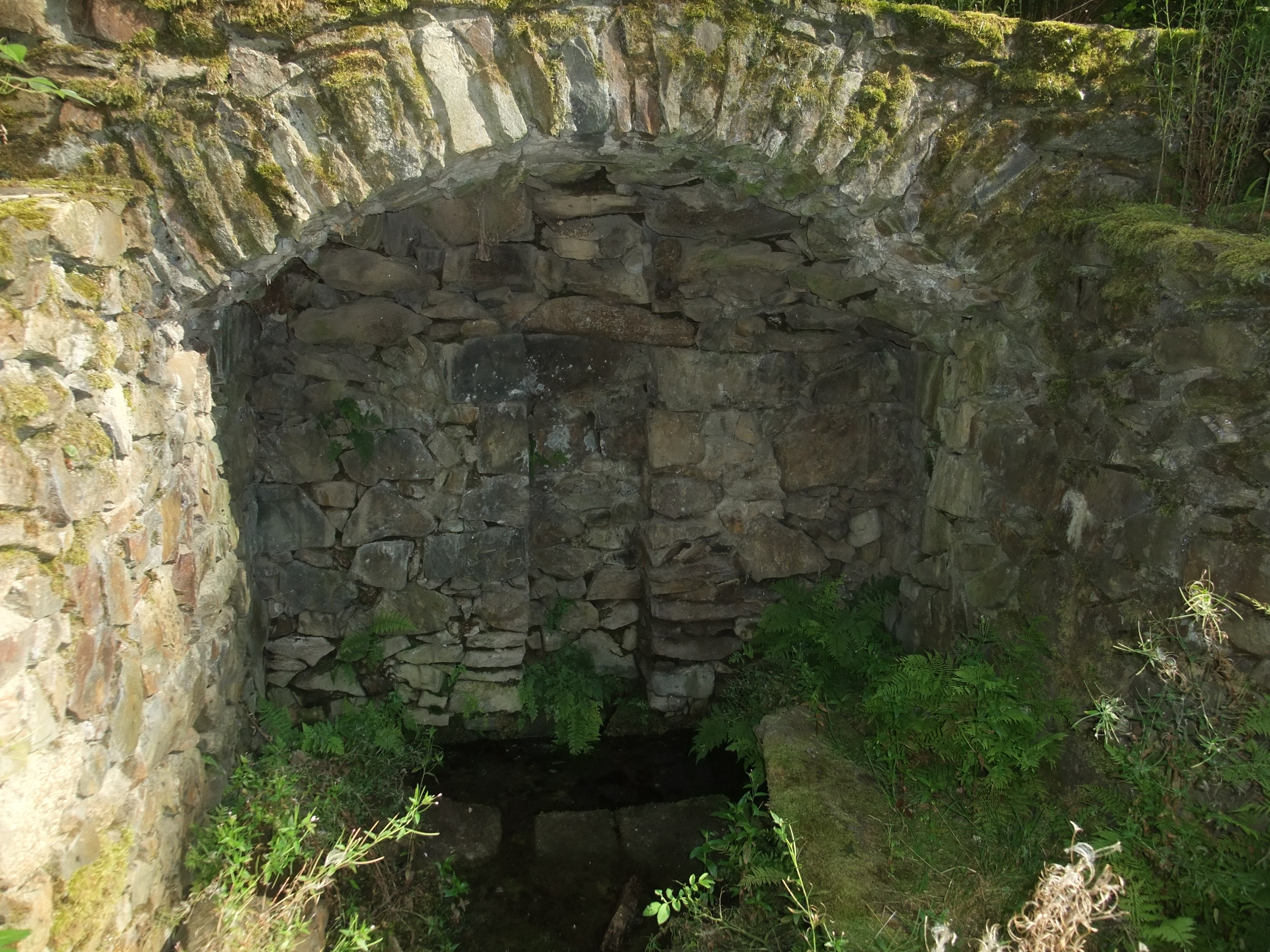
Quelle der Vergessenheit der Sorgen, Nahansicht

### Einzelne Staffagen bzw. Gartenszenen auf der linken Röderseite südlich der Marienmühle

#### Petrarcas Hütte,Quelle von VaucluseundLauras Denkmal
Zeitgenossen sahen damals Parallelen zwischen dem Seifersdorfer Tal und dem Tal von Vaucluse, dem ehemaligen Wohnort Petrarcas, und der es umgebenden Landschaft.
Ein zeitgenössischer Kupferstich zeigt eine Hütte aus groben Steinen; das Dach besteht aus Schilf. Das Vordach wird von zwei geschälten Baumstämmen getragen. Unter dem Vordach befinden sich Sitze aus Moos und Rasenbänke. Auf einem Stein über der Tür befand sich eine Inschrift Capanna di Petrarca. Auf dem gestalteten Vorplatz vor der Hütte sieht man einen kleinen, mit groben Feldsteinen eingefassten Springbrunnen. Das Innere der Hütte war „steinartig angestrichen“ und die Decke war „von geflochtenem Stroh“. Die Ausstattung bestand in einem „Ruhebette“ aus geflochtenem Stroh, zwei Ecktischen und einigen Stühlen. Gegenüber dem Eingang hing „Lauras Bild“; auf den anderen drei Wänden stand jeweils ein Sonett, die Petrarca nach Lauras Tod schrieb.
Heute sind noch Reste der Hütte und des Springbrunnens zu sehen.
Francesco Petrarca (1304–1374) war Literat und als solcher ein Mitbegründer des Humanismus. Er bezog sich in seinen Werken stark auf die Antike. Seit seiner Besteigung des Berges Mont Ventoux im Jahr 1336 begriff Petrarca die Natur als positive ästhetische Erfahrung und als Auseinandersetzungsfläche zur Kontemplation. Von 1337 bis 1349 lebte er in Fontaine-de-Vaucluse bei Avignon, wo er den Gedichtzyklus Canzoniere schrieb. Dort besingt er seine Liebe zu Laura. Diese Frau existierte tatsächlich; ihre Identität wurde von Petrarca jedoch geheim gehalten. Die Liebe blieb unerfüllt bzw. platonisch, da Laura schon verheiratet und vermutlich Angehörige des Adels war. Das Thema der unerfüllten Liebe, des starken Gefühlsausdrucks und die positive Naturerfahrung waren die Bezugspunkte für Petrarcas Hütte und Lauras Denkmal.
Heute sind noch die relativ gut erhaltenen Grundmauern von Petrarcas Hütte und die Umfassung der Quelle von Vaucluse aus Bruchsteinen zu sehen.
Lauras Denkmal, das in direkter Nachbarschaft zu Petrarcas Hütte steht, besteht aus einem etwa 2 Meter hohen Säulenstumpf toskanischer Ordnung auf einem quaderförmigen Podest. Der Stumpf greift das Thema der künstlichen Ruine auf, ist aber einfacher und billiger herzustellen als eine solche. Ein zeitgenössischer Kupferstich zeigt an dem Säulenstumpf ein Oval und Schmuck aus Blumengirlanden. In das Oval ist der Name Laura eingemeißelt, die Blumengirlanden sind heute so nicht mehr vorhanden. Die angrenzende Wiese wird als Laurawiese bezeichnet.

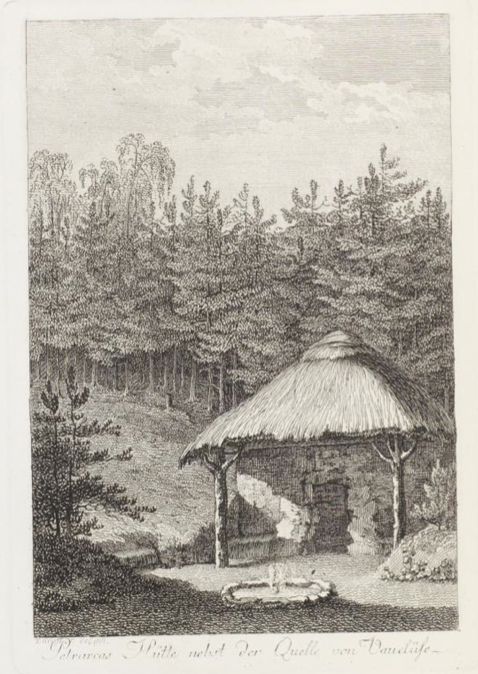
Petrarcas Hütte und Quelle von Vaucluse, Kupferstich von J. A. Darnstedt, 1792
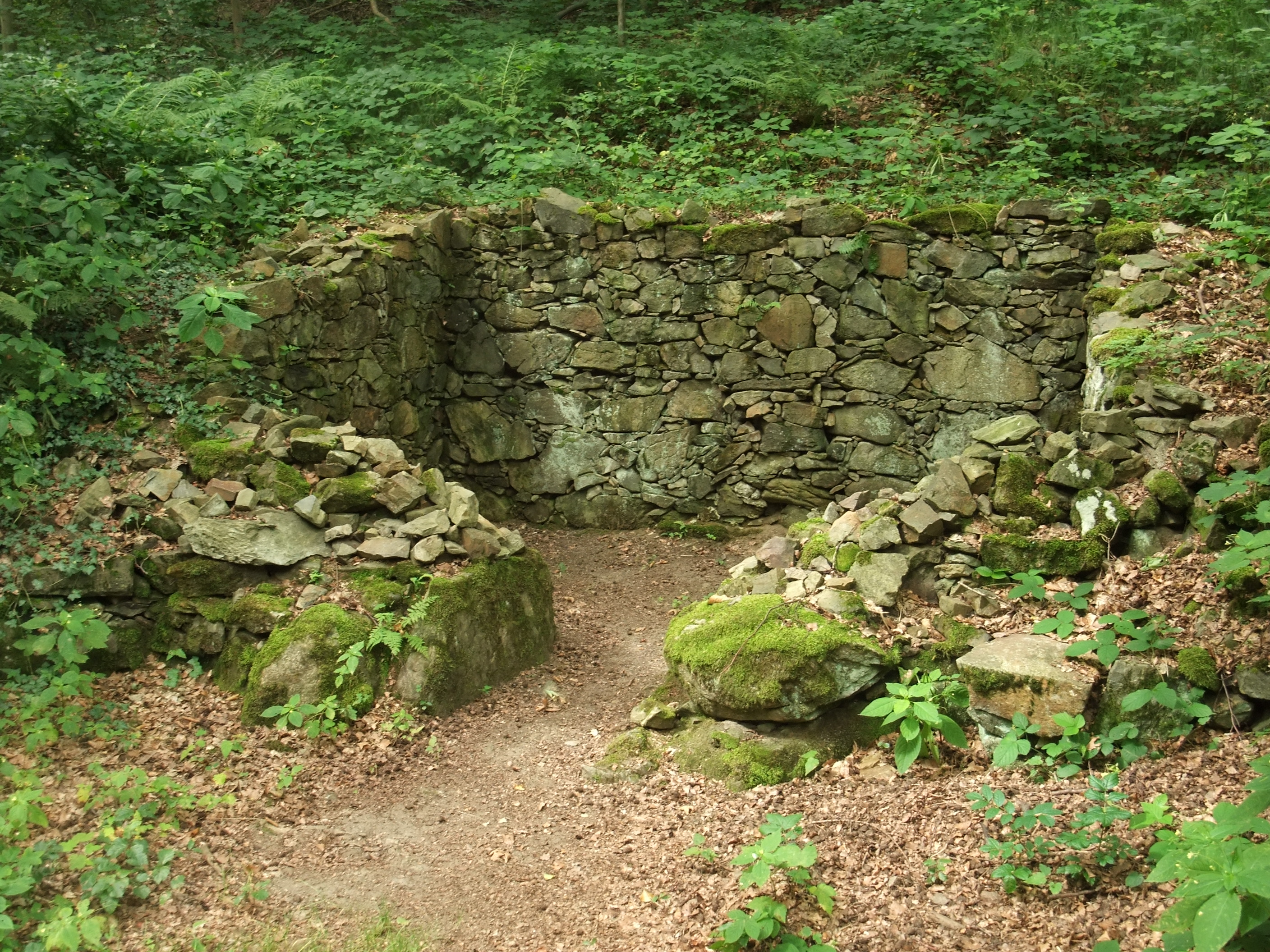
Petrarcas Hütte, Zustand 2012
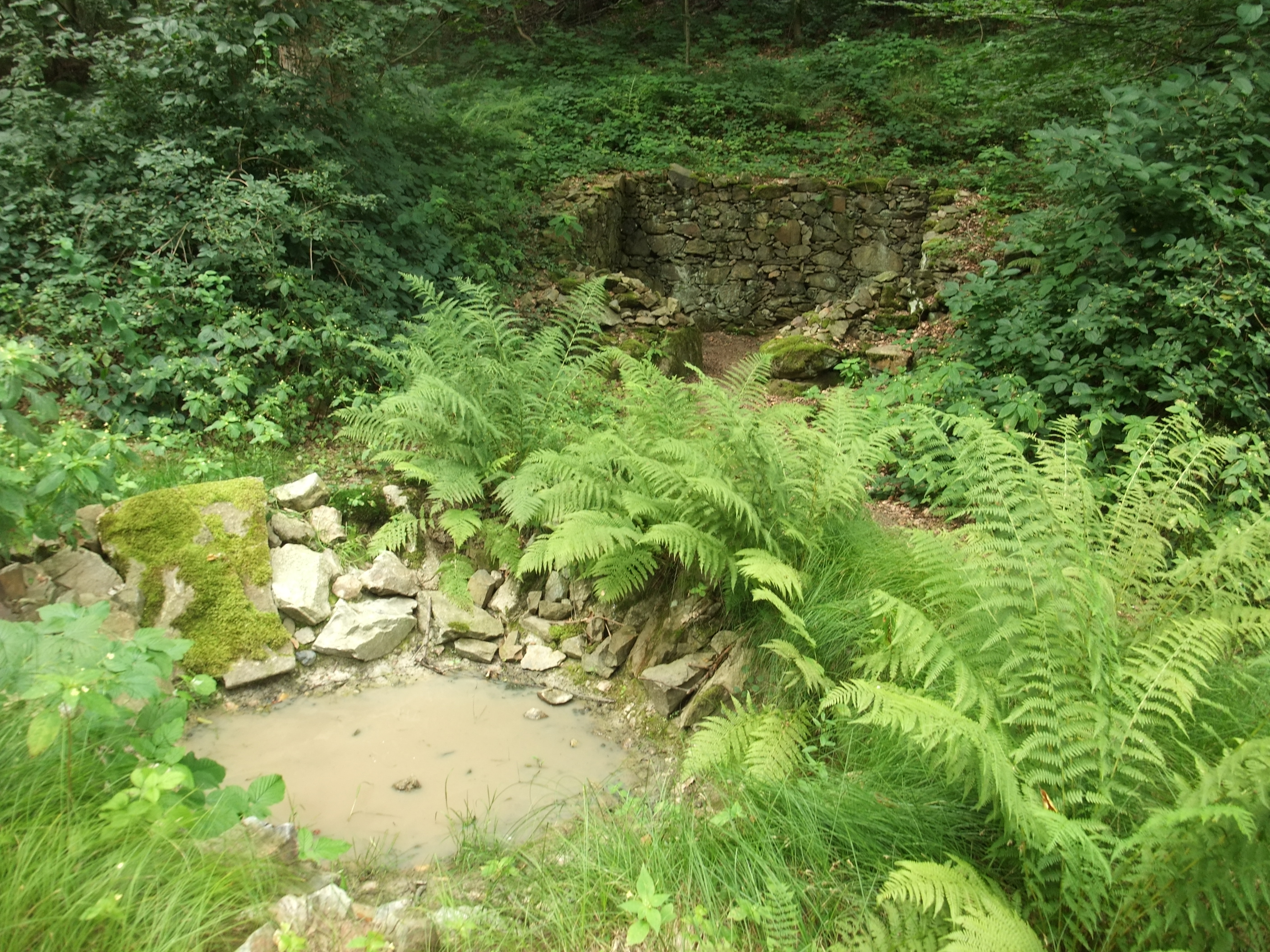
Petrarcas Hütte und Quelle von Vaucluse, Zustand 2012
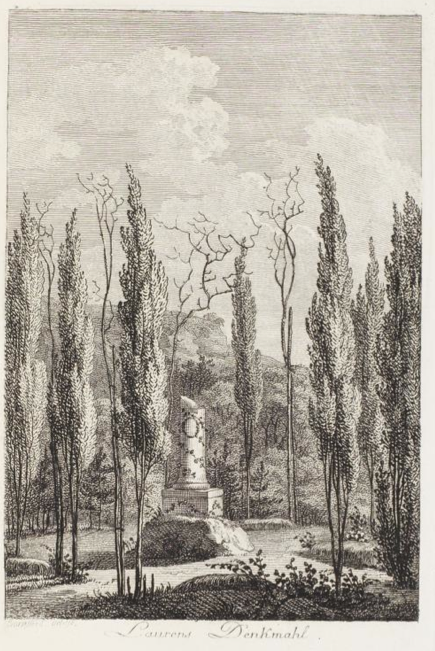
Lauras Denkmal, 1792
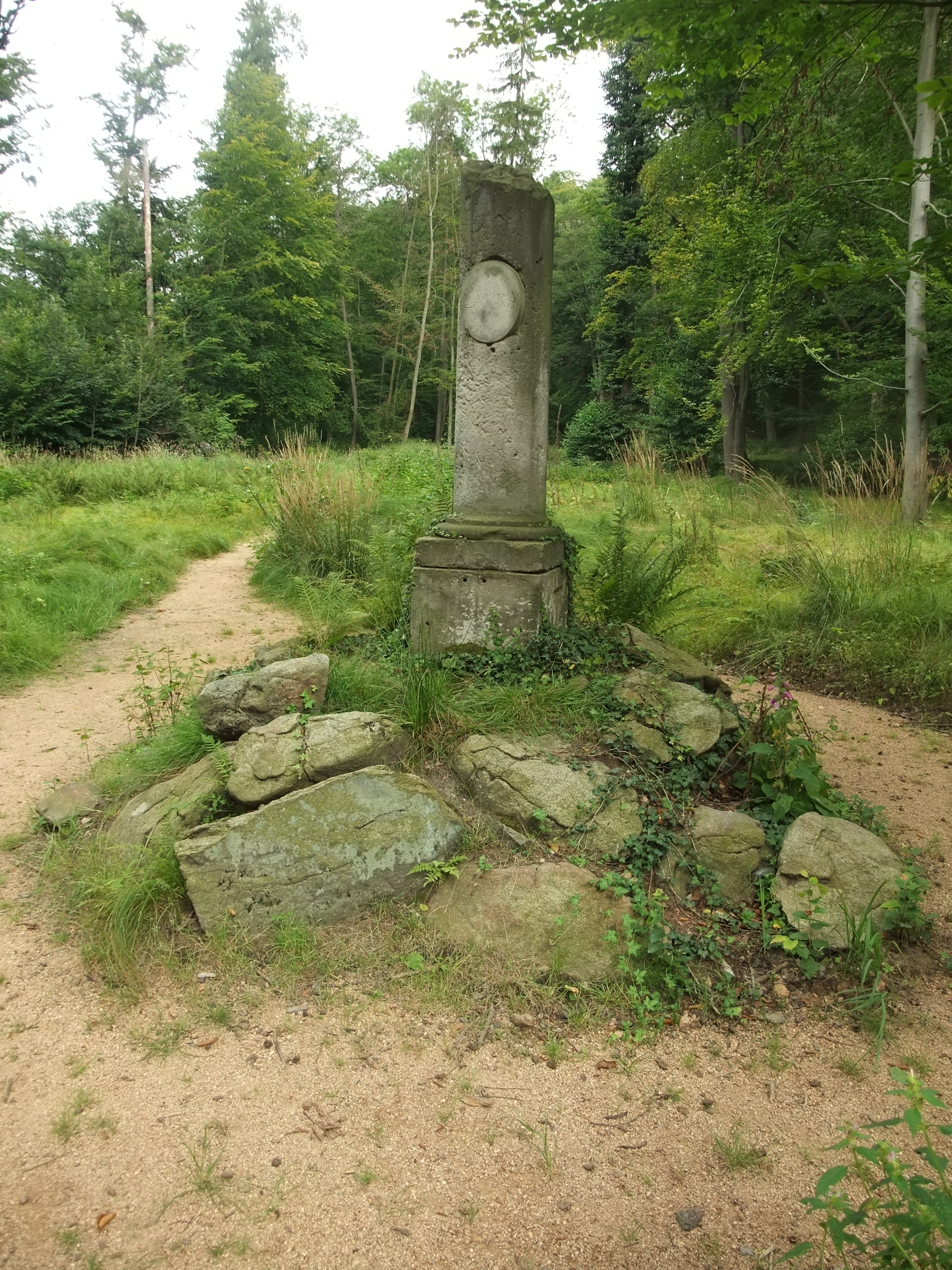
Lauras Denkmal, Zustand 2012, dahinter Laurawiese

#### Denkmal für Leopold von Braunschweig
Dieses Denkmal für den verunglückten Bruder der Herzogin Anna Amalia besteht aus „einem massigen Steinsarkophag, von einer Urne bekrönt“ und ist mit einem Reliefbild von Leopold von Braunschweig-Wolfenbüttel (1752–1785) versehen. Er ertrank bei der großen Oderflut 1785 in Frankfurt.
Obwohl die realen Tatsachen um den Tod Leopolds seinerzeit bekannt waren, verbreitete der Pfarrer Jaques Papin kurz darauf bewusst die Legende, Leopold sei bei der Rettung von Menschen umgekommen, die von Hochwasser eingeschlossenen waren. Papin legte ihm fiktive letzte Worte in den Mund: „Ich bin ein Mensch wie Ihr, und hier kömmt es auf Menschenrettung an.“ Bürgerliche Intellektuelle bedienten sich am Ende des 18. Jahrhunderts dieses Mythos, um ihre Sehnsucht nach Überwindung der Standesgrenzen zwischen Adel und Bürgertum in der stark hierarchisierten ständischen Gesellschaft zu thematisieren.
Der Sarkophag ruhte früher auf Felsenstücken, zwischen denen Wasser hervorquoll. Das Basrelief des Sarkophags trägt ein Relief, einen Adler, der der Sonne zufliegt, mit der Inschrift: Der Adler besucht die Erde, doch säumt er nicht, schüttelt vom Flügel den Staub und kehrt zur Sonne zurück. Das Denkmal befand sich zur Entstehungszeit auf einem kleinen Hügel, der mit Blumen und Sträuchern bewachsen war; um den Hügel herum standen Erlen und alte Weiden, daneben befand sich ein Wasserfall. Heute steht er am Ufer der Röder kurz vor dem Röderwehr der Marienmühle.

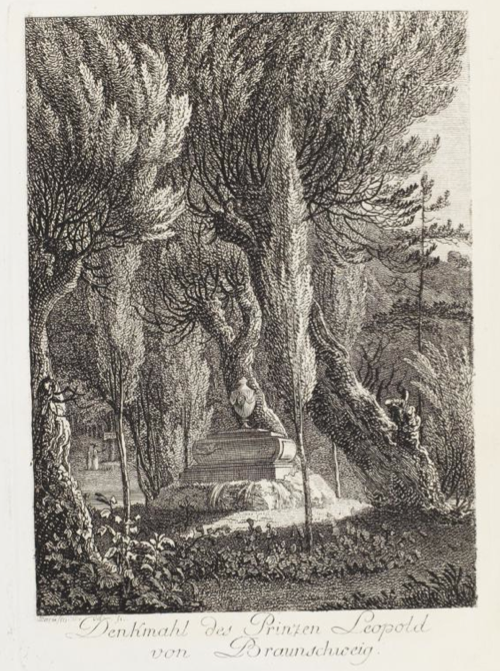
Denkmal für Leopold von Braunschweig, 1792
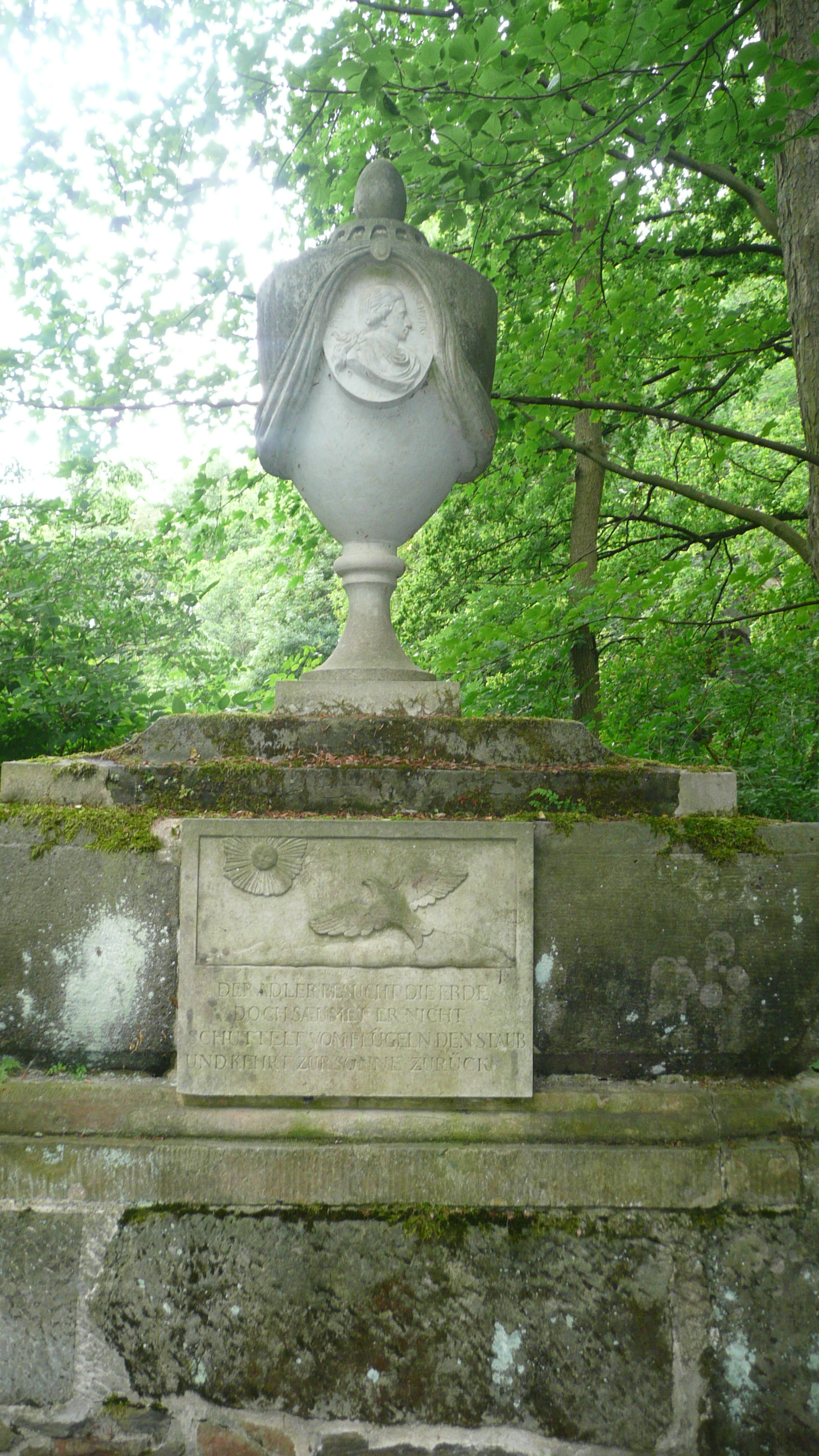
Denkmal für Leopold von Braunschweig

#### Denkmal für Anna Amalia
Dieses Denkmal ist Anna Amalia von Braunschweig-Wolfenbüttel (1739–1807) gewidmet. Sie war eine deutsche Mäzenin und Komponistin. Sie übernahm von 1758 bis 1775 die Regentschaft für die Herzogtümer Weimar und Eisenach. Sie stellte 1763 Johann Karl August Musäus und 1772 Christoph Martin Wieland als Lehrer für ihre Söhne ein. Nach 1775 hielt sie Witwenhof und veranstaltete unterschiedliche Formen höfischer kunstliebender Geselligkeit, besonders Theater und Musikaufführungen. Dabei holte sie viele bürgerliche Künstler und Wissenschaftler an ihre Tafel. So gründete sie zusammen mit Goethe das Liebhabertheater. Anna Amalia verfolgte das Ideal „sinnlicher“ Bildung, schrieb, zeichnete und spielte mehrere Instrumente. Mit ihrer kulturvollen Witwenhofhaltung war sie schon zu Lebzeiten eine Legende und war damit vermutlich vorbildhaft für Christina von Brühl, die mit den Dichtern befreundet war, die an Anna Amalias Hof verkehrten.
Das Denkmal ist ein kleiner, etwa zwei Meter hoher steinerner klassizistischer Tempietto, der jetzt aus einer Ansammlung sehr großer Feldsteine herausragt. Am Ende des 18. Jahrhunderts stand er mitten auf einer Wiese, die von hohen Bäumen umgeben war.
Der Tempietto zeigt an seiner Vorderansicht kannelierte Pilaster, die ohne Kapitell an einem vorspringenden Gesims enden. Nach oben schließt der Tempietto mit einer kleinen Attika ab. Er bildet eine Nische, in der die Gipsbüste Anna Amalias auf einem hohen schmalen Podest steht. Das Podest enthält die Inschrift: Einen Tempel, der nimmer zerfiele, suchten die Grazien und Musen: Sie fanden ihn in Amaliens Geist.

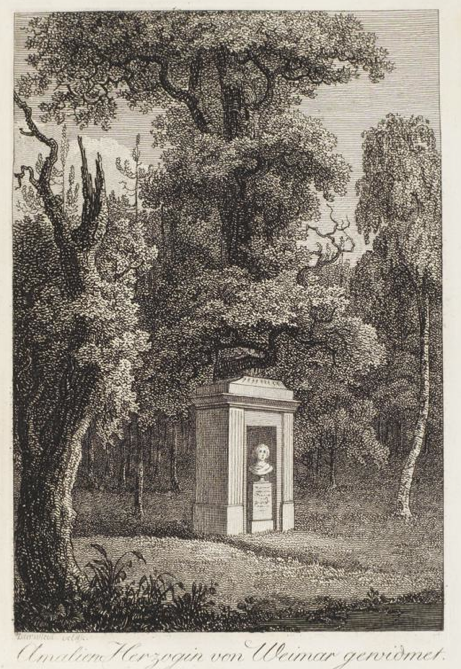
Denkmal für Herzogin Amalie
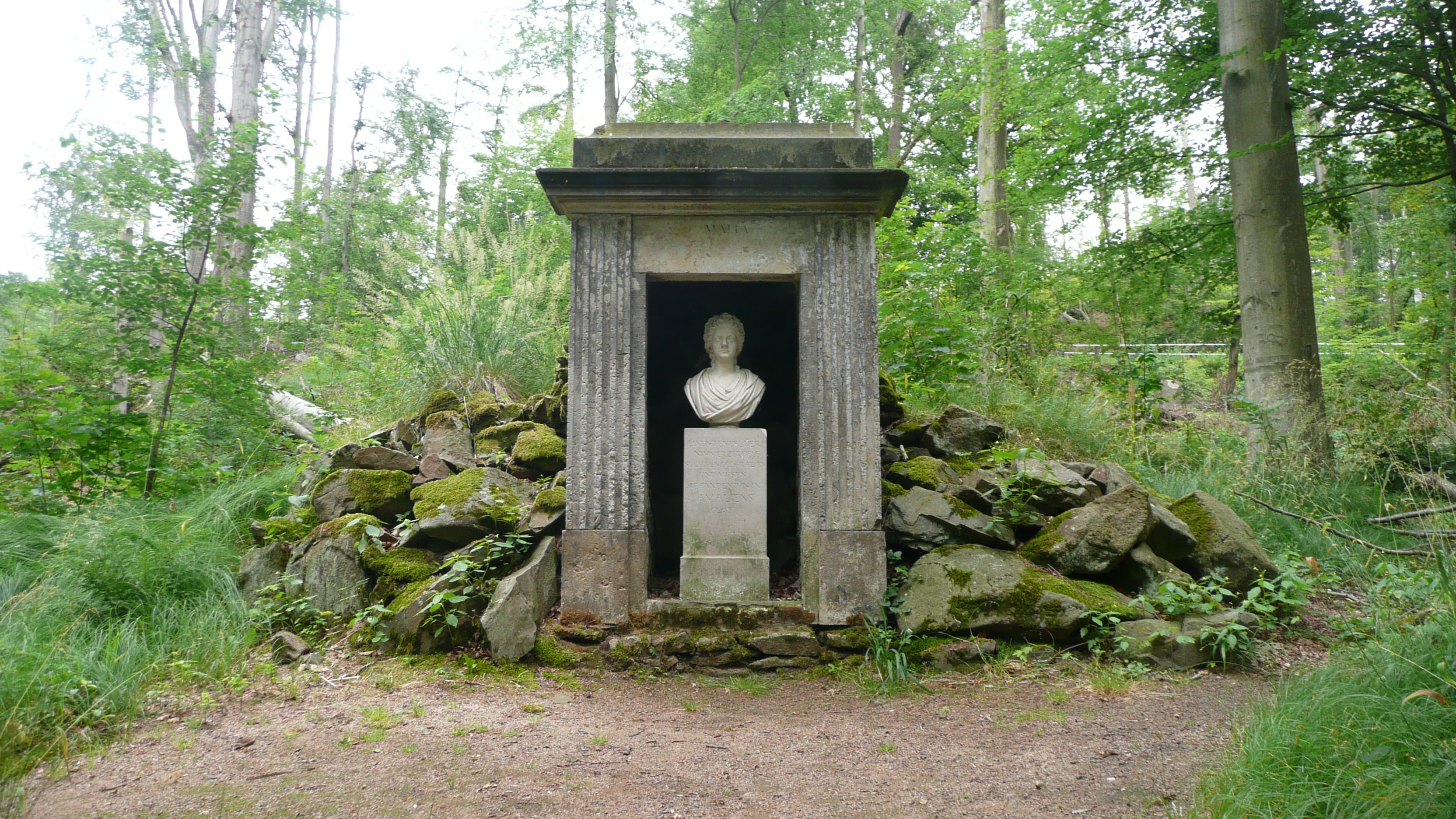
Denkmal für Anna Amalia

#### Obelisk

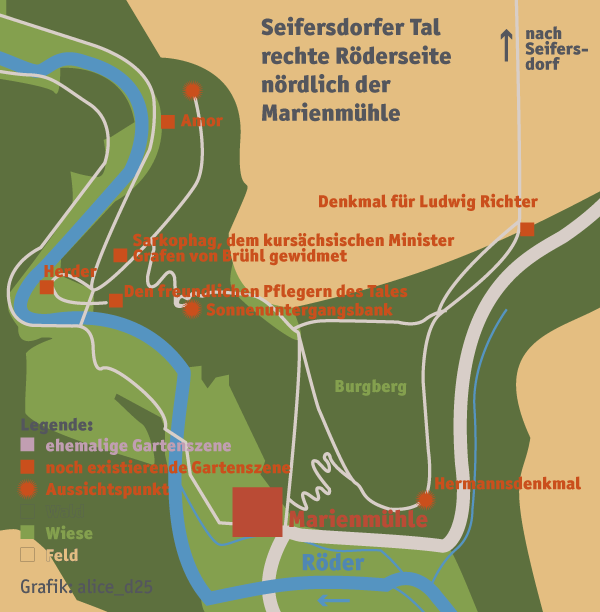
Karte Seiferdorfer Tal, rechts der Röder, nördlich der Marienmühle

Rechts der Straße in Richtung Schönborn steht auf einem künstlichen Hügel der Obelisk, der von vier Eichen flankiert ist. Drei davon sind in den letzten Jahren gepflanzt worden; eine Eiche stammt noch aus der ursprünglichen Bepflanzung von Christina von Brühl. Der Obelisk wurde 1784 von den Gemeinden Schönborn, Seifersdorf und Ottendorf finanziert und errichtet. Er ist dem Grafen Hans Moritz von Brühl gewidmet und trägt die Inschrift:
Wohl uns des Grafen, den wir ha’n!

Er ist gut Herr und braver Mann;

Wir treten keck zu ihm heran,

denn er hat keinen Stachel.
Warum die Gemeinden dem Grafen den Obelisken errichteten, ist nicht klar.

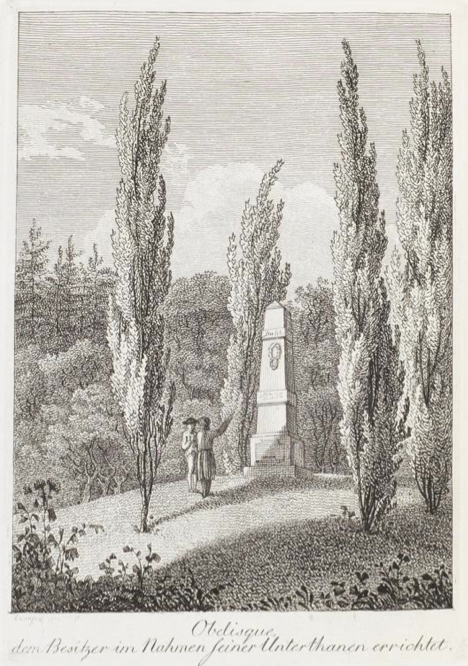
Obelisk, 1792
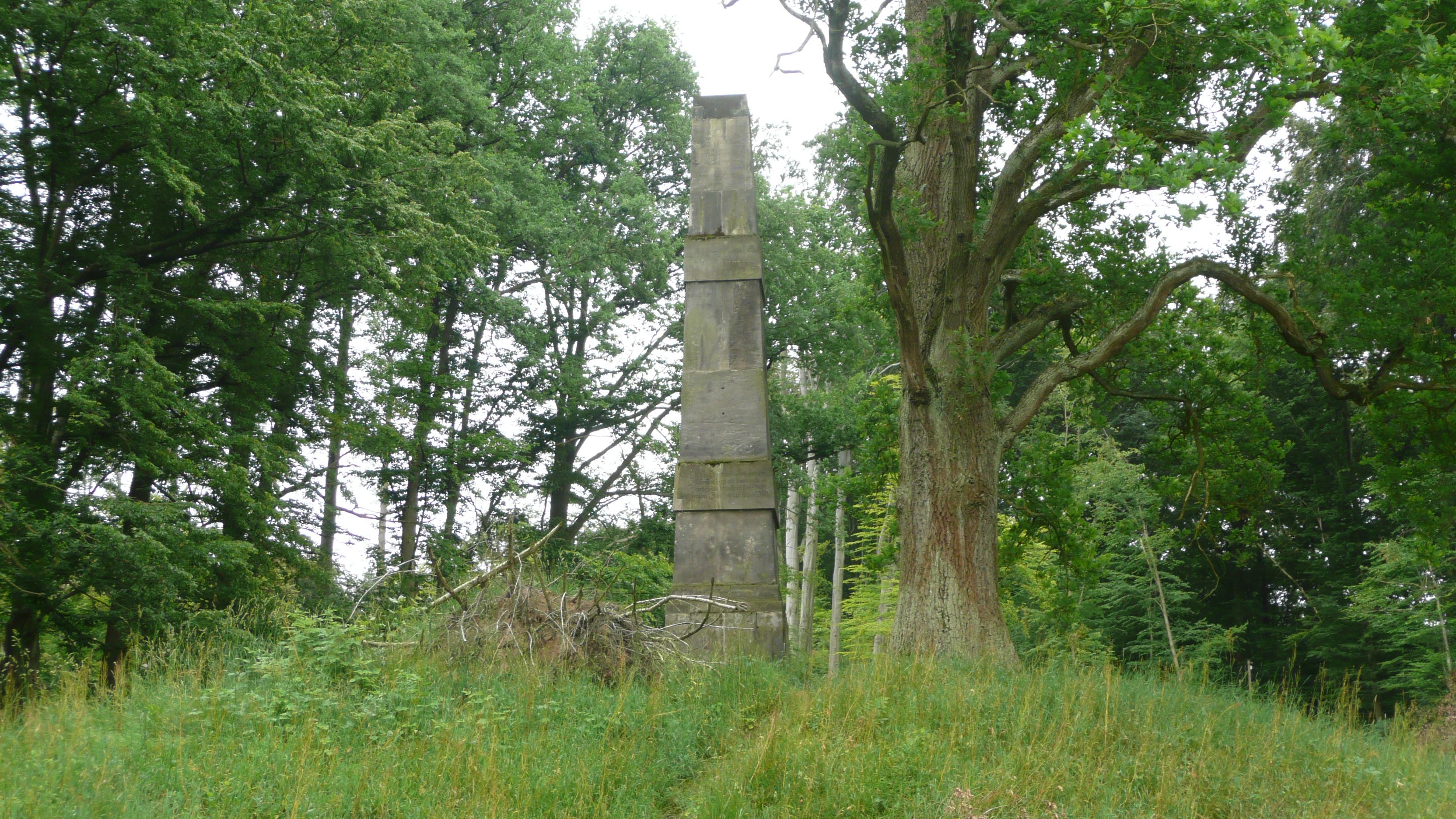
Obelisk

### Einzelne Staffagen bzw. Gartenszenen auf der rechten Röderseite nördlich der Marienmühle

#### Denkmal für Ludwig Richter
Dieses Denkmal wurde 1934 gesetzt und befindet sich am Beginn der Allee über das Feld vom Seifersdorfer Tal nach Seifersdorf.

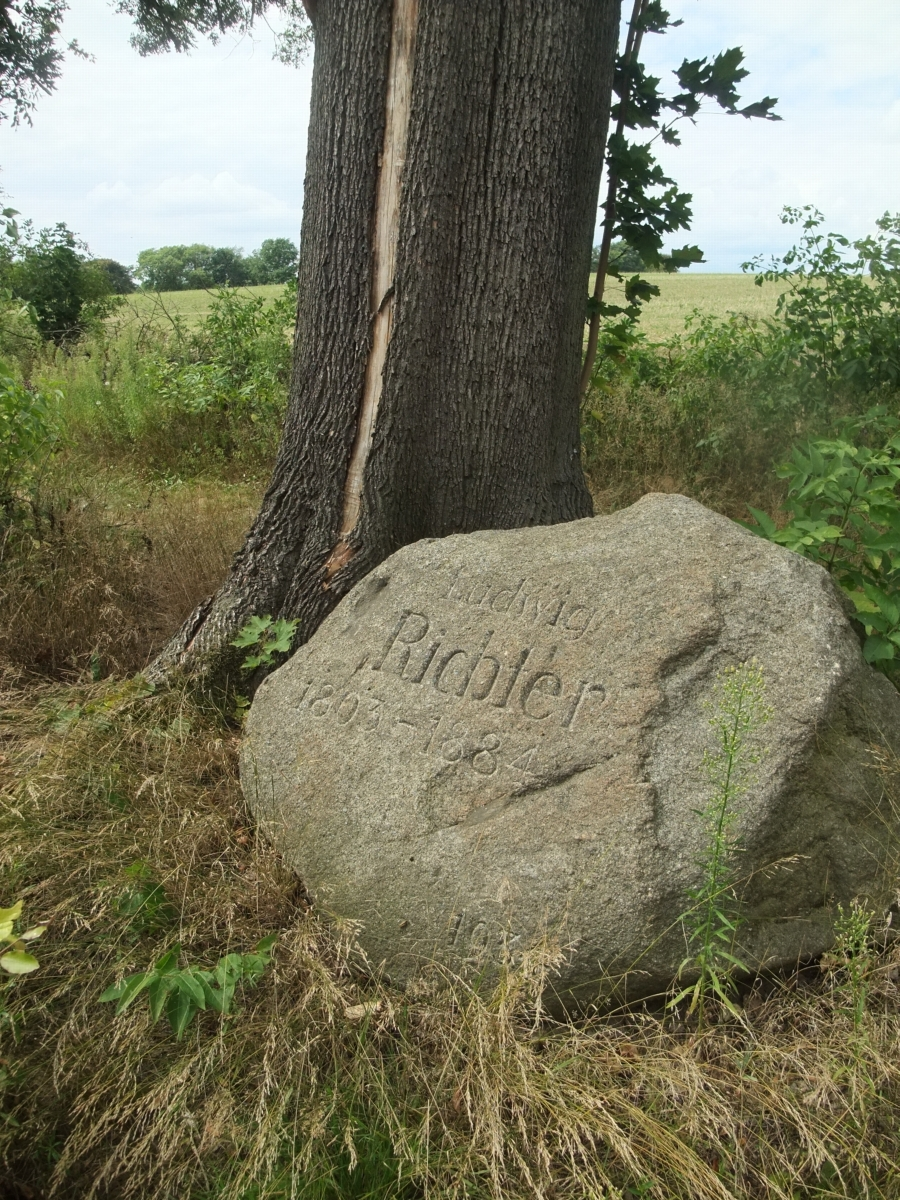
Denkmal für Ludwig Richter

#### HermannseicheoderHermannsdenkmal
Die Hermannseiche war im Jahr 1915 eine Eiche von 4,6 m Durchmesser. Davor war „eine Art Hünengrab aus Granitblöcken …; an der anderen Seite auf steinerner Platte eine Erztafel mit der Inschrift: Dem Befreyer Teutschlands gewidmet.“
Ein zeitgenössischer Kupferstich zeigt „kriegerische Abzeichen“ am Stamm der Eiche: Schwert, Schild, Lanze und Streitkolben, darunter eine Art Altar mit einer Nische.
Diese Staffage nimmt Bezug auf ein Gedicht von Klopstock über den historischen Arminius, das den fälschlicherweise zu Hermann Eingedeutschten als „Held des Vaterlands, der für Freiheit focht und starb“ und als „Retter der Deutschen“ bezeichnet. Das Lob Hermanns erwärme „Herzen von deutschem Gefühl“. Seit dem 16. Jahrhundert ist Arminius (Hermann) in der deutschen Literatur zur nationalen deutschen Symbolfigur stilisiert worden. Politischer Hintergrund waren dabei die von Partikulargewalten getrennten deutschsprachigen Gebiete und die Sehnsucht der Intellektuellen des ausgehenden 18. Jahrhunderts nach einem deutschen Nation Building.
Mitte bis Ende des 18. Jahrhunderts beschäftigten sich neben Klopstock zahlreiche weitere Schriftsteller mit dem Arminiusstoff wie z. B. Christoph Martin Wieland (1751), Johann Jakob Bodmer (1756), Friedrich Hölderlin (1796) und Johann Wolfgang von Goethe (1801). Außerdem entstanden unzählige Arminius-Opern. Friedrich Gottlieb Klopstock knüpfte an die Überlieferungen von Tacitus über Arminius an und verfasste die drei Barditen – religiös-patriotische Weihegesänge – Hermanns Schlacht (1769), Hermann und die Fürsten (1784) und schließlich Hermanns Tod (1787). Im Sinn dieses Zeitgeists ist das Hermannsdenkmal entstanden.
Ironischerweise schlug in den 1930er Jahren ein Blitz in die Hermannseiche ein, sodass heute nur noch ein immerhin imposanter Stumpf zu sehen ist.

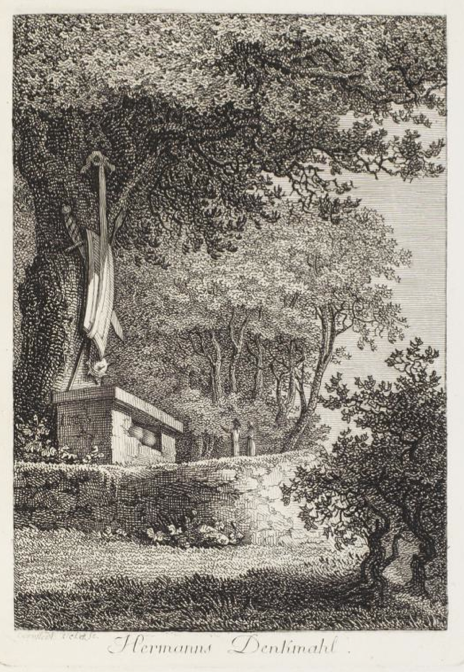
Hermannseiche, Kupferstich von J. A. Darnstedt, 1792
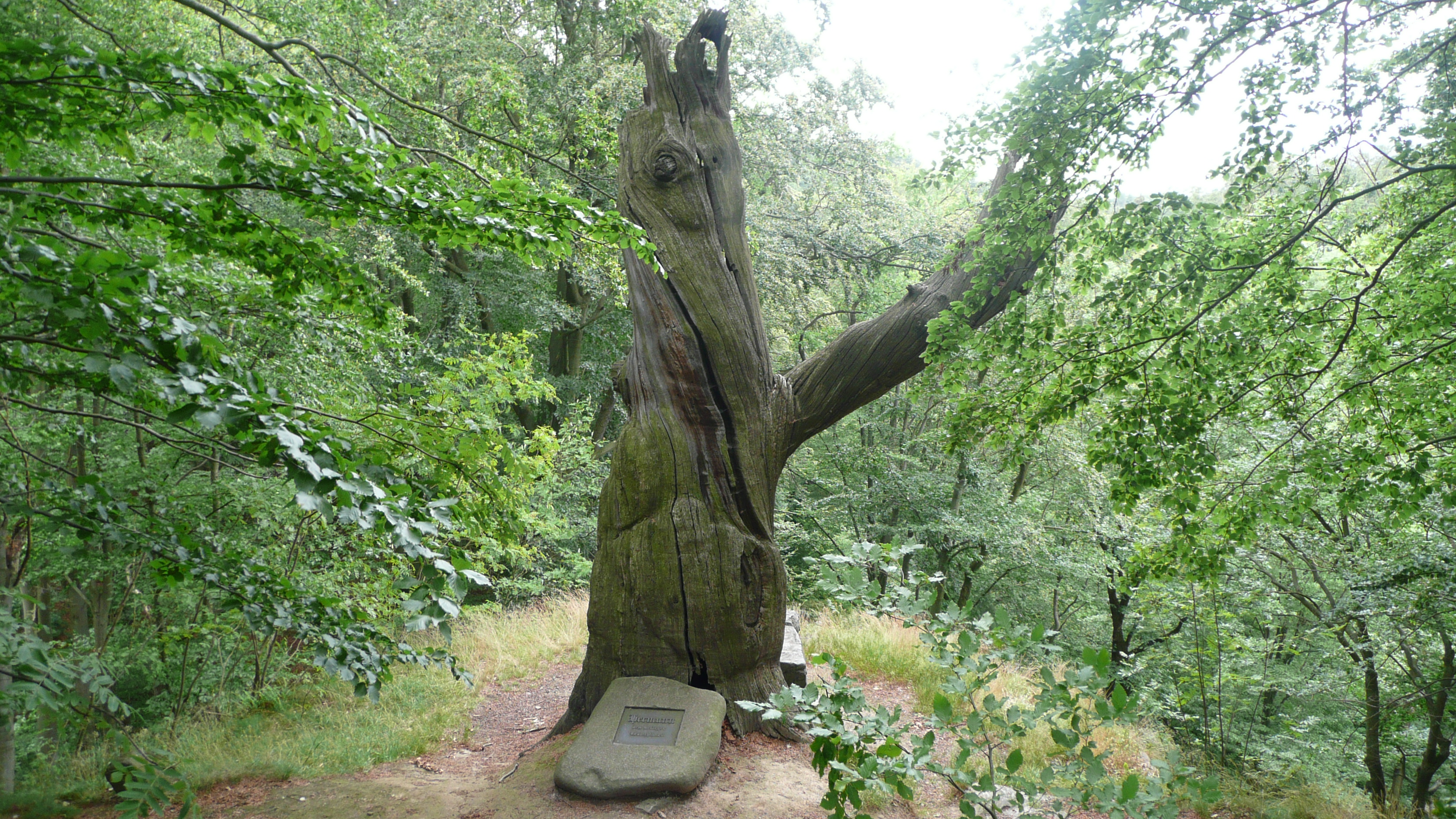
Hermannsdenkmal und Hermannseiche
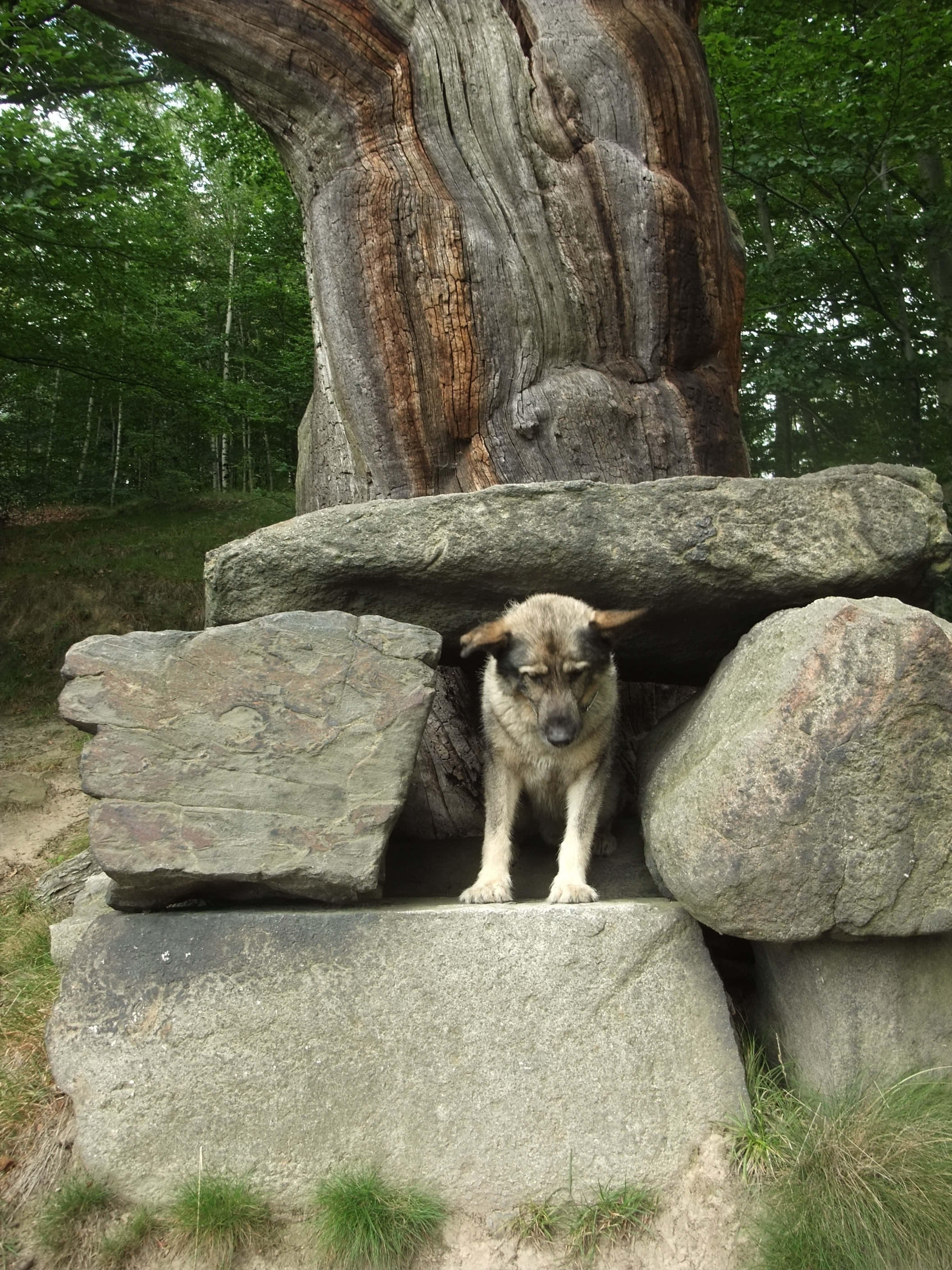
Hünengrabartiger Aufbau am Fuß der Hermannseiche

#### Sonnenuntergangsbank
Die Sonnenuntergangsbank befindet sich oberhalb der Röderbrücke in der Nähe der Sängerwiese am steilen Hang direkt an einem Pfad in Richtung Seifersdorf. Über der Bank befinden sich im Fels ein Relief und eine Inschrift.

#### Den freundlichen Pflegern des Tales
Dieses klassizistisch anmutende Denkmal ließen Carl von Brühl und seine Frau Johanna 1824 setzen. Sie widmeten es Carls Eltern, Christina von Brühl und Hans Moritz von Brühl, „die diese Stätte schufen“. Es besteht aus einem Steinquader mit einem Abschluss aus Dreiecksgiebelchen. Es enthält u. a. diese Inschrift:
Noch wandeln sie, die diese Stätte schufen, in diesen Schatten. Jeder Welthauch bringt den frommen Kindern und den Kindeskindern, die diesen Denkstein setzten, Geistergruß.
Auf der anderen Seite:
Die Stätte, die ein guter Mensch betrat
Ist eingeweiht: nach hundert Jahren
Klingt sein Wort und sein That
den Enkeln wieder

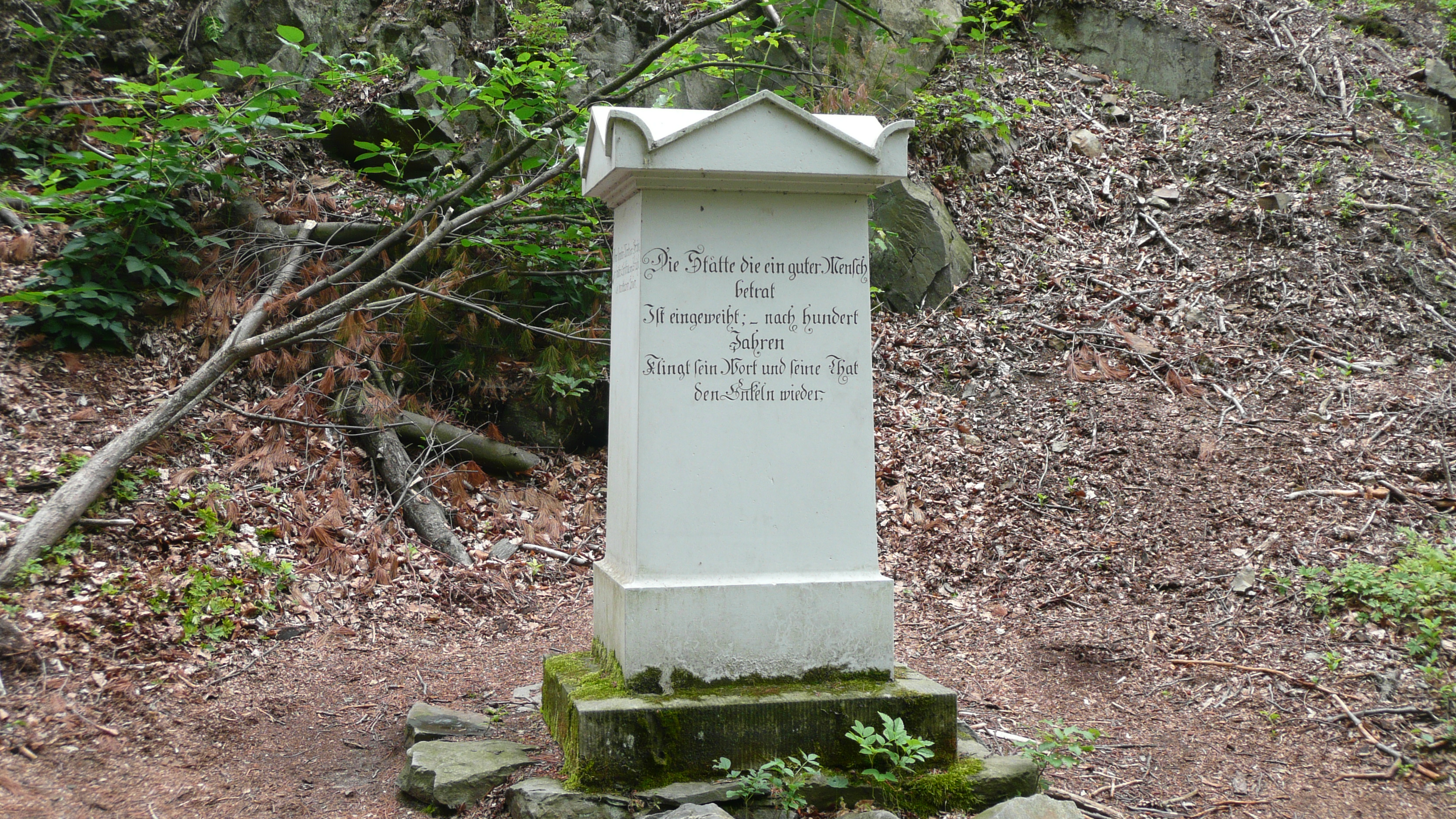
Den freundlichen Pflegern des Tales

#### Sarkophag, dem kursächsischen Minister Grafen von Brühl gewidmet
Das Denkmal ist dem Schwiegervater von Christina von Brühl, Heinrich von Brühl, Kursächsischer Premierminister unter August III., Kurfürst von Sachsen und König von Polen, gewidmet. Es wurde 1782 zum Geburtstag des Grafen Moritz von Brühl errichtet, des Sohnes von Heinrich und Ehemann von Christina. Der mit Zink beschlagene „Prunksarg“ aus Eichenholz mit der Inschrift Manibus patris (lat., dt.: „dem Andenken des Vaters“), der auf dem noch vorhandenen Sockel aufgebaut war, ist nicht mehr erhalten, ebenso wenig wie die Einhegung. Die Inschriften auf dem Sockel lauten:
- Memorabili oblito. Erex. Maur. com. a. Brühl, ao. 1782 d. 26. Jul. (lat., dt.: „Dem, dessen Andenken besudelt ward, und der doch gedenkwürdig ist. Errichtet von Moritz Grafen von Brühl am 26. Juli 1782.“)
- Unsterblich und doch des Todes Raub.
- Urit enim fulgore suo, qui praegravat artes Infra se positas. Extinctus amabitur idem. (lat., dt.: „Der Leuchtende verbrennt zwar die Menschen mit ihren Künsten, die unter ihm stehen, und drückt sie nieder, aber nach seinem Tod wird er dennoch verehrt werden.“)
- Grand par ses dignites, mais plus grand par lui meme (franz., dt.: „Groß durch seine Würden, noch größer durch sich selbst.“)[19]

Das Denkmal sollte den für den Bankrott Sachsens in starke Kritik geratenen ehemaligen Premierminister rehabilitieren.

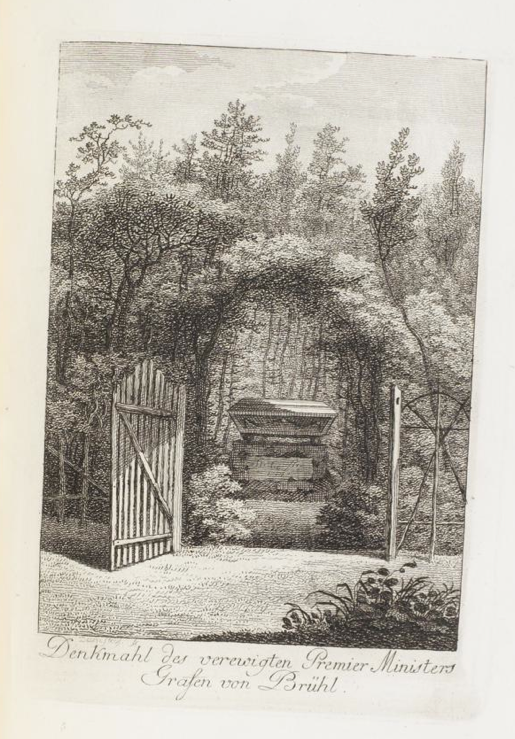
Denkmal für den Premierminister von Brühl
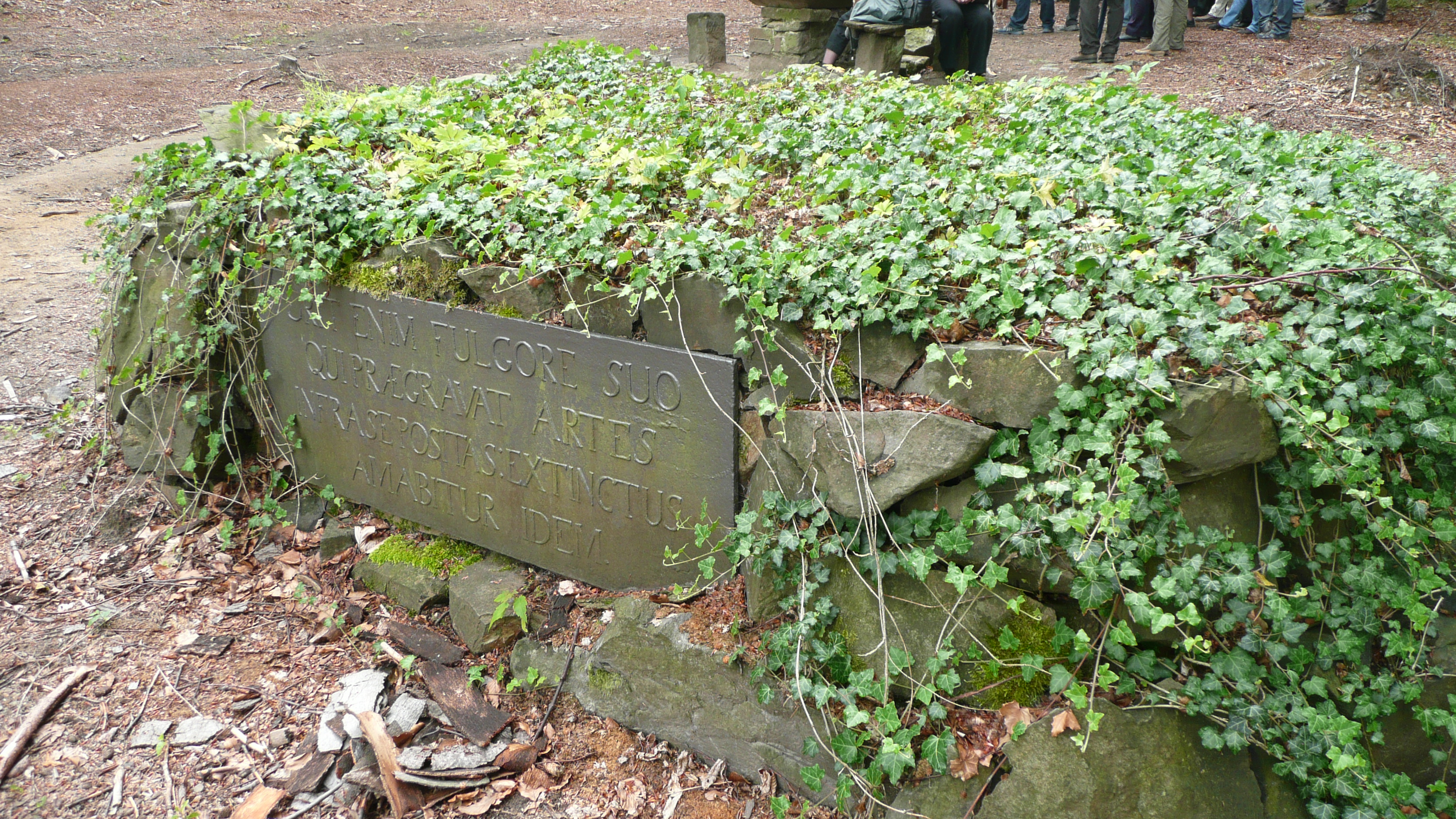
Denkmal für den Premierminister von Brühl
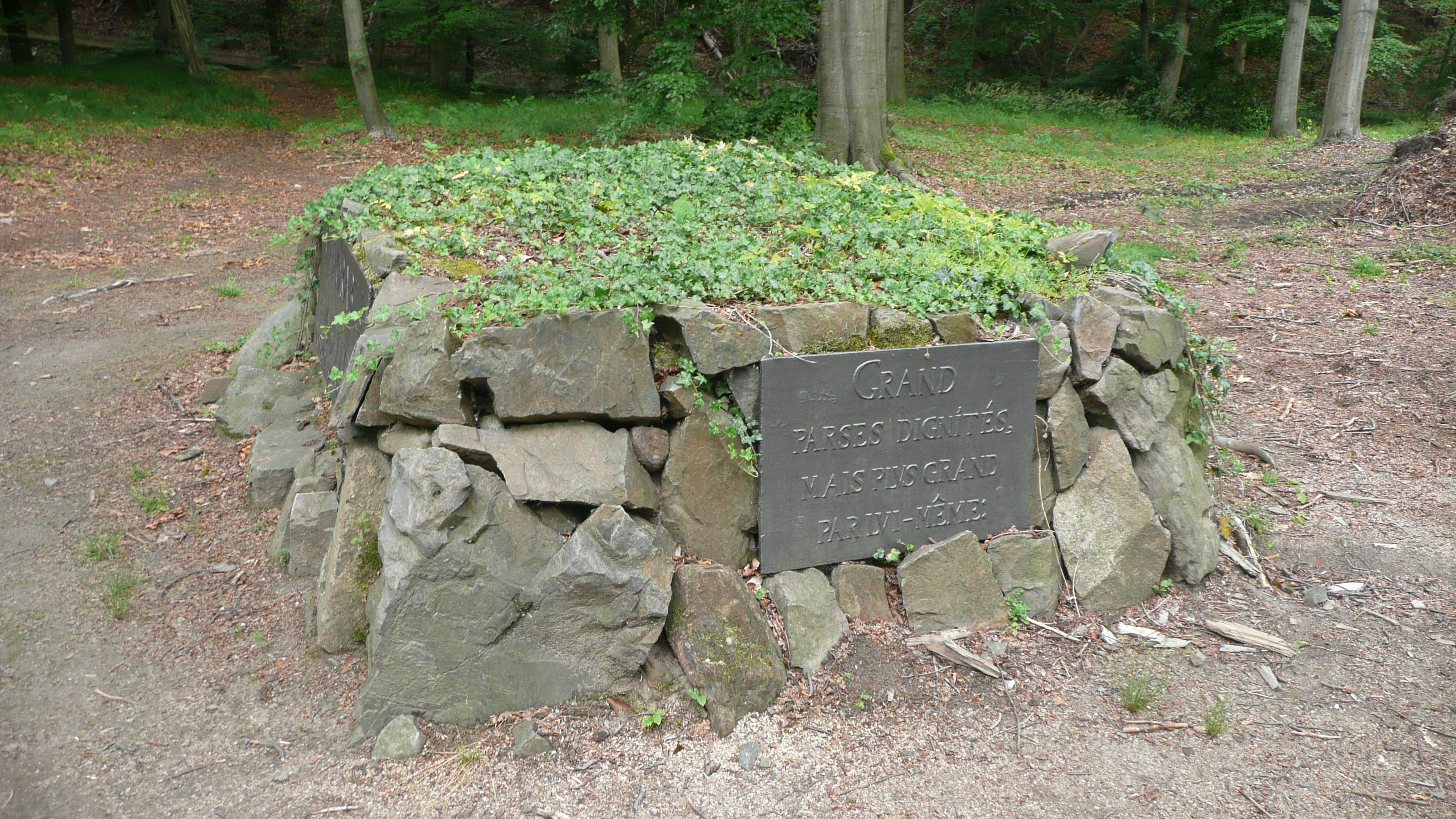
Denkmal für den Premierminister von Brühl
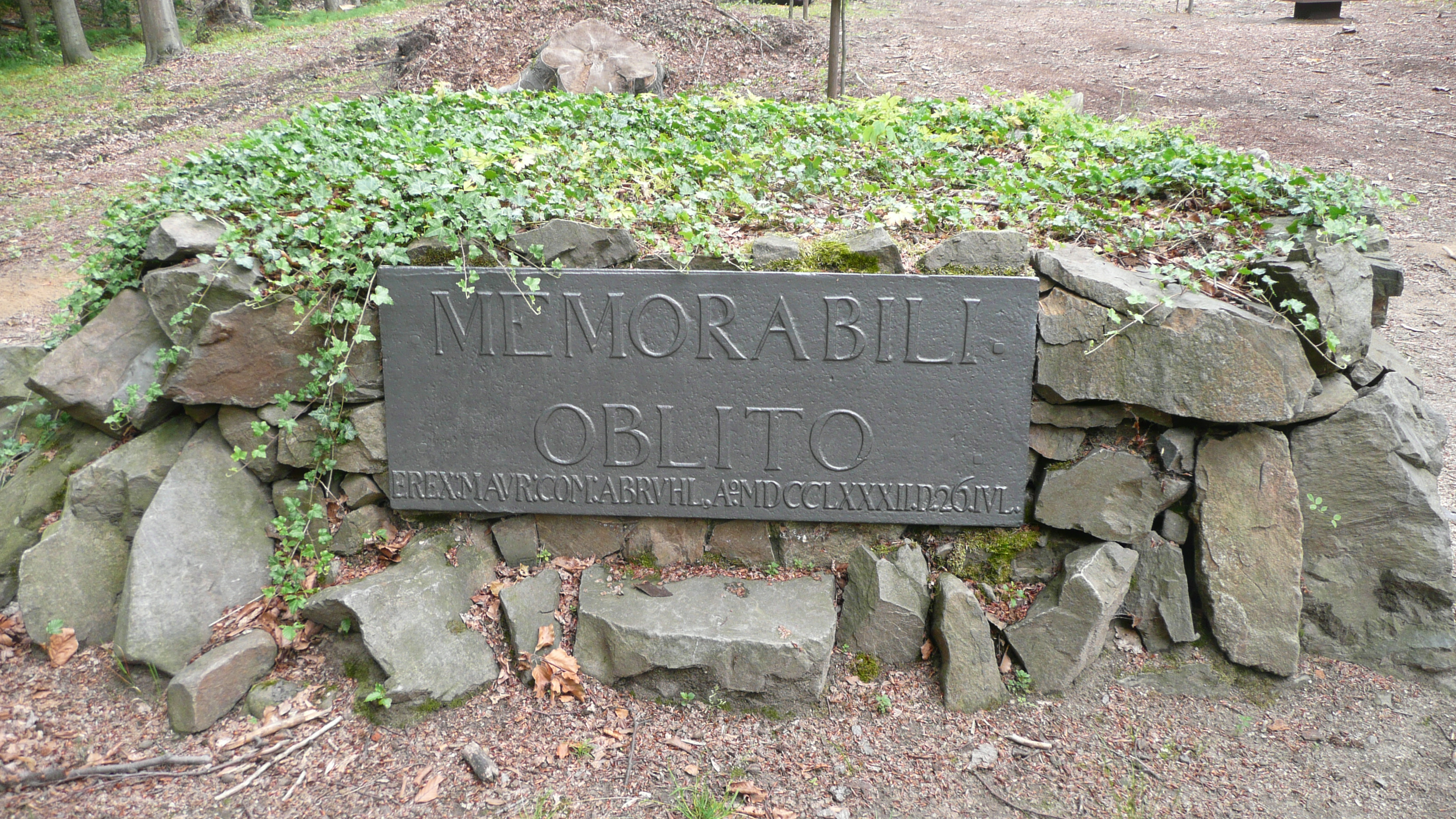
Denkmal für den Premierminister von Brühl
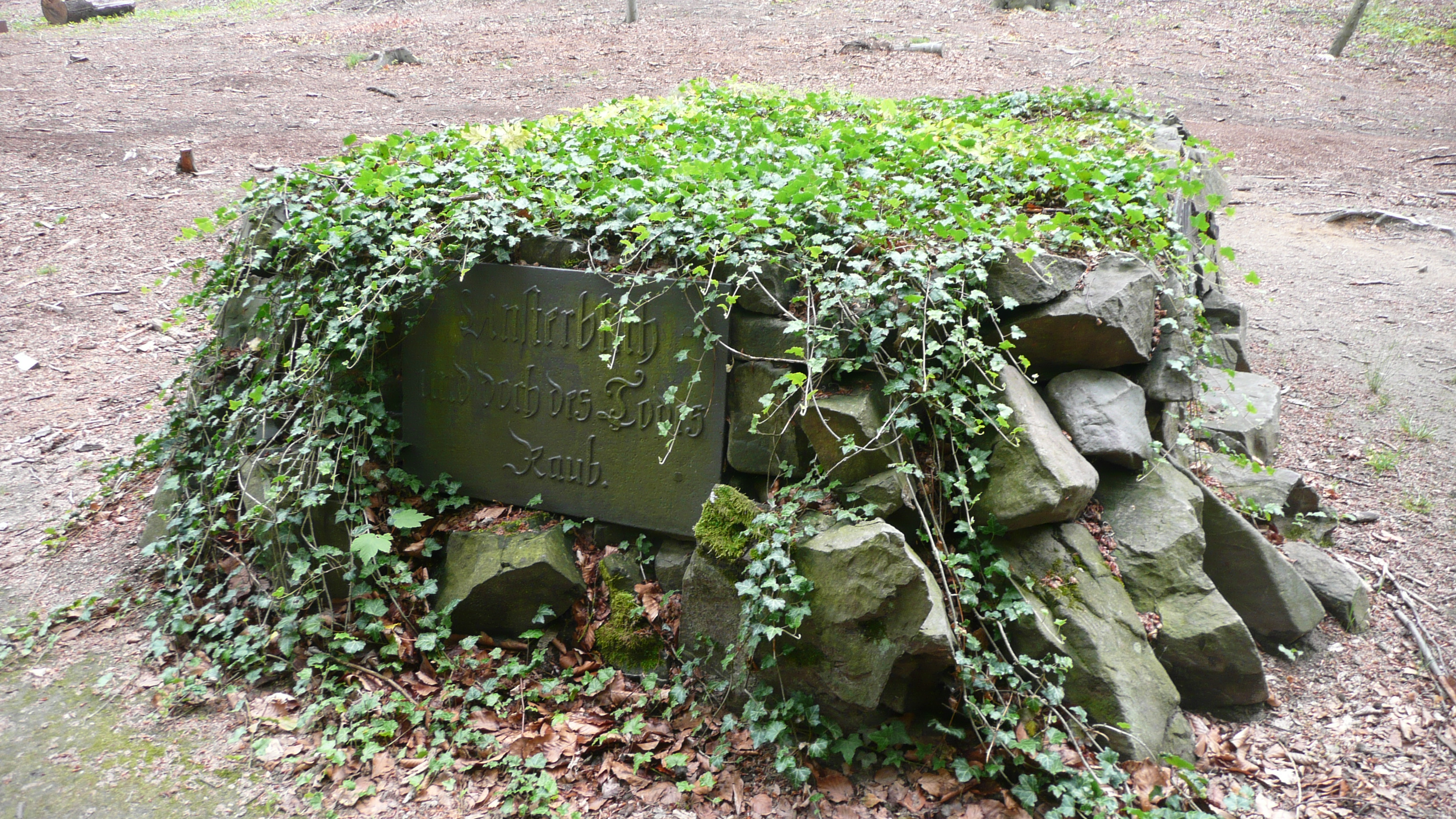
Denkmal für den Premierminister von Brühl

#### Herder-Denkmal
Das Herder-Denkmal ist eine Büste Herders in Eisenguss auf einem schlanken hohen Sockel, der folgende Inschrift trägt:
Des Menschen Leben beschränkt ein enger
Raum
Ein engerer beschränkt seinen Sinn,
Sein Herz der engste. Um sich her zu
sehen,
Zu ordnen, was man kann, unschuldig zu
Genießen, was uns die Vorsicht gönnt,
Und dankbar froh hinweg zu gehen:
Das ist des Menschen Lebensgeschichte,
Nicht Idee, es ist Gefühl.
Ursprünglich stand die Herderbüste am Berg ein wenig oberhalb der Hütte der Hirtin der Alpen, ist aber in jüngerer Zeit an den Ort versetzt worden, wo vorher Dodestans Denkmal stand.

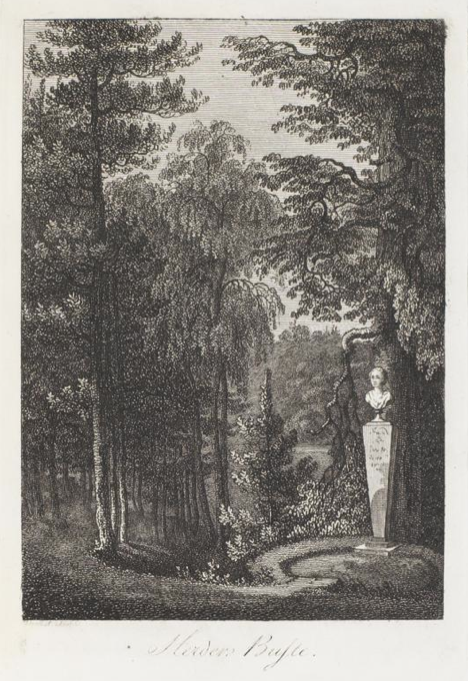
Herder-Denkmal, 1792
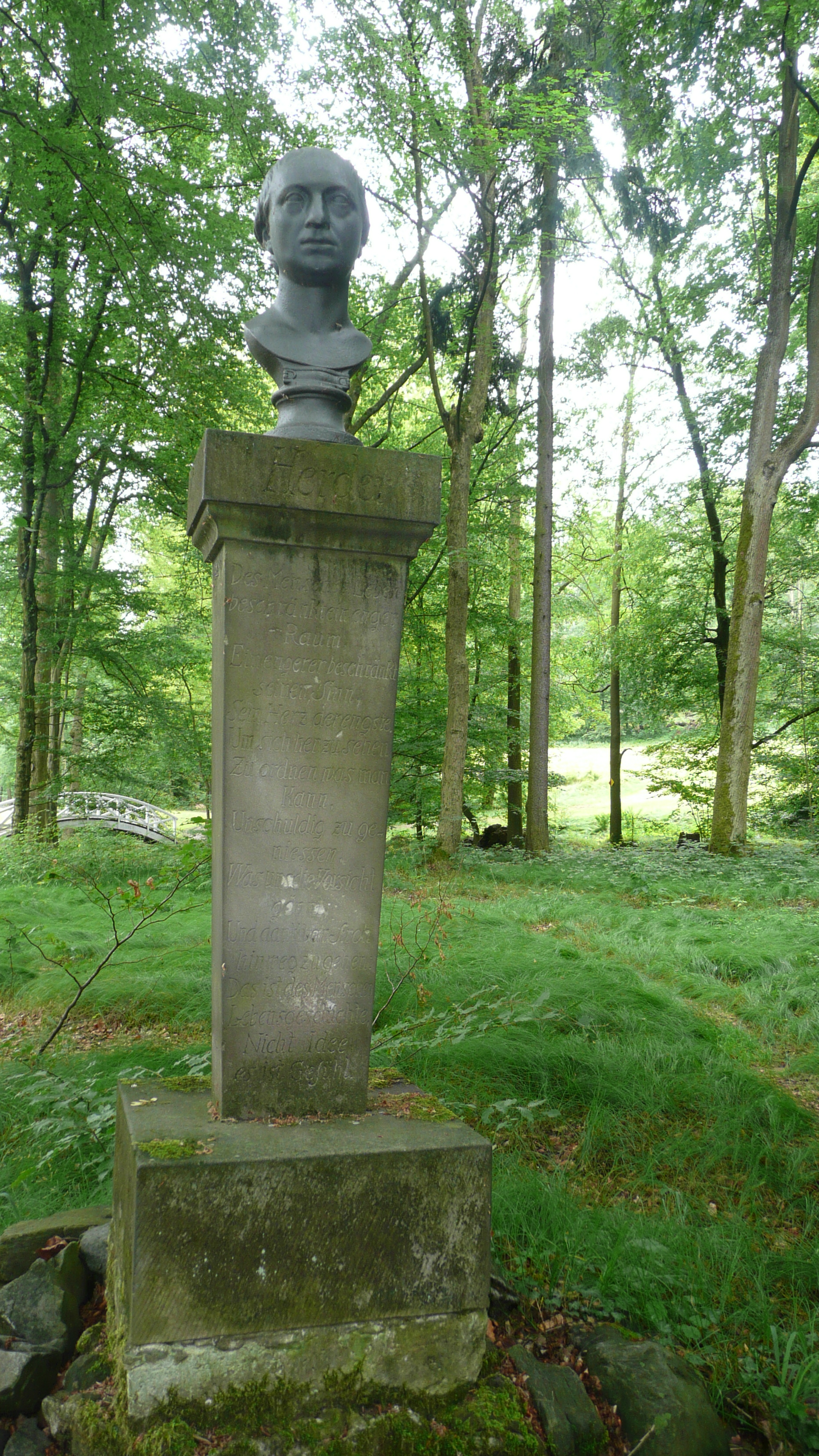
Herder-Denkmal

#### Amor

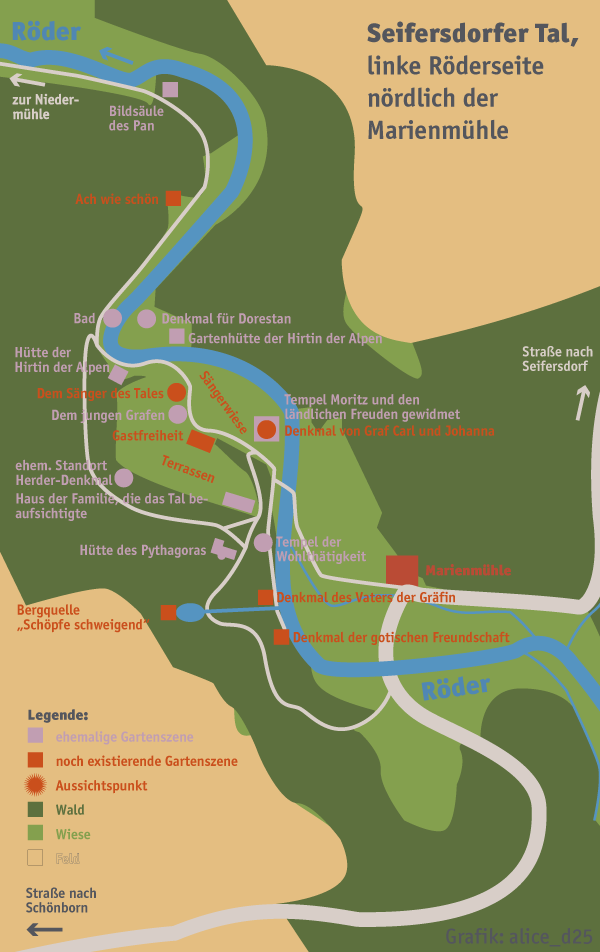
Seiferdorfer Tal, links der Röder, nördlich der Marienmühle

Ursprünglich gehörte zu dieser Gartenszene am Ende des Tales ein Tempel mit einer Statue des Amor und einer Inschrifttafel. Im Gegensatz zu Statue und Tafel aus Eisenguss ist der Tempel nicht mehr erhalten. Idealerweise sollte Amor von der anderen Seite der Röder – von weitem – besichtigt werden; man sollte „dem Gebiete des kleinen gefährlichen Gottes“ fern bleiben. Wenn man das Tal von nördlicher Seite betrat, gab es keine Brücke, über die man zu dieser Gartenszene direkt hätte gelangen können.
Eine nach einer antiken Statue aus Eisen gegossene Figur des Amor stand in einem erhöhten kleinen Tempel, der vier toskanische Säulen und einen kleinen Dreiecksgiebel aufwies. Zwischen die Säulen waren Pappeln gepflanzt, um den Tempel herum Rosen, Jasmin, Geissblatt und andere wohlriechende Sträucher. Am Giebel fand sich die Inschrift Amori, und unten am Sockel des Tempels folgende:
Eine Sanduhr in jeglicher Hand erblick’ ich den Amor!
Wie? der leichtsinnige Gott! mißt er die Zeit?
Langsam fliehen aus einer die Stunden entfernter Geliebten
Die andre läuft schnell den gegenwärtigen ab.

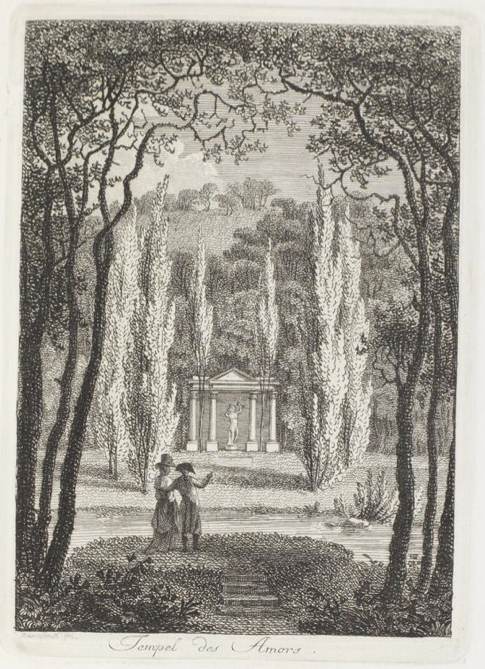
Tempel des Amor
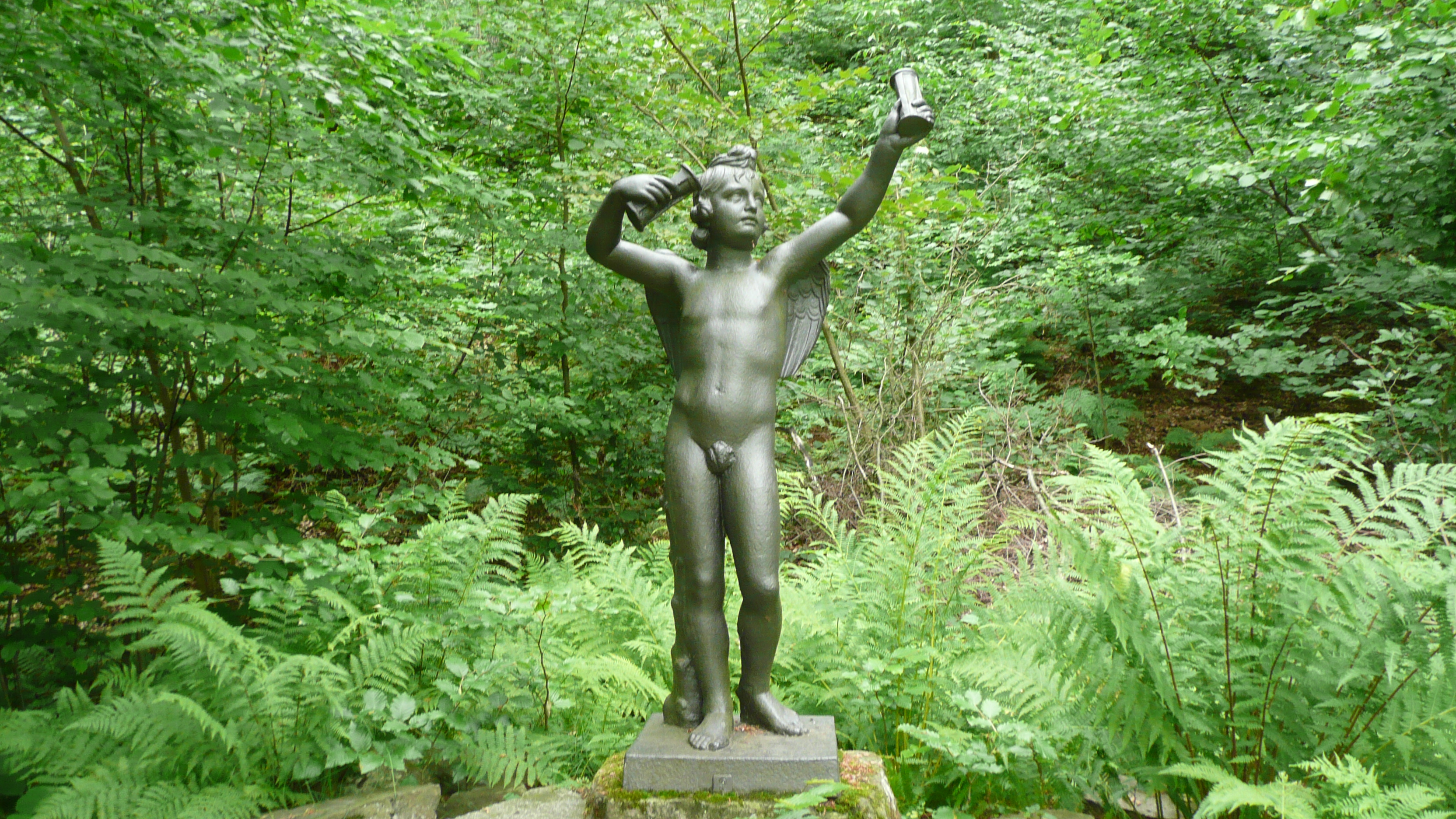
Amor

### Einzelne Staffagen bzw. Gartenszenen auf der linken Röderseite nördlich der Marienmühle

#### Denkmal der gotischen Freundschaft (Vase)
Vom Denkmal der gotischen Freundschaft ist die Vase aus Sandstein erhalten, die ursprünglich auf einem Rasenhügel direkt am Ufer der Röder stand. Ihr heutiger Standort – ebenfalls direkt am Ufer der Röder – liegt ein wenig versteckt hinter einer Felswand.

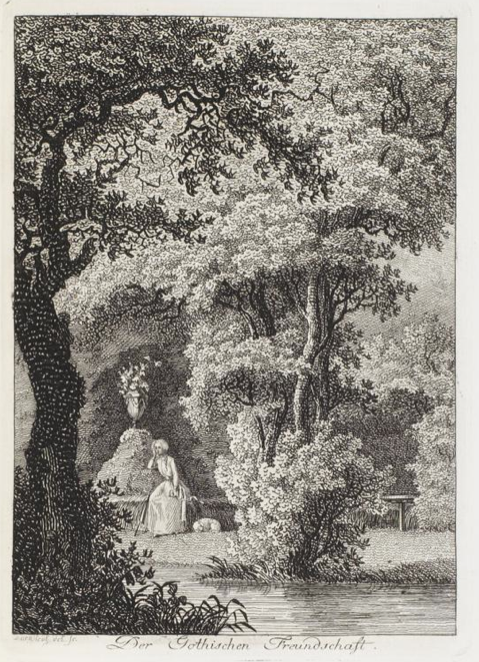
Denkmal der gotischen Freundschaft
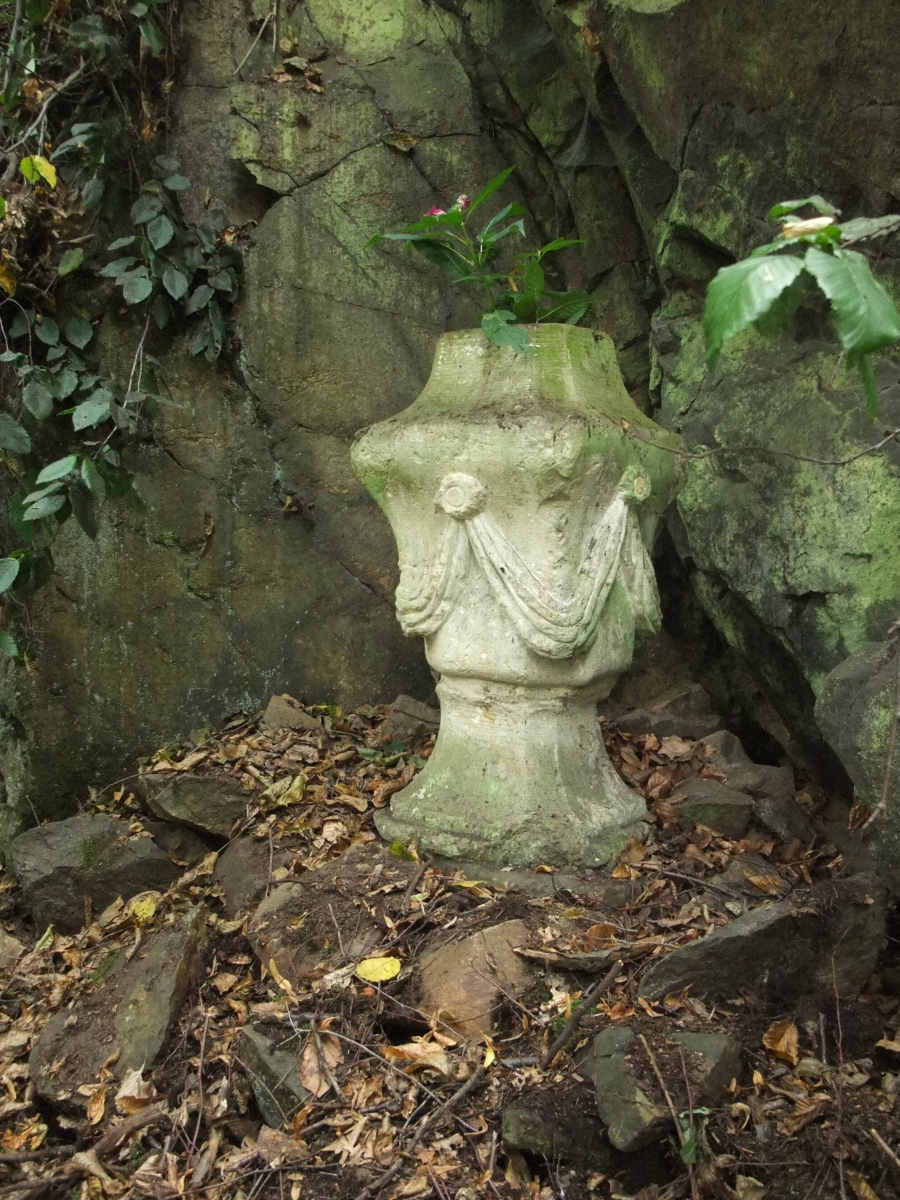
Denkmal der gotischen Freundschaft, 2012

#### Denkmal des Vaters der Gräfin
Ein Sockel aus Feldsteinen, der eine Inschriftentafel enthält, trägt eine Urne aus Sandstein, die von einer Schlange umwunden wird, die sich in den Schwanz beißt – ein Unendlichkeitssymbol. Ein Duplikat der Urne befindet sich im Schlosspark Seifersdorf. Die Staffage ist direkt am Ufer der Röder platziert und erschließt sich aus der Blickbeziehung vom Weg am anderen Ufer des Flusses.
Die Inschrift lautet:
Thränen bring ich dir und Dank
Zum traurigen Todten-Opfer,
Bitter rinnende Thränen,
Das letzte, was Liebe dir geben kann.
Tina v. Brühl

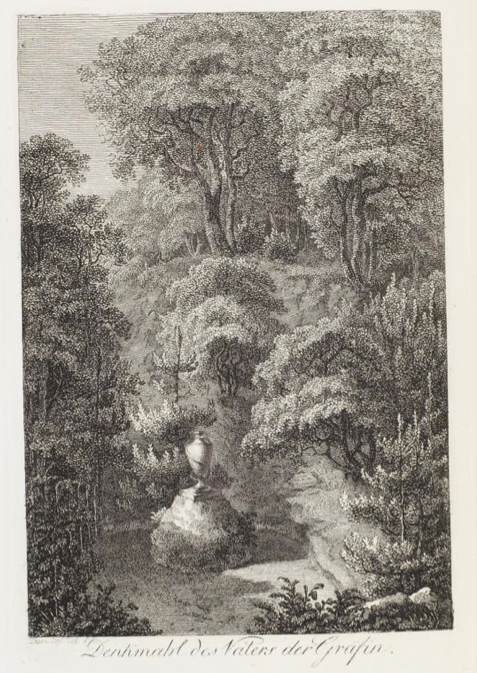
Denkmal des Vaters der Gräfin, 1792
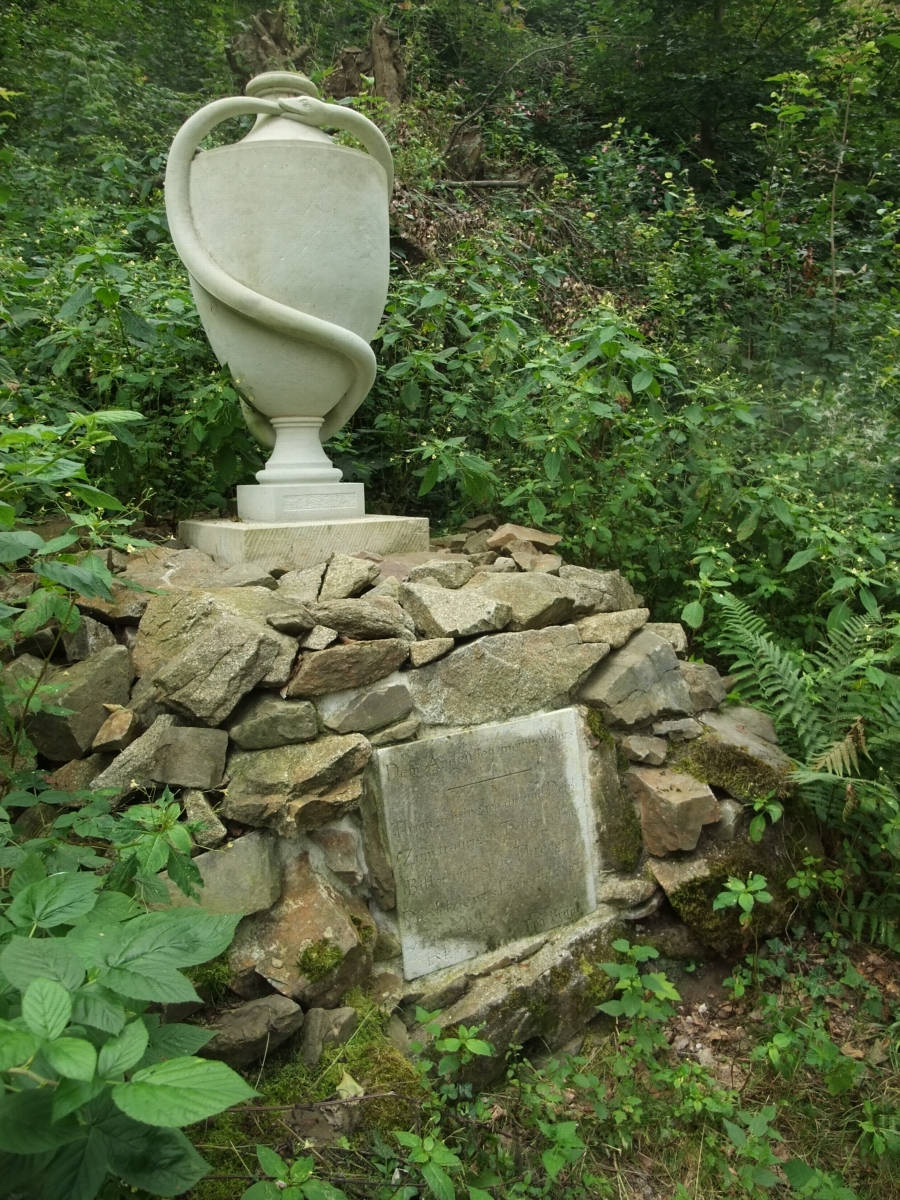
Denkmal des Vaters der Gräfin, 2012

#### EhemaligeHütte des PythagorasundTempel der Wohlthätigkeit
Der westliche, relativ steile Hang oberhalb der Röder war umfangreich terrassiert und ist es teilweise heute noch. Auf der obersten Terrasse befand sich die Hütte des Pythagoras. Ihre in L-förmigem Grundriss stehenden Grundmauern sind noch sichtbar – besonders die auf der Hangseite. Dort hat Martin Braeß 1915 noch einen Keller und „gewölbte Vertiefungen“ in der Rückwand der Hütte des Pythagoras im Hang vorgefunden. Die Hütte bestand ursprünglich aus zwei Zimmern, einem großen und einem kleinen. Das große war mit Rindenverkleidung und Festons aus Blättern illusionistisch ausgemalt. Auf zwei Eckschränken befanden sich Medaillons von Sokrates und Platon sowie Büsten von Vergil und Seneca, daneben jeweils passende Inschriften. Die Hütte war ausgestattet mit einem Ruhebett aus Moos, mit einfachen Tischen und Stühlen aus Holz. Türen und Schränke hatten Einfassungen aus „Borke“.
Außen über der Tür der Hütte befand sich eine Inschrift:
Kein Sturm kann niedres Rohr verletzten,
nur stolzen Eichen droht Gefahr.
Innen über der Tür: Dem Pythagoras gewidmet.
„Hinter derselben“ – hinter der Hütte des Pythagoras, vermutlich vom ehemaligen Standort des Herder-Denkmals herkommend – „ist eine Wohnung für eine Familie verborgen, welcher die Aufsicht über das Thal anvertraut ist, und welche denen, die es besuchen, zu Führern dient.“ Ebenfalls in der Nachbarschaft weiter unten am Hang lokalisierte Martin Braeß 1915 Fundamente eines weiteren Hauses, die Seelig 1898 als „Jägerhaus“ bezeichnete – wobei nicht klar ist, ob er nicht damit das einige Zeilen später benannte „Försterhaus“ meinte.
Nach wie vor vorhanden sind die Terrassierungen im Hang östlich der Fundamente des Haus des Pythagoras und oberhalb der Gastfreiheit. Seelig sieht 1898 an dieser Stelle „Fruchtfelder“, die „früher noch dem Föster zugeordnet waren, der hier oben seine Wohnung hatte, von der wir heute nur noch die Grundmauern teilweise vorfinden.“
In direkter Nachbarschaft zur Hütte des Pythagoras oberhalb am Hang befand sich der Tempel der Wohlthätigkeit, ein hölzerner Rundbau mit strohgedecktem Dach und Gittertür. Er enthält allerlei Inschriften, die sich auf die Wohltätigkeit des Grafen von Brühl gegenüber Armen bezogen.

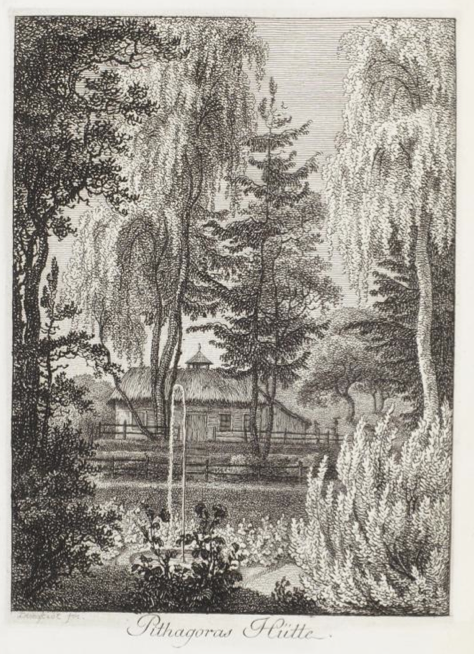
Hütte des Pythagoras
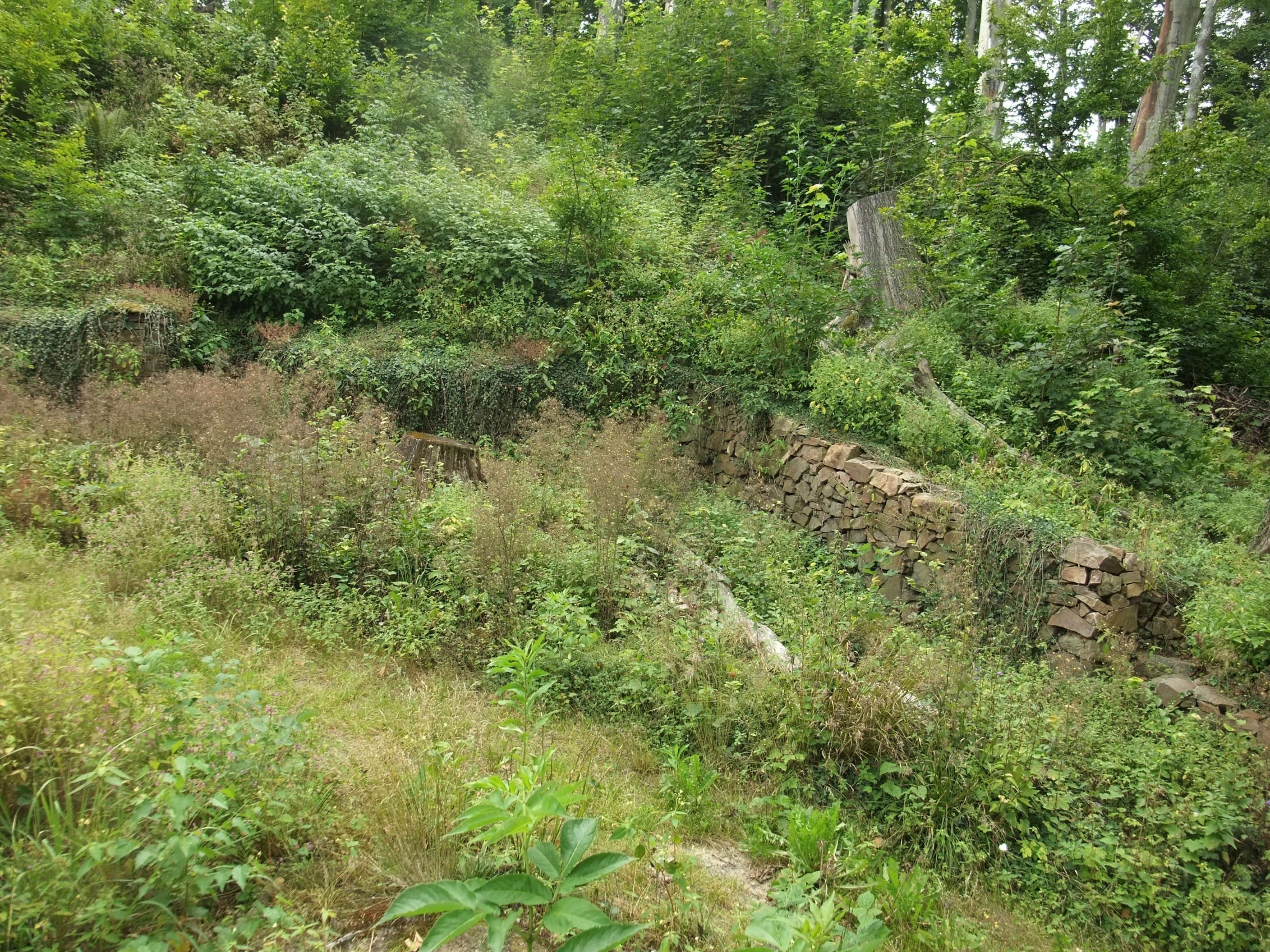
Reste der Hütte des Pythagoras
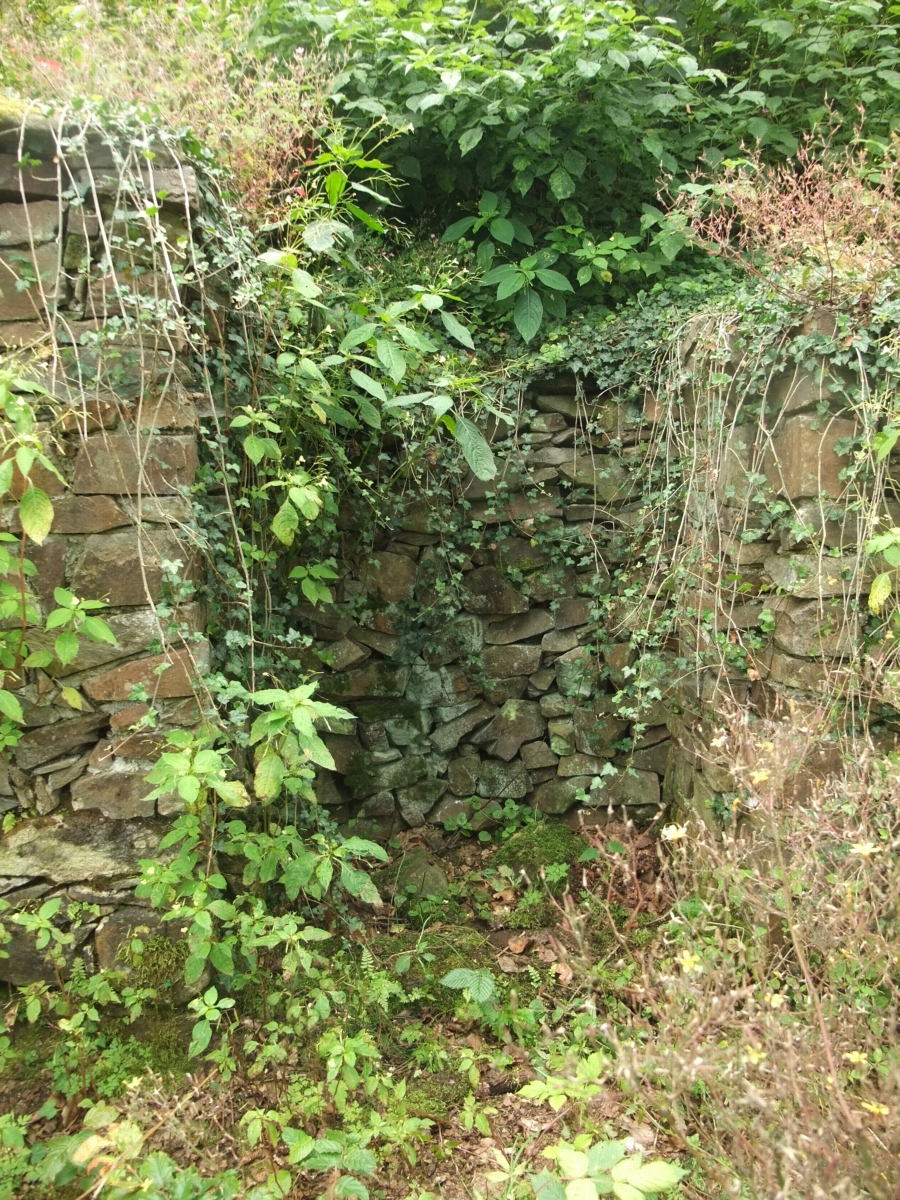
Reste der Hütte des Pythagoras, Detail Wandnische
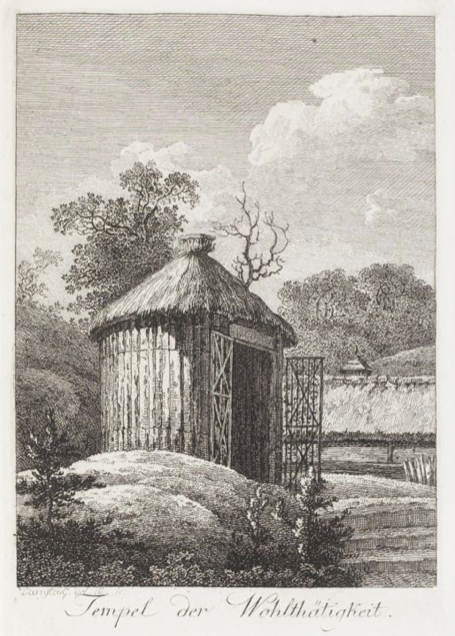
Tempel der Wohltätigkeit

#### BergquelleSchöpfe schweigend

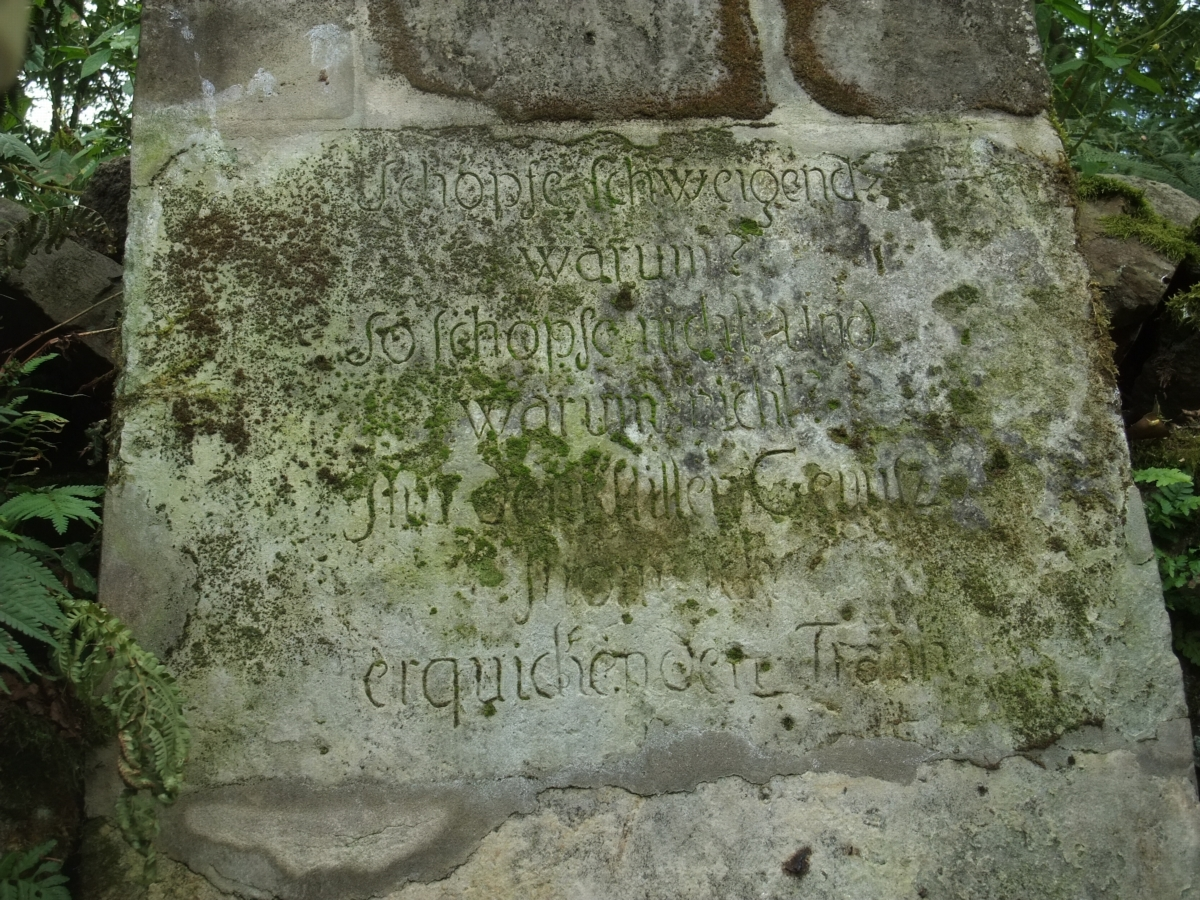
Inschrift der Bergquelle Schöpfe schweigend

Die Staffage Bergquelle nutzte ein noch heute vorhandenes periodisches Gerinne, das durch eine aus großen Felsbrocken aufgebaute Grotte fließt, auf der ein behauener Stein mit einer eingemeißelten Inschrift angebracht ist. Vor der Grotte befindet sich ein ovales Becken, in dem das Wasser aus dem Gerinne aufgefangen wird. Früher war die Inschrifttafel von Marmor umrahmt, mit Gefäßen bekrönt und von zwei Putten und Moosbänken flankiert. Auf dem Sims der Quelle befand sich ein Becher mit der Inschrift Was ich bin, warst du, und wirst du – Erde.
Die noch heute erhaltene Inschrift auf der Tafel, der „Zuruf der Nymphe des Quells“, lautet:
Schöpfe schweigend! – Warum? – Nun so
schöpfe nicht
Warum nicht? – Nur dem stillen Genuß
ström’ ich erquickender Trank.

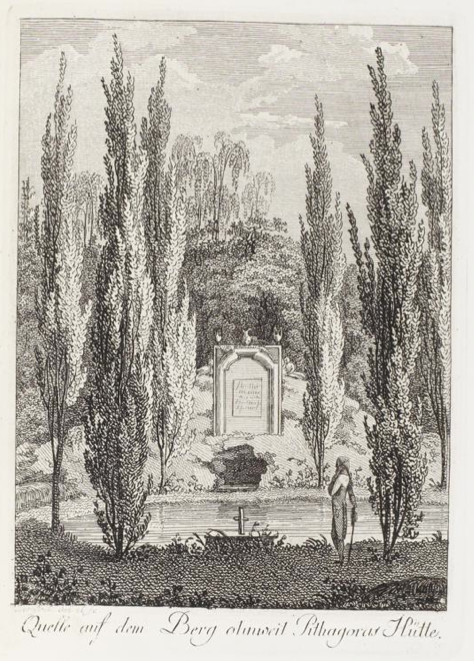
Bergquelle Schöpfe schweigend, 1792
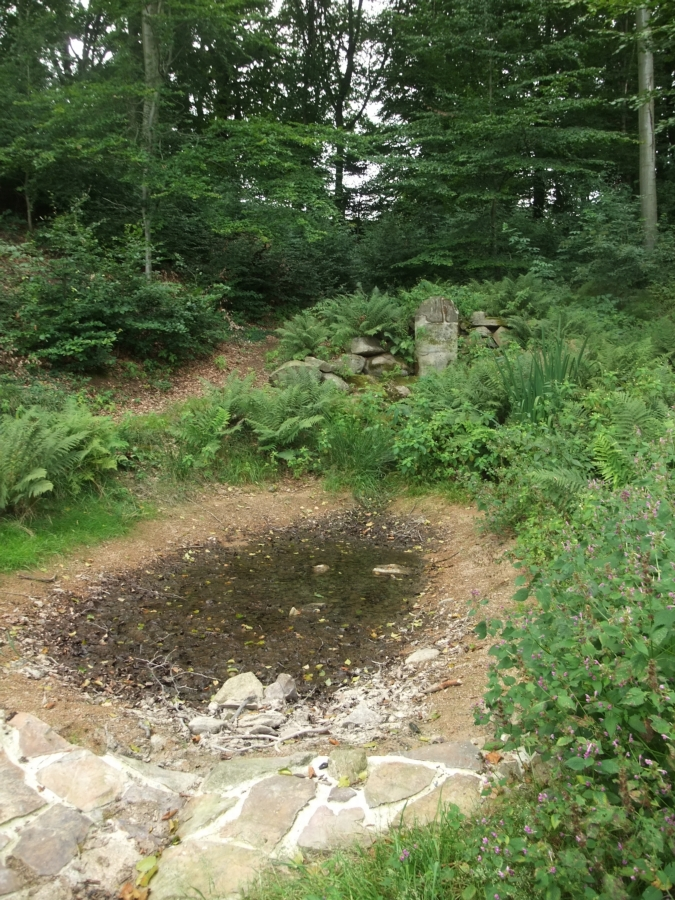
Bergquelle Schöpfe schweigend, 2012

#### Dem Sänger des Tales

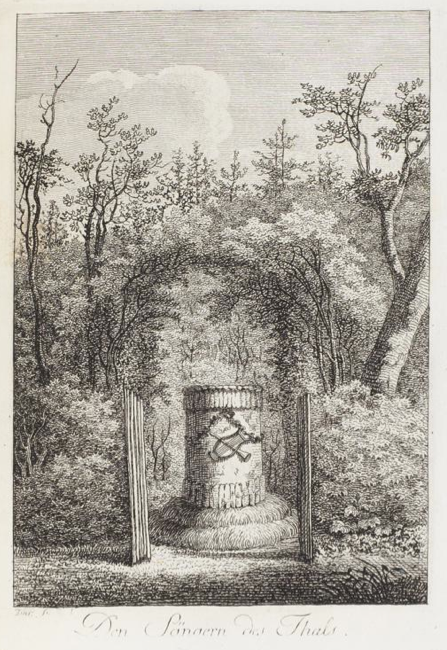
Dem Sänger des Tales, Denkmal für Johann Gottlieb Naumann, Kupferstich von J. A. Darnstedt, 1792

Denkmal dem jungen Grafen Carl von Brühl von seinen Eltern zum Geburtstage gewidmet, Kupferstich von J. A. Darnstedt, 1792

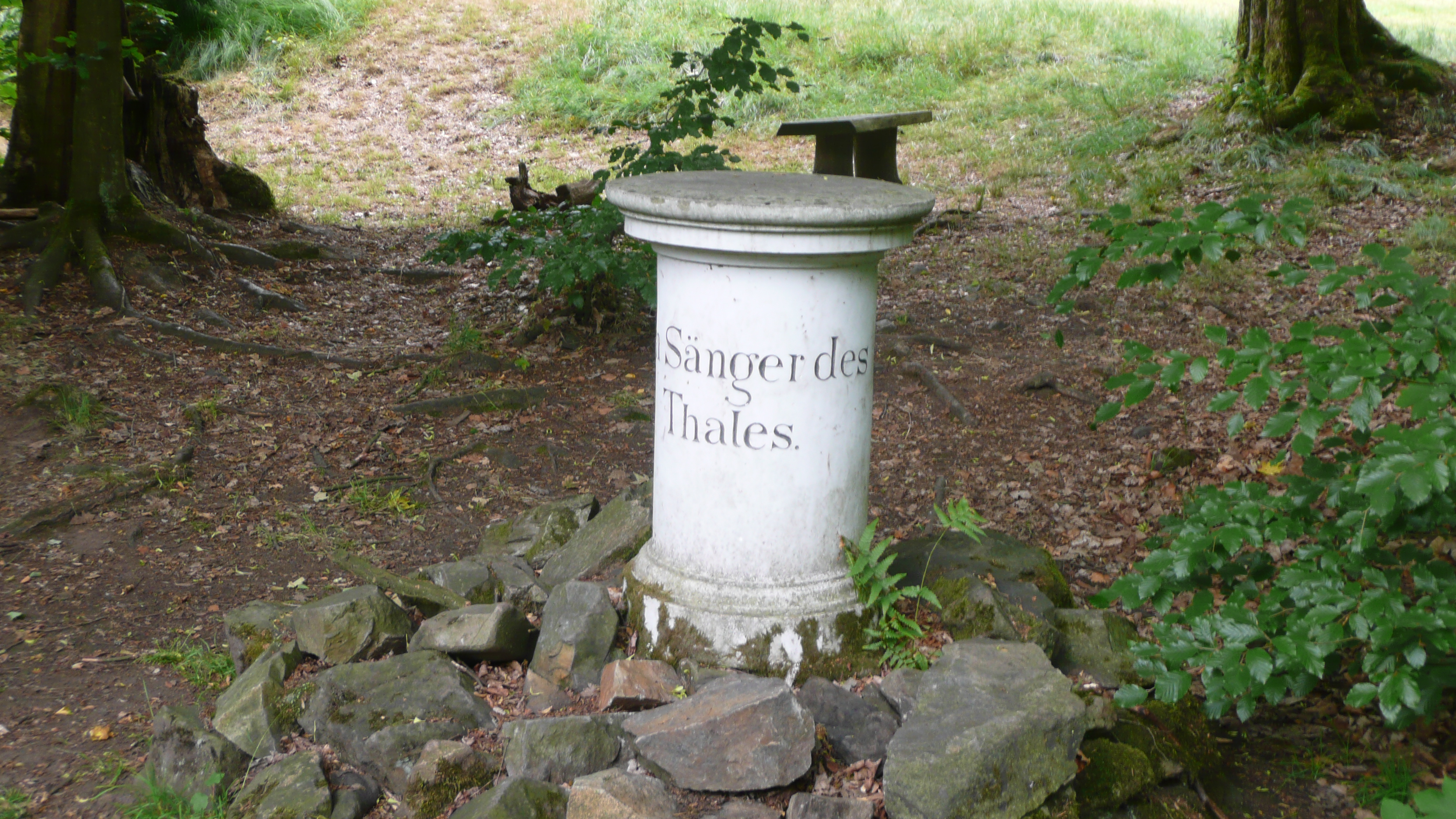
Dem Sänger des Tales

#### EhemaligesDenkmal dem jungen Grafen Carl von Brühl von seinen Eltern zum Geburtstage gewidmet
Der zeitgenössische Stich von 1792 zeigt einen kreisrunden Unterbau – „eine Terrasse von Rasen“ – mit einer 7-stufigen Treppe, die auf einen Absatz hinführt. Auf diesem Unterbau lagert ein offenbar bewachsener Erdhügel, aus dem mittig ein Baum herausragt. An diesen Baum ist eine Inschriftentafel gelehnt, die mit „Felsenstücken eingefasst“ und über einer zweiten Tafel in der Achse über der Treppe angeordnet ist. Die Inschrift lautet:
Willst, oh Sohn du das Meer des gefährlichen Lebens
Froh durchschiffen und froh landen im Hafen dereinst:
Laß, wenn Winde dir heucheln, dich nicht vom Stolze besiegen!
Laß, wenn Sturm dich ergreift, nimmer dir rauben den Muth!
Männliche Tugend sei dein Ruder, der Anker die Hoffnung;
Wechselnd bringen sie dich durch die Gefahren ans Land.
Martin Braeß fand 1915 noch die Tafel vor, die beschreibt, dass die Brühls ihrem „einzigen geliebten Sohn Carl zu seinem Geburtstag Anno 1791“ ein Denkmal setzen ließen.

#### EhemaligeGastfreiheit
Von der Gastfreiheit sind heute noch die Grundmauern erhalten, sie messen etwa 5 mal 7 m. Zur Erbauungszeit war dieses Haus eine Küche, in der „Speisen zugerichtet“ wurden, mit denen zum Geburtstag des Grafen, am 26. Juli, „die Armen aus den benachbarten Gemeinden … bewirtet“ wurden.
Die Küche besaß zwei Räume. Ein Steintisch und zwei Steinbänke sind noch heute innerhalb der Grundmauern vorhanden.

#### Sängerwiese und ehemaligerTempel Moritz und den ländlichen Freuden gewidmet
Auf der Sängerwiese befand sich das erste Bauwerk des Seifersdorfer Tals – der Tempel, den ländlichen Freuden gewidmet.
Dieser Tempel war ein Pavillon, der aus Säulen und einem Dach mit vier Dreiecksgiebeln bestand. Die Säulen waren rohe Baumstämme, die mit Tannenzapfen belegt waren. Zwischen den Säulen hingen Festons aus Stroh und Blättern aus grüner Wachsleinwand. Innerhalb des Tempels hing ein Kronleuchter aus Baumrinde und Tannenzapfen. Bekrönt war der Tempel mit einer Eule, dem Symboltier der altrömischen Göttin Minerva.
Der Tempel diente zur Überdachung für Feste für Bauern und zur Speisung von Armen. In seiner Nähe standen Tische und Bänke sowie das Gastfreiheit genannte Gebäude, das als Küche diente.
Die Dreiecksgiebel des Tempels waren entsprechend der Nutzung des Tempels beschriftet:
Zeugt ihr friedlichen Gefilde
von den Thaten seiner Milde;
Zeugt ihr friedlichen Gefilde
von der Tugend Glück.
Selig, wer im Schoos der Freuden
Oft an den Verlaßnen denkt,
Wer auf heerdevollen Weiden
Einen Blick den Armen schenkt.
O seid der Freude werth, ihr Frohen!
Bedenkt, wenn ihr euch herzlich freut,
Daß die Freuden stets vor Laster flohen,
Und daß ihr schwach und sterblich seid.
Im Jahr 1824 setzten Graf Carl und Johanna von Brühl ihren Eltern ein Denkmal in Erinnerung an den zwischenzeitlich verfallenen Pavillon, unter dem die ländlichen Feste auf dieser Wiese stattfanden.

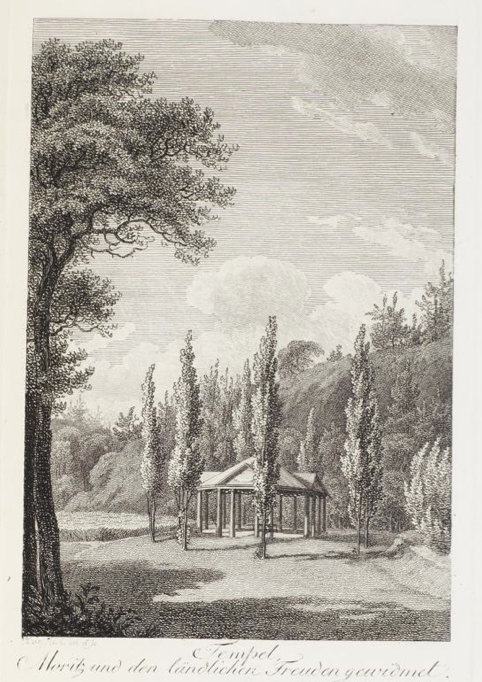
Tempel – Moritz und den ländlichen Freuden gewidmet, 1792
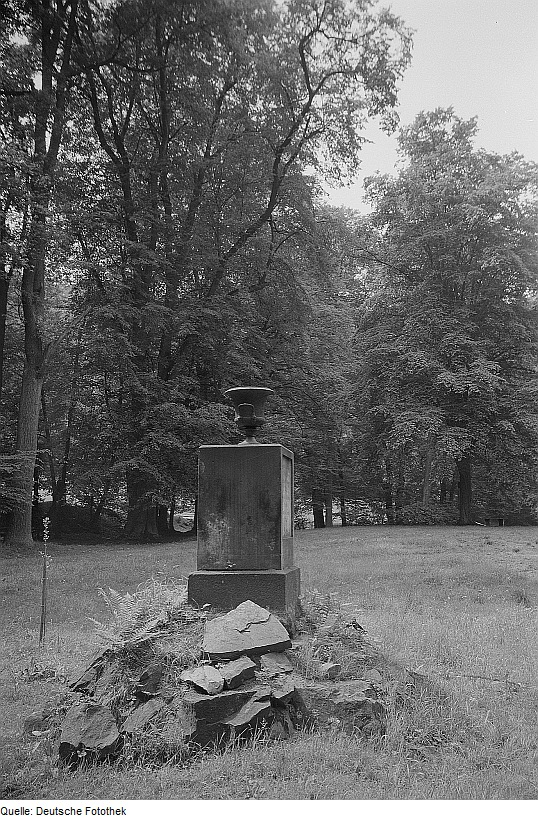
Denkmal, das Graf Carl und Johanna 1824 Hans Moritz und Christina von Brühl setzten
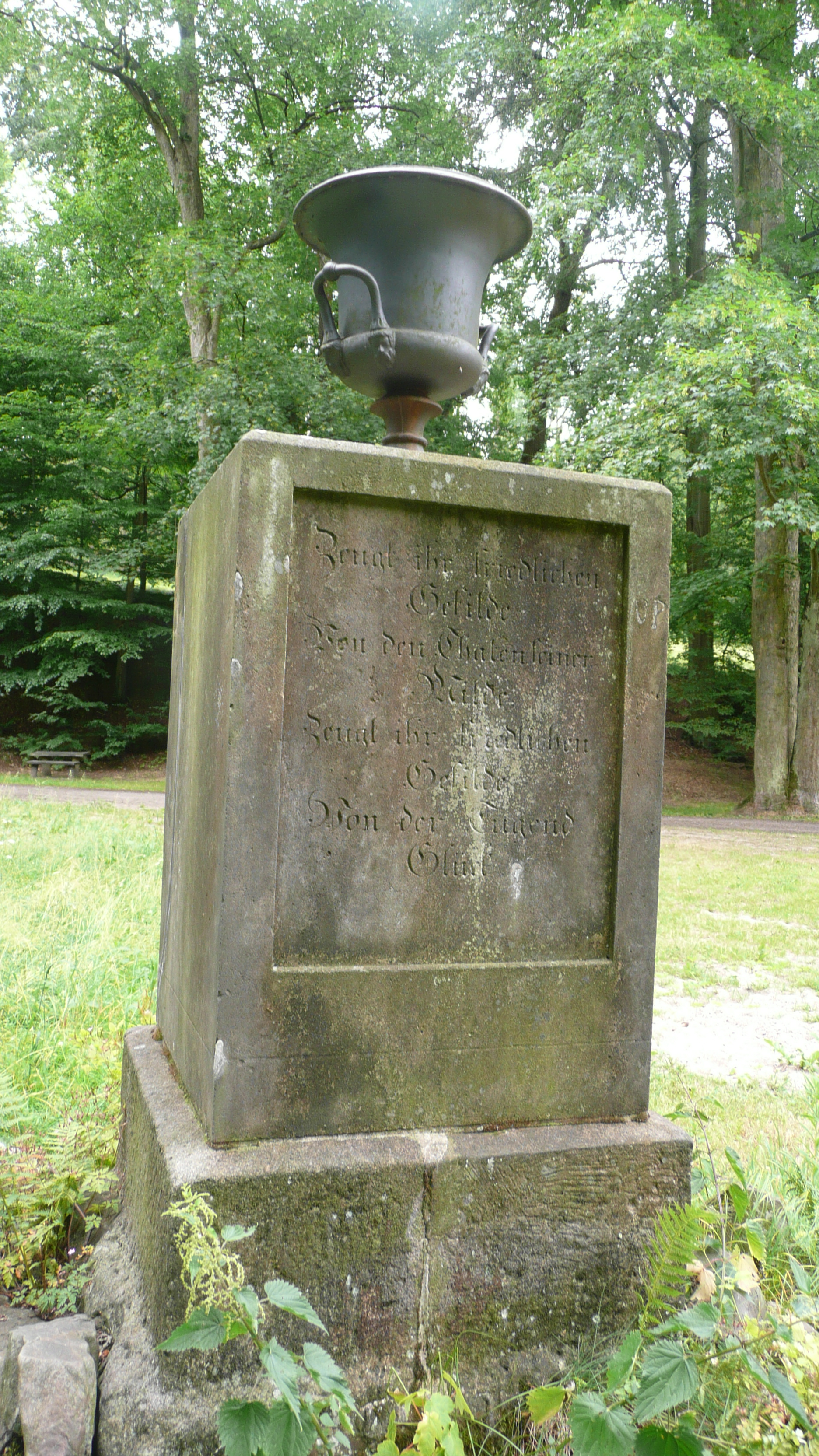
Denkmal von Graf Carl und Johanna, Rückseite
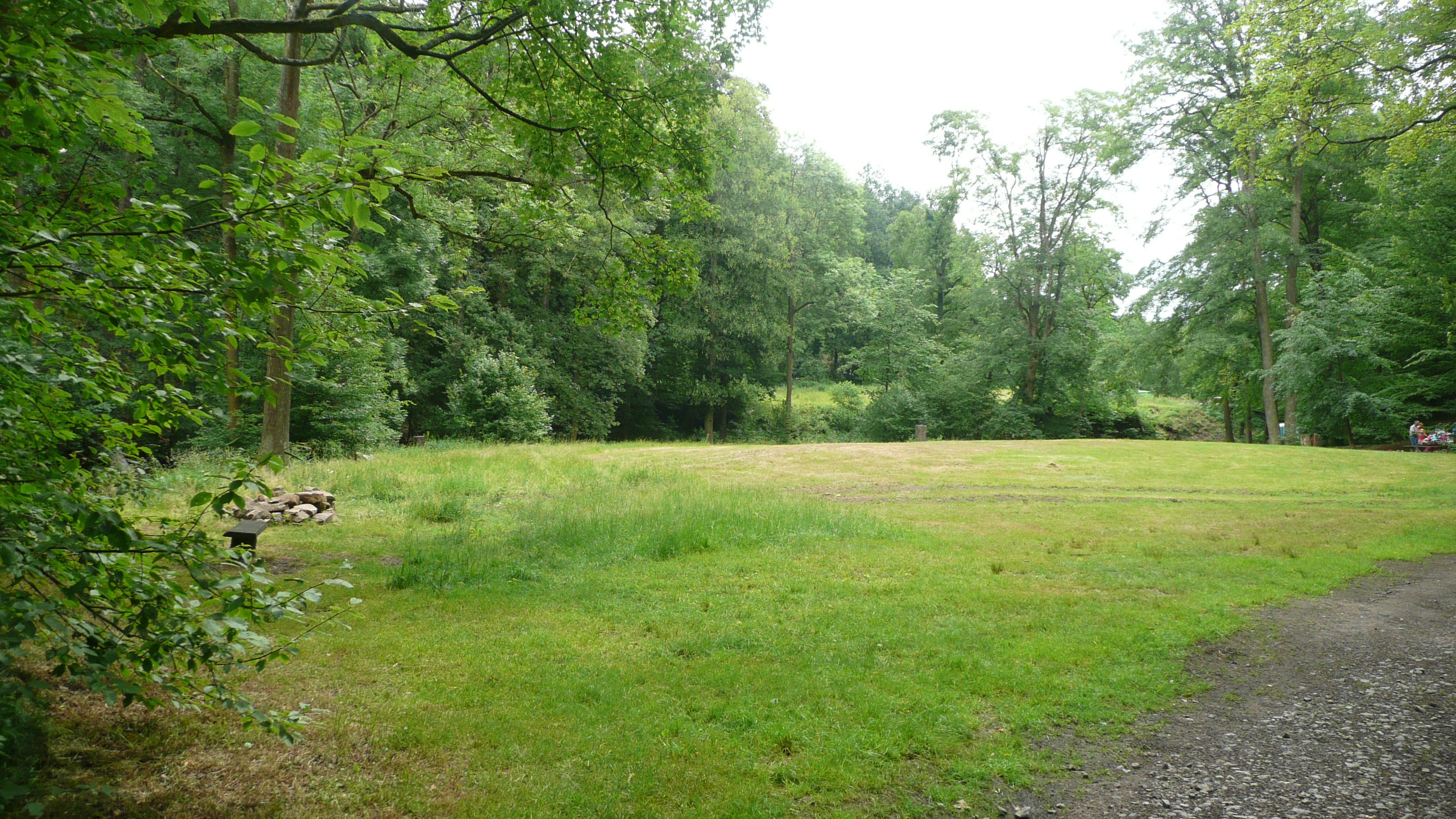
Festwiese oder Sängerwiese

#### EhemaligeHütte der Hirtin der Alpenund Denkmal für Dorestan
Diese Gartenszene hat ebenfalls einen literarischen Hintergrund, und zwar die Novelle La Bergère des Alpes von Jean-François Marmontel (1759).
Die Hütte der Hirtin der Alpen besaß ein Fundament aus Feldsteinen, welches noch heute erhalten ist. Die eigentliche Hütte war eine Blockhütte aus rohen Baumstämmen; das Dach ist mit Stroh gedeckt. Mittena aus dem Dach ragte eine lebende Buche, die in das Gebäude integriert war. Die Fenster sind Rundbogenfenster, vor dem Hauptfenster stand eine Bank. Zu der mit einem Vordach gedeckten Tür führen Treppenstufen mit einem Geländer aus Birkenstämmchen. Über der Tür war eine Inschrift eingraviert: Cabane de la Bergere des Alpes. Um das Haus herum war ein geflochtener Weidenzaun mit einem breiten Tor angelegt.
Die Innenwände waren rötlich gestrichen, im unteren Teil mit einem Paneel aus Rinde verkleidet. An der Wand gegenüber der Tür hing ein mit Rinde gerahmter Spiegel, an dessen beiden Seiten sich Moosmedaillons mit Attributen des Hirtenlebens befanden. Unter dem Spiegel stand ein Tisch aus Lindenholz, dessen Beine mit Moos, Rinde und Strohband eingefasst war. Auf diesem Tisch waren gelbe Immortellen in Form des Buchstabens D befestigt, eine Anspielung auf den Namen Dorestan. Weiterhin waren die Wände mit Blumen bemalt; es hingen Kupferstiche im Gebäude, ein Bildnis der Hirtin Adelaide und eine Tafel mit folgender Inschrift:
O tristesse! C’est dans ton école
que la sagesse instruit le mieux
ses disciples.
In der Hütte befanden sich weitere unbestimmte Möbel, die so aussahen, als hätte sie eine Alpenhirtin selbst fertigen können.
Gegenüber auf der anderen Seite des Flusses, in einer Blickbeziehung vom Fenster der Hütte aus, befand sich Dorestans Denkmal – eine Steinurne auf einem kleinen Rasenhügel. Es existiert nicht mehr. Die Urne trägt die Aufschrift Dorestan, victime de l’amour. Das Arrangement war eingezäunt und mit Rosen und Jasmin bepflanzt. Am Wasser waren Moosbänke aufgebaut. Direkt in der Nähe stand das Hüttchen der Hirtin der Alpen, aus Fichten- und Birkenstämmchen gebaut, mit Stroh gedeckt und mit Geißblatt berankt, in der Nähe waren Sträucher und weitere Blumen gepflanzt. Darin gab es eine Inschrift:
Si la vie est un songe
Quel bonheur de rever ici.

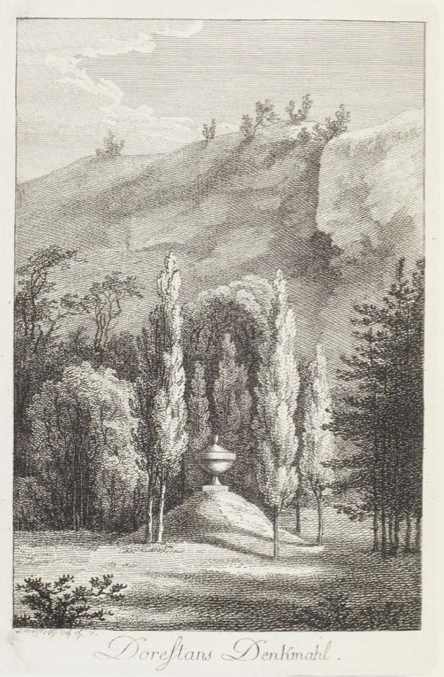
Denkmal für Dorestan, 1792
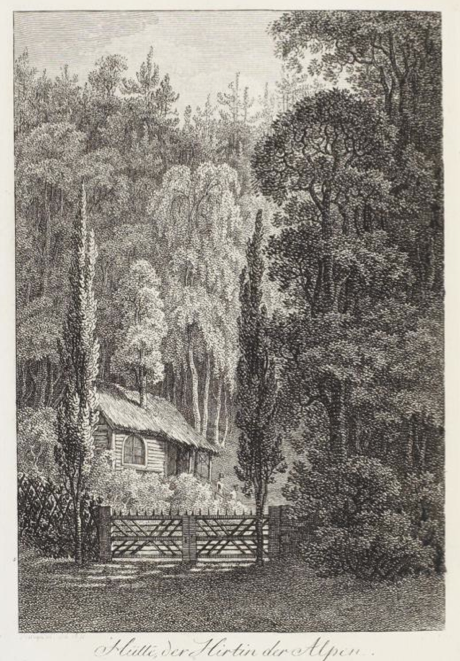
Hütte der Hirtin der Alpen, 1792
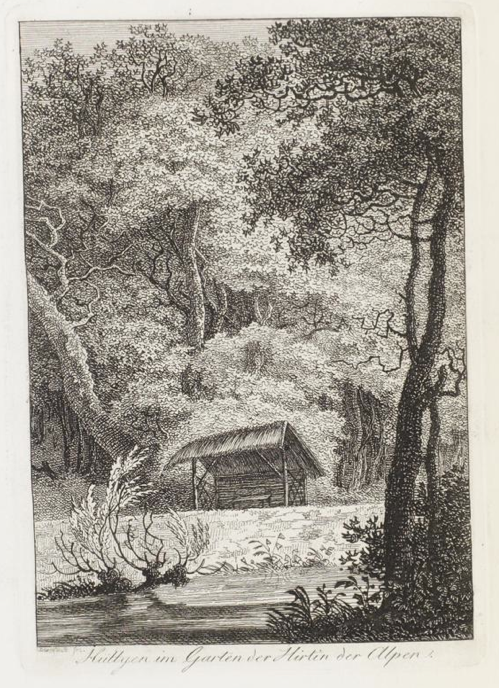
Gartenhütte der Hirtin der Alpen, 1792
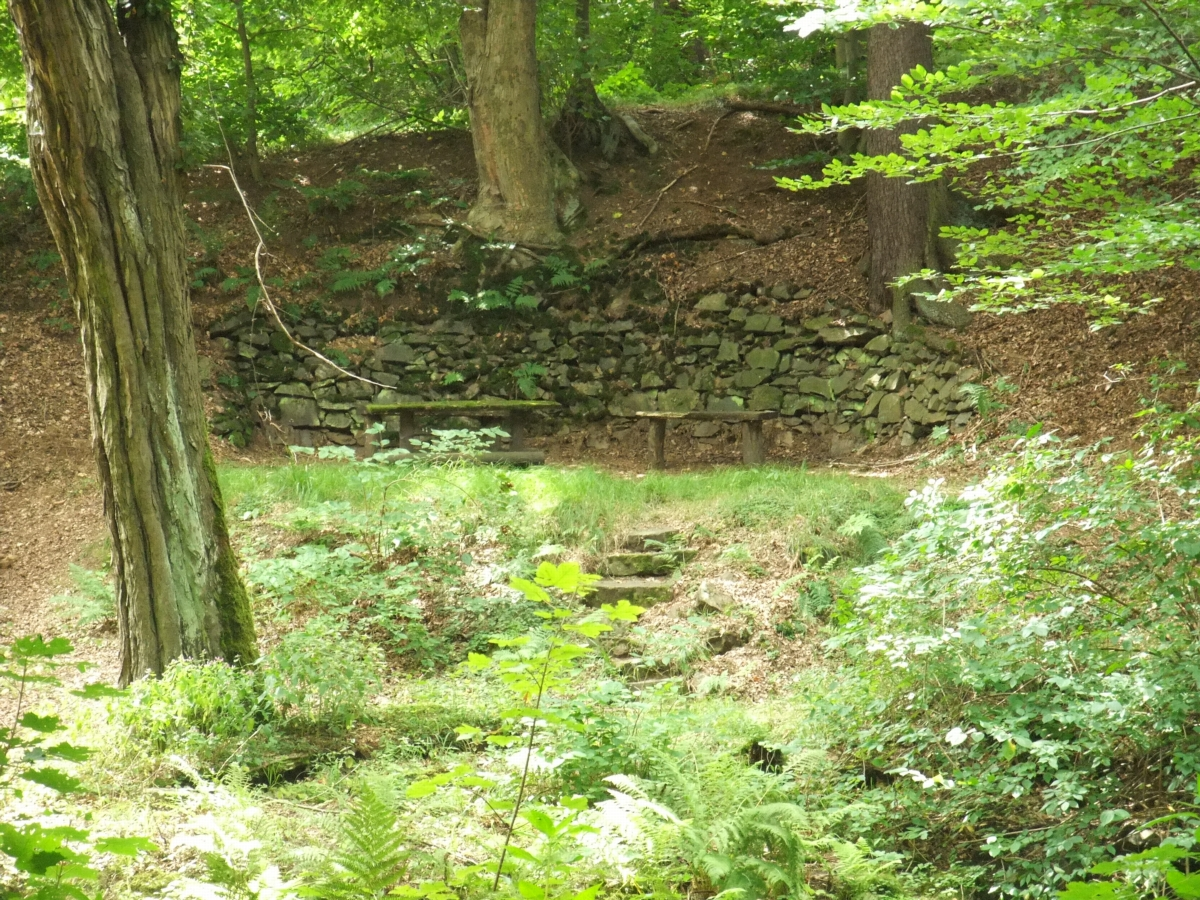
Ehemalige Hütte der Hirtin der Alpen, 2012

#### EhemaligesBad
Das Bad befand sich in der Krümmung der Röder nördlich der weißen hölzernen Röderbrücke. Zu ihm führten einige Stufen hinab. In das Ufer der Röder war eine nach oben offenen Grotte eingebaut, durch die das Flusswasser hindurchfloss. Auf einer Seite stand eine Moosbank mit der Inschrift: Nicht im Getümmel, nein, im Schoose der Natur, am Silberbach in unbelauschten Schatten, besuchet uns die holde Freude nur, und überrascht uns oft auf einer Spur, wo wir sie nicht vermuthet hatten. Die Familie Brühl nutzte die Gartenszene tatsächlich zum Baden. Noch im Jahr 1898 war an dieser Stelle „ein wohlerhaltenes Gemäuer“ zu sehen.

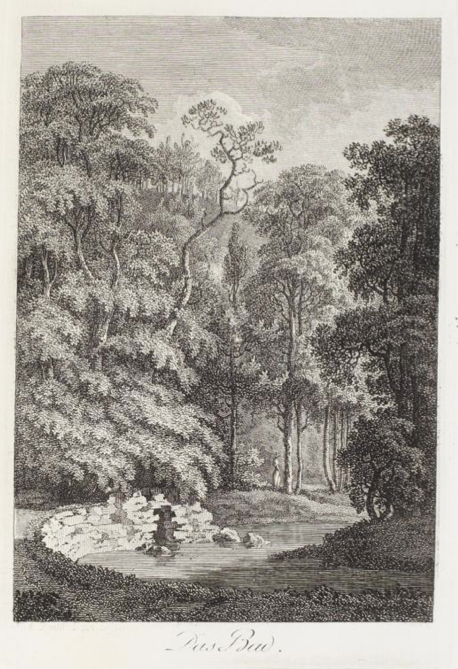
„Bad“ im Seifersdorfer Tal, Zustand im Jahr 1792
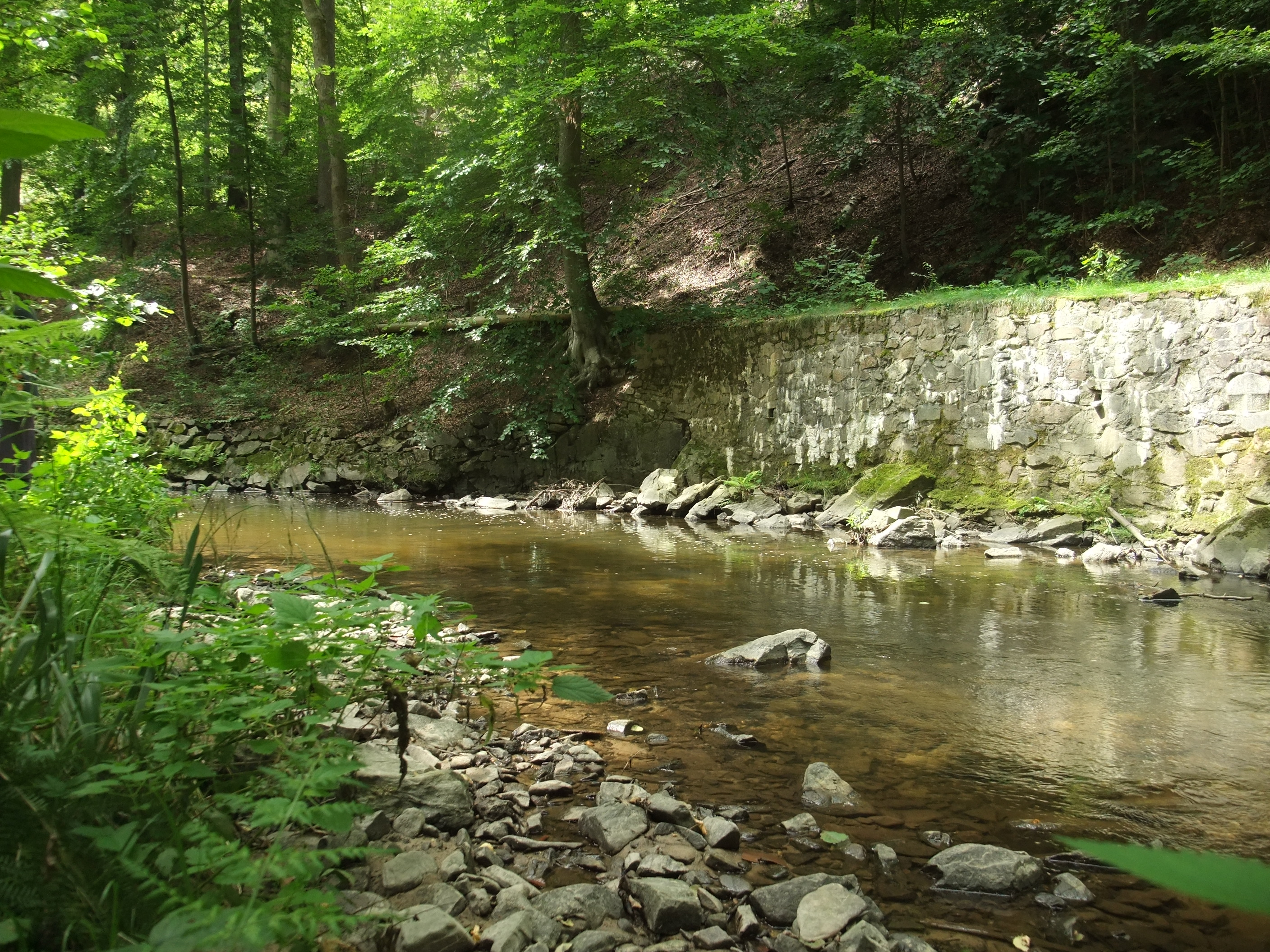
Röder im Seiferdorfer Tal, Stelle des ehemaligen „Bades“, Zustand 2012

#### Ach wie schön
Ach wie schön ist eine Inschrift in einem Sandstein, der in ein Feldsteinmäuerchen im Hang des Rödertals eingemauert ist. Ein zweiter behauener Sandstein trägt die Inschrift Für Johanna und Moritz 1820. Dieses Denkmal bezieht sich auf die Aussicht von diesem Standpunkt aus. Das Denkmal „Ach wie schön“ wurde durch den Tornado am Pfingstmontag 2010 zerstört und im Juli 2011 wiederhergestellt.

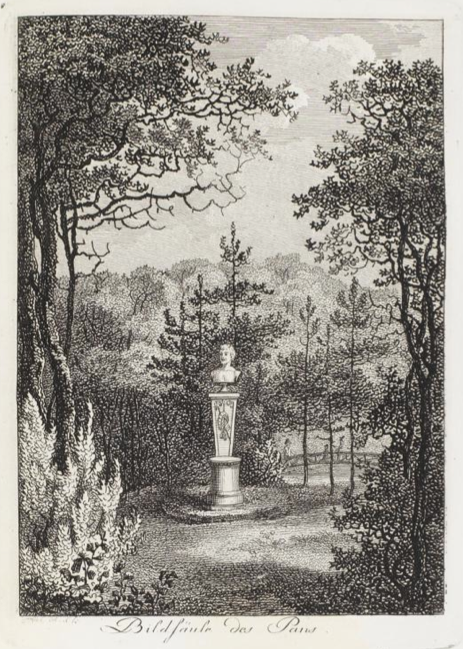
Pan im Seifersdorfer Tal

#### EhemaligeBildsäule des Pans
Die Bildsäule des Pans war die letzte Staffage im Seifersdorfer Tal in Richtung der Niedermühle. Dahinter befand sich nur noch eine Wiese, die mit dem gegenüberliegenden felsigen Ufer der Röder mit einer Holzbrücke verbunden war. Pan ist als Schulterstück auf einem sich konisch verjüngenden Postament dargestellt, das wiederum auf einem zylindrischen Sockel befestigt ist. Davor befand sich ein kleiner Altar. Ringsum wurden kreisförmig – zur Erbauungszeit junge – Bäume gepflanzt.

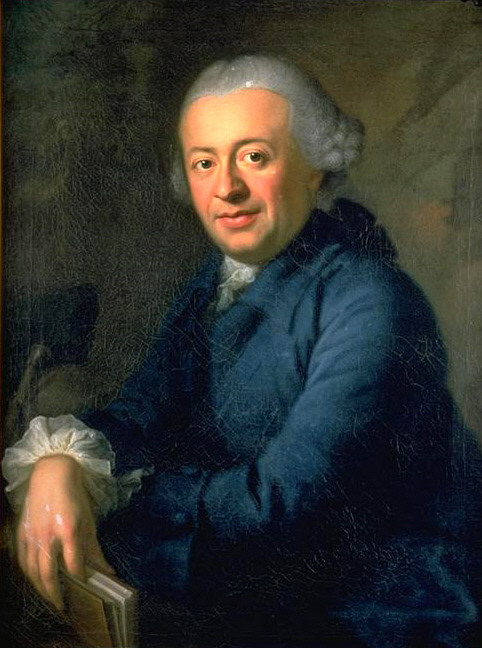
Salomon Gessner, Gemälde von Anton Graff

Wilhelm Gottlieb Becker, der Autor des Seifersdorfer-Tal-Führers von 1792, beschreibt auf Seite 150 die Szenerie dieser Staffage so: „Das Ganze erinnert an Arkadien; und wirklich ist es die Absicht der Besitzer durch eine Menge zerstreueter Hütten, die Geßnersche Namen und Inschriften führen sollen, diesen Gedanken auszuführen. Nicht weit von diesen Hütten soll alsdann Geßner, der unsterbliche Sänger der Unschuld und Tugend, ein Denkmal erhalten.“ Ob die Figur des Pan mit den Gesichtszügen des Malers und Dichters Salomon Gessner versehen wurde, um diesem damit ein Denkmal zu setzen, ist heute nicht mehr nachvollziehbar, da die Figur nicht mehr existiert.
Die Bildsäule des Pan markierte die Grenze des Besitzes der Familien Brühl und schließt damit den Landschaftspark Seifersdorfer Tal ab.

### Weitere schwer lokalisierbare Staffagen
Im Jahr 1792 existierten außerdem die Capelle zum guten Moritz, die Hütte der Einsamkeit und der Bethstuhl des Einsiedlers, die sich zwischen dem Altar der Tugend und Lorenzos Grab befanden.

## Die Marienmühle und andere Bauten im Seifersdorfer Tal

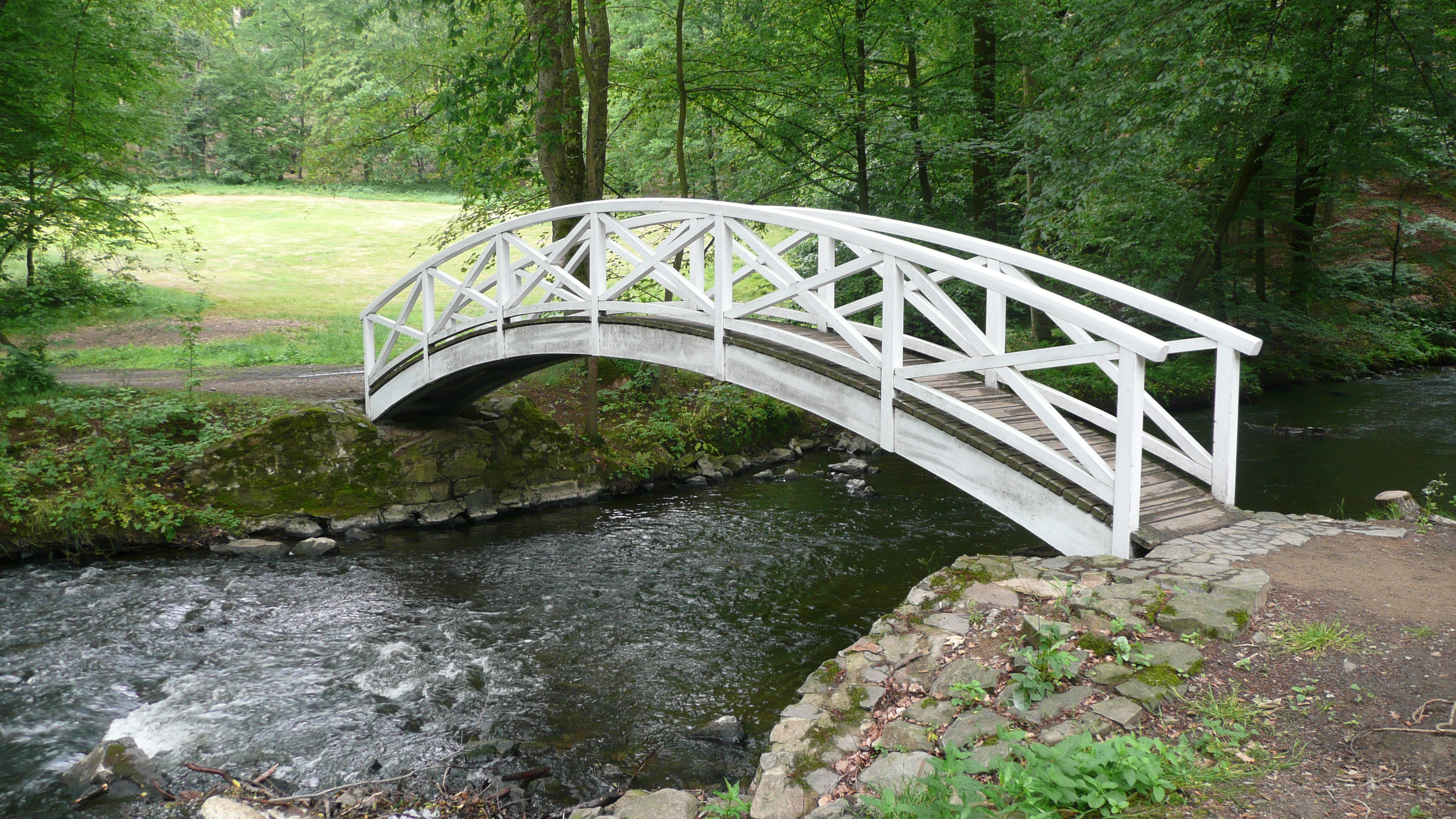
Brücke
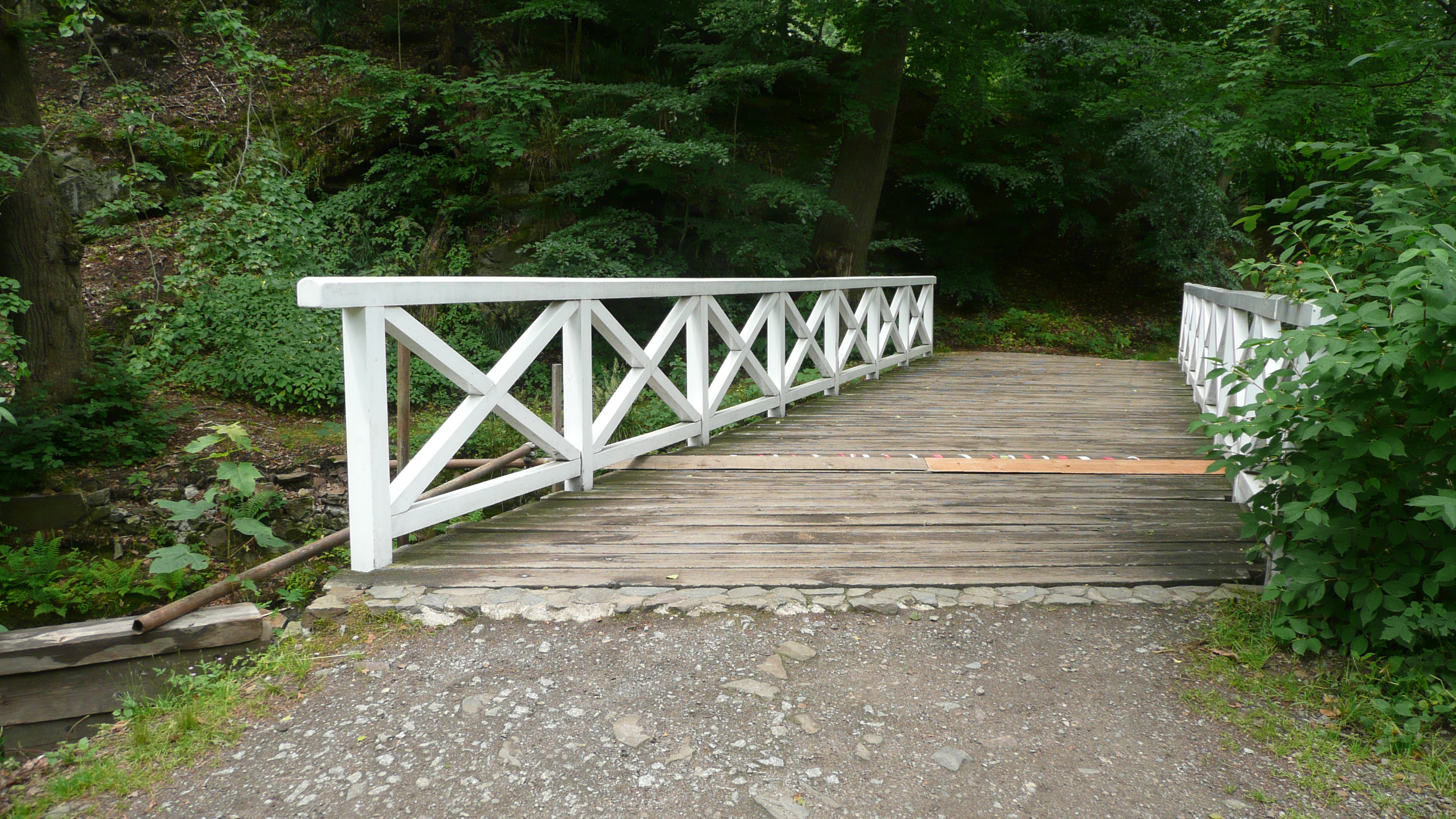
Brücke
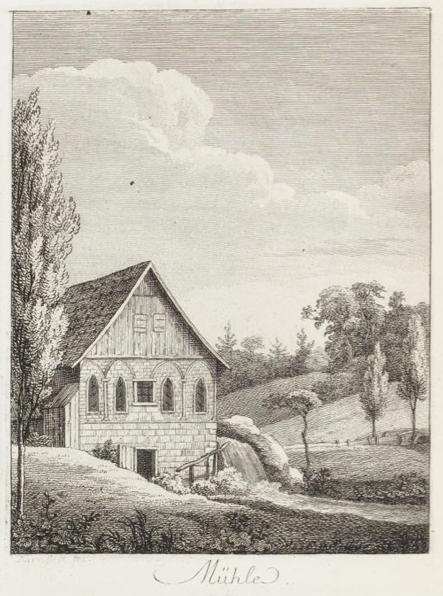
Marienmühle 1792
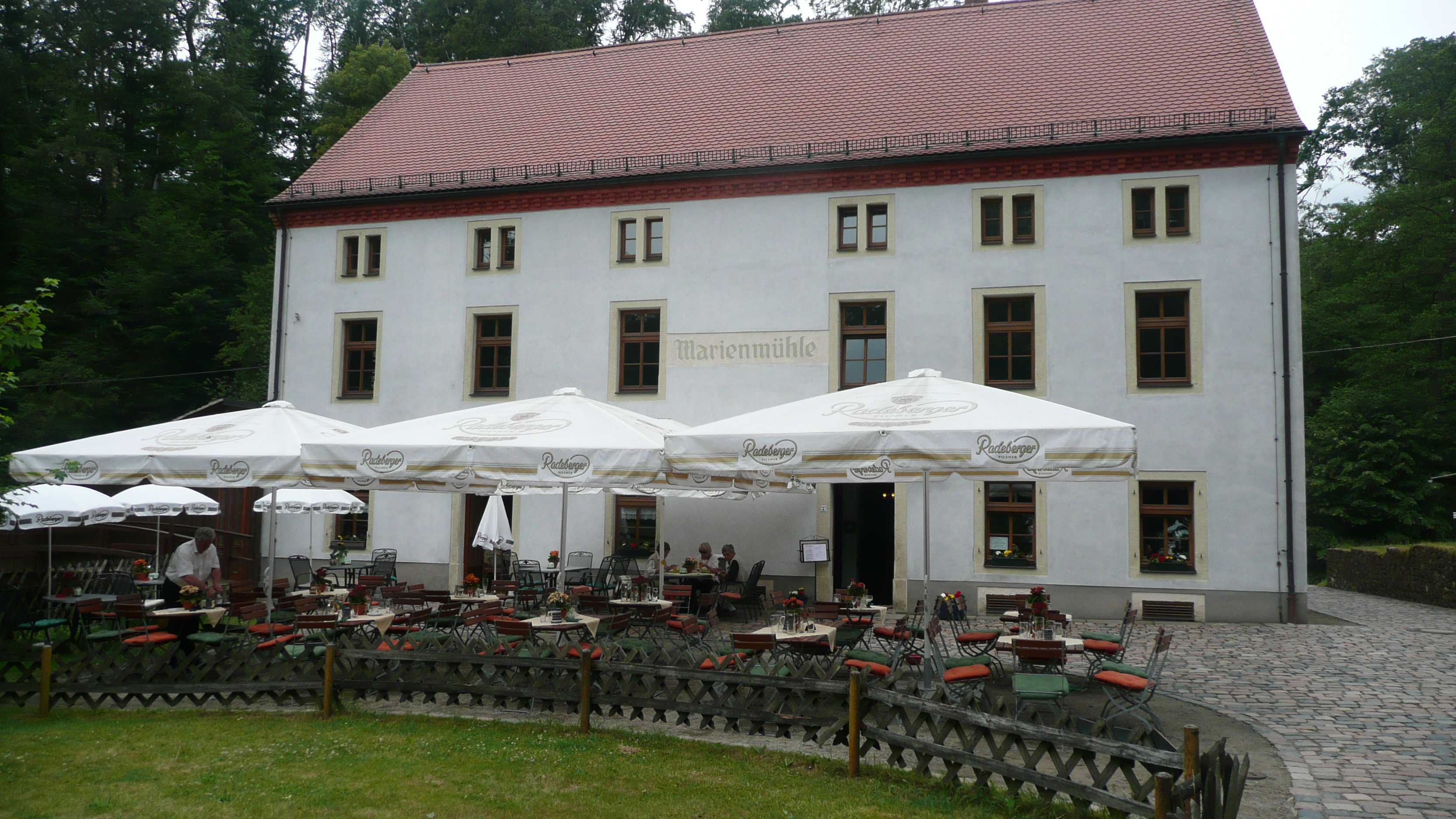
Marienmühle
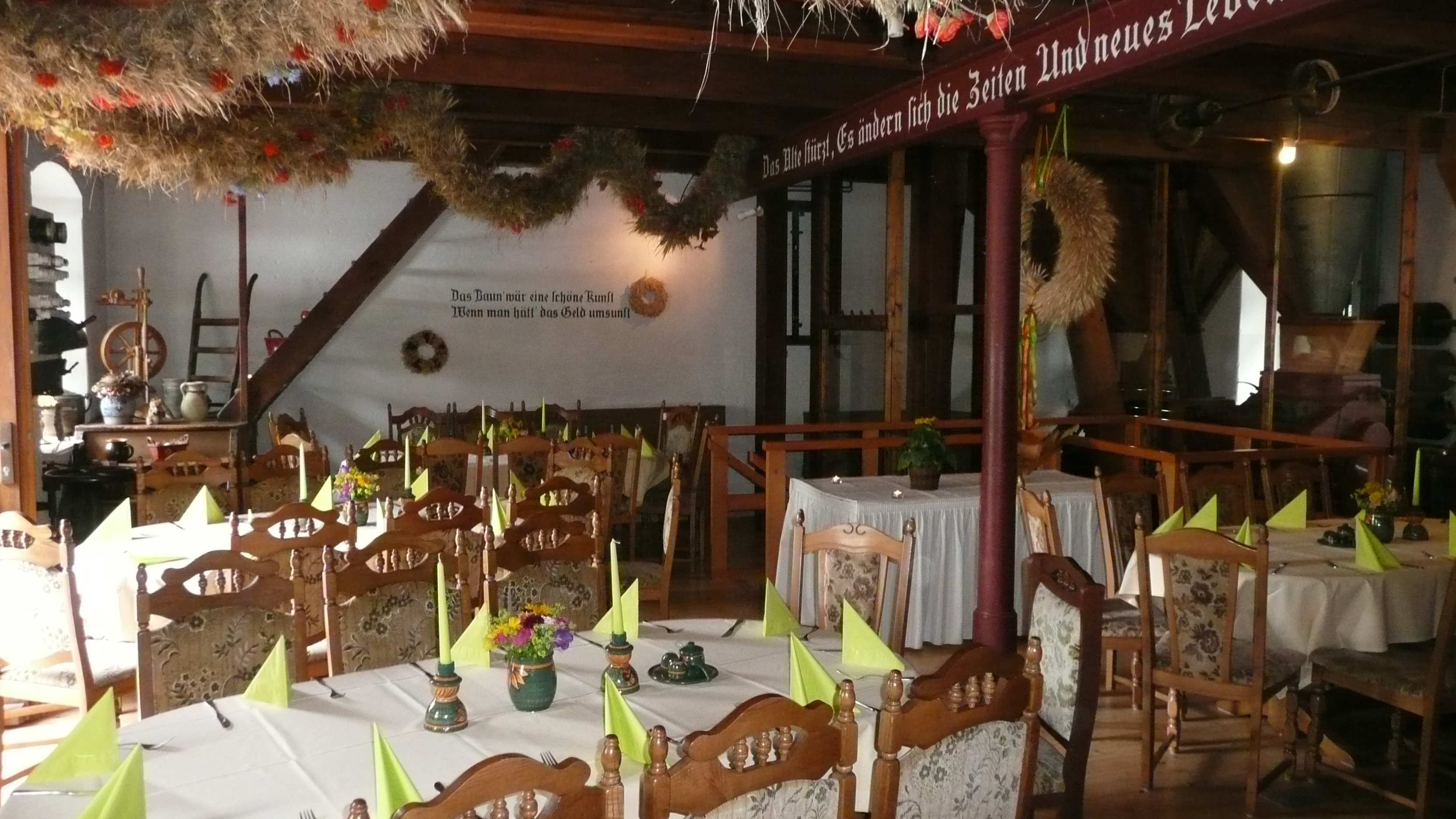
Marienmühle innen

## Gartenszenen im Garten am Herrenhaus auf dem Rittergut Seifersdorf

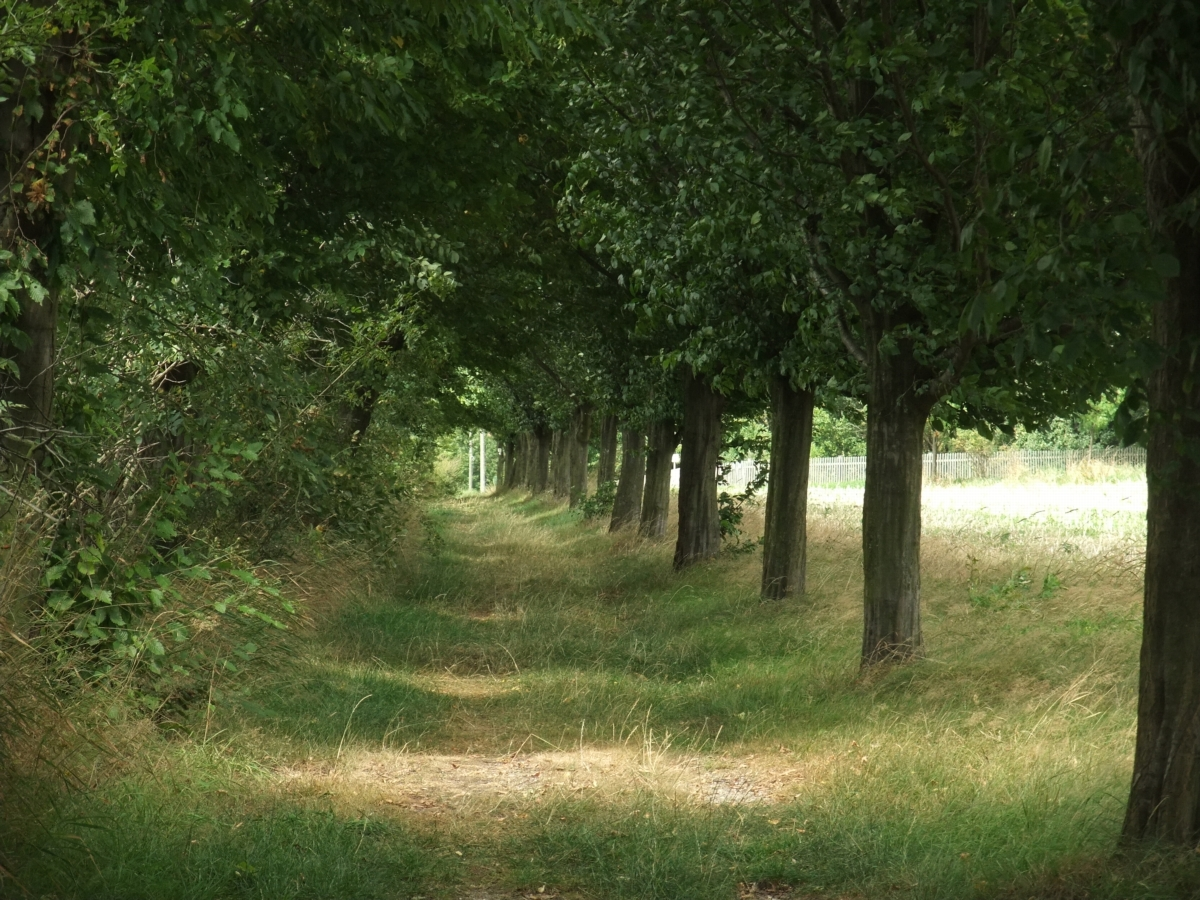
Weg vom Seifersdorfer Tal zum Schloss Seifersdorf

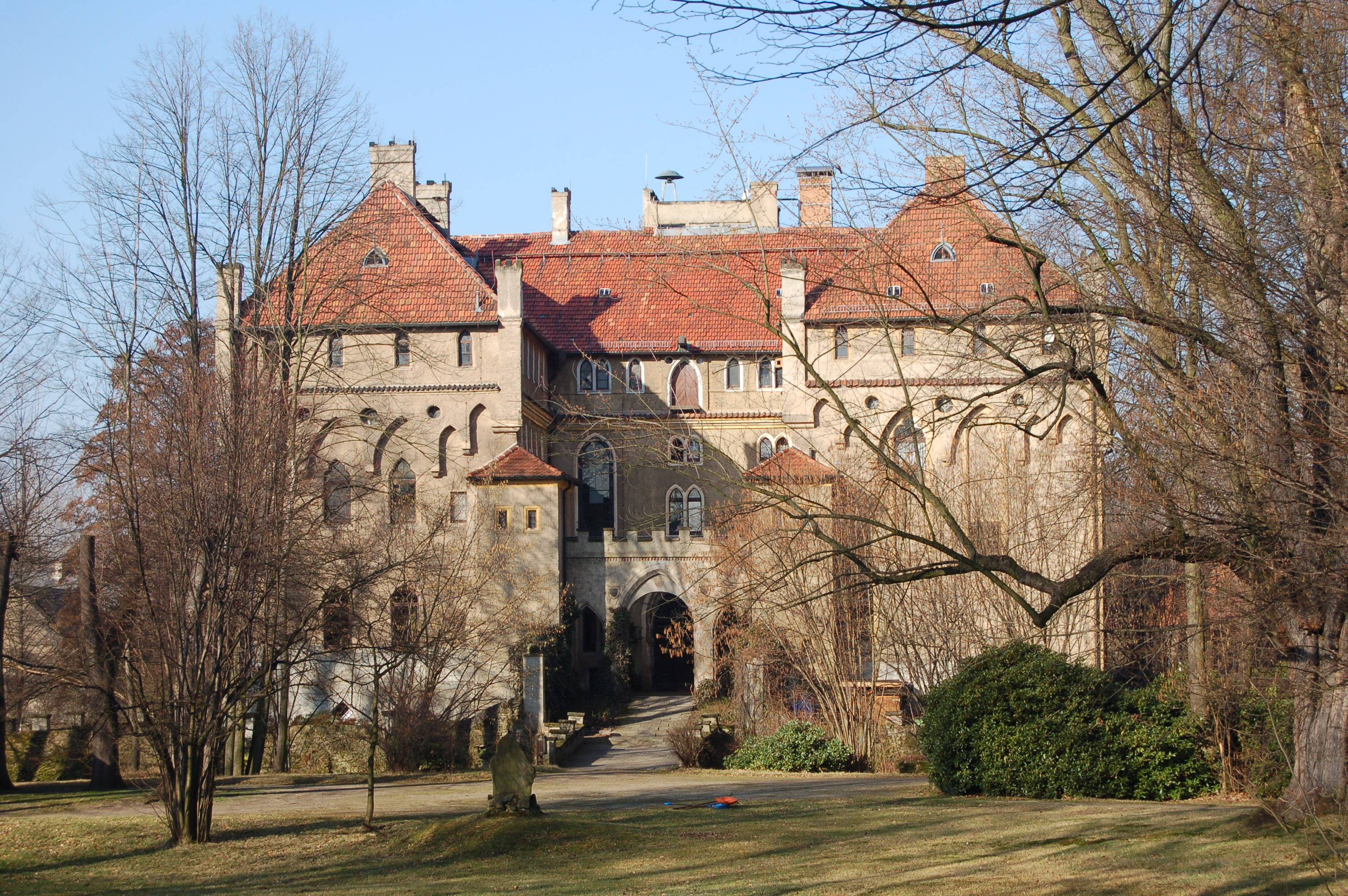
Seifersdorfer Schloss, Rückseite zum Garten hin, neogotischer Umbau von Karl Friedrich Schinkel

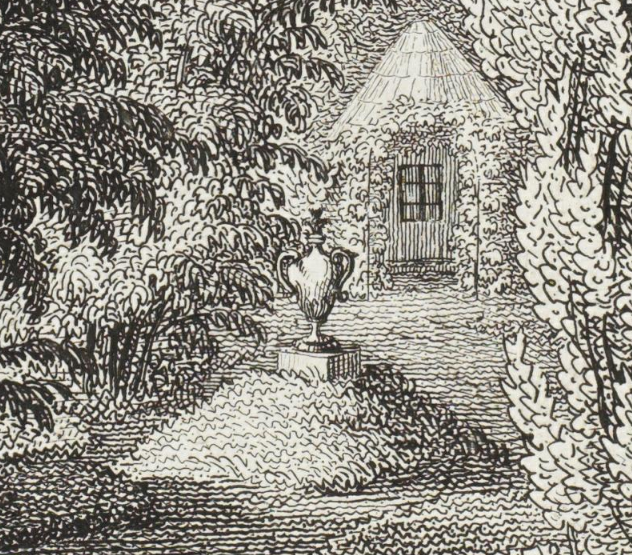
Denkmal für Christian Cay Lorenz Hirschfeld im Garten des Schlosses Seifersdorf

Das Wohnhaus Christina von Brühls war ab 1775 das Herrenhaus auf dem Rittergut – das Schloss Seifersdorf war damals für die Herrschaft nicht bewohnbar und wurde von 1818 bis 1826 von einem ehemaligen Renaissance-Schloss nach den Plänen von Karl Friedrich Schinkel zu einem neogotischen Schloss umgebaut – ist über eine Allee mit dem Seifersdorfer Tal verbunden, die über ein Feld führt.
Im Garten am Herrenhaus in Richtung Kirche gelegen, setzte sich das Programm der Staffagen des Seifersdorfer Tals fort und entstand zeitgleich zum Seifersdorfer Tal. Diesen Garten beschreibt Becker auch 1792 in seinem Buch "das Seifersdorfer Tal".
- Hirschfelds Denkmal bestand aus einem „Rasenhügel“, auf dem auf einem Sockel eine Urne aus Meißner Porzellan platziert war. Es war Christian Cay Lorenz Hirschfeld gewidmet, Gartentheoretiker der Aufklärung und Vorbild für Christina von Brühl im Feld der Landschaftsarchitektur. Hirschfeld propagierte den Landschaftsgarten empfindsam-romantischer Prägung.
- Links davon befand sich eine „Nische von lebendigem Grün“ mit einer Tafel mit einer französischen Inschrift: Des jours heureux voici l’image: Les Dieux sur nous versent-ils leurs faveur. Ils offrent sur notre passage Quelques aspects, riant des repos et des fleurs.
- Ein Vogelhaus in der Gestalt eines Pavillons stand gegenüber einer „Nische von lebendigem Grün“, umgeben von „Terrassen von Rasen“, Obstbäumen, Blumen und Sträuchern.
- „… ein kleines Gartenhauß von ganz einfacher Bauart“ mit Tür, Fenstern, einem Laubengang mit Vogelkäfigen (mit Lachtauben und Kanarienvögeln), bewachsen mit wildem Wein, trägt die Inschrift: Zwischen Welt und Einsamkeit liegt die wahre Weisheit in der Mitte. Die Innenausstattung des Häuschens enthielt hellgrüne Wände mit Inschriften, an den Wänden „Behänge von Jesmin und Kornblumen“, einen Kamin, einen Schrank mit einer „kleinen Gartenbibliothek“, gegenüber der Tür einen Spiegel, ein „Ruhebett“, Tische und Stühle.
- Youngs Grotte ist eine Art Ruinenarchitektur, an der außen die Inschrift Young gewidmet angebracht ist. Ihre Ausstattung besteht aus einem „Betaltar aus einem dürren Stamm zusammengesetzt“, verziert mit einem Kreuz, einem Schädel, einem Mosaik, das einen betenden Heiligen darstellt, und dem Buch Nachtgedanken von Edward Young, das aufgeschlagen auf dem Altar liegt, weiterhin ein Sanduhr mit Inschrift und Nischen mit Strohmatten.
- Die Büste von Elisa von der Recke, einer deutsch-baltischen Schriftstellerin und Komponistin, war umpflanzt mit Rosen, Jasmin u. a. Blumen; daneben befand sich eine Bank mit einer Inschrift.
- Ein „Gärtchen“ mit Jasmin und türkischem Holunder bewachsen war mit der Inschrift versehen: Fühle in deinem Herzen die süßen Regungen der Natur, nimm an was sie dir güthig zugetheilet und denk an nichts weiter.
- Youngs Kindern Philander und Narcissa gewidmet besteht aus einer schlangenumwundenen Urne (Duplikat des Denkmals des Vaters der Gräfin) auf einem Sockel aus einem groben Feldstein mit eingravierten Namen; das Ganze befand sich mittig auf einem „Rasenhügel“ auf einer mit Pappeln bewachsenen Insel in einem Teich des Schlossparks. Der Teich ist heute noch vorhanden.
- Links davon befand sich die Bildsäule des Amor – ein Putto mit Pfeil und Bogen sowie Inschrift.
- Daneben stand eine Laube, die mit Geißblatt, Rosen u. a. berankt war und an die eine Voliere mit Lachtauben angegliedert war.
- Dort in der Nähe befand sich das Rindenhäuschen mit Göthen’s Büste, wo die Büste Goethes in einer Nische stand. Daneben befanden sich die Denkmäler für Werther und Marie von Beaumarchais.
- Am Ende des Gartens fand sich eine Hecke mit einer Öffnung auf eine heute noch vorhandene Allee aus Pappeln und Kastanien, die die Blickbeziehung „nach einer gothischen Ruine“ aufmachen, „die auf einem entfernten Berge liegt“.
- Schließlich existierte noch ein „Genußgarten“ mit Obstbäumen, Blumen und Bänken, in dem weitere Staffagen mit Büsten „Hallers, Jerusalems, Lavaters, Gellerts, Klopstocks, Zollikofers und andrer ihnen ähnlicher Männer“ geplant waren.

Der Schlossgarten wurde um 1900 von dem Dresdner Landschaftsarchitekten Max Bertram „im gemischten Stil der Zeit“ umgebaut, sodass nur noch Reste der Staffagen erhalten sind oder sich aber im Schlosspark rundum das Schloss befinden. Der Schlosspark ist eine Anlage von Bertram. Dort steht auch das heute noch vorhandene Teehaus. Das Goethedenkmal und die Büste für Elisa von der Recke waren jedoch in der Parkanlage auf dem Rittergut zu finden und nicht im Schlosspark.

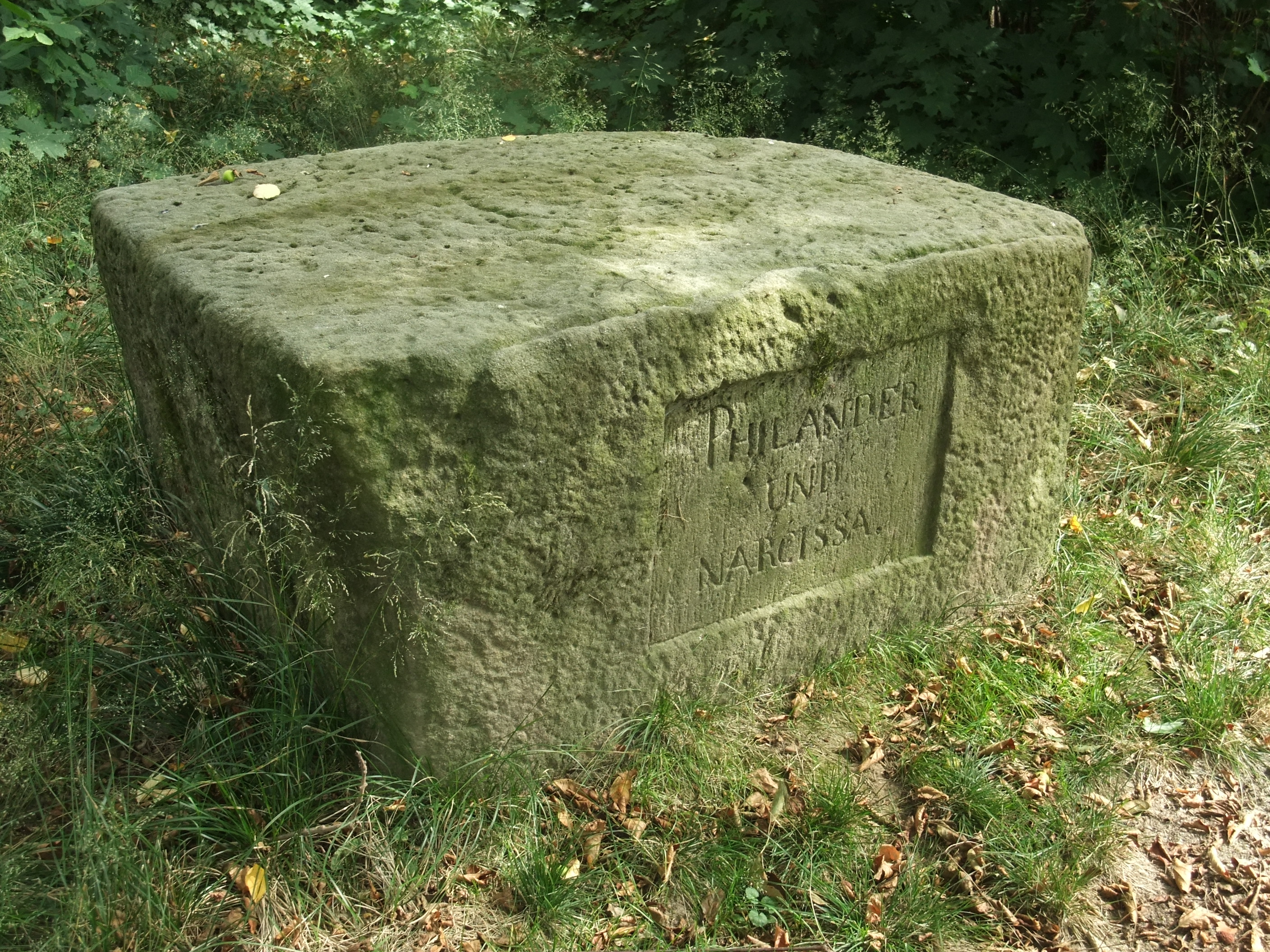
Teil des Denkmals für Philander und Narcissa im Seifersdorfer Schlossgarten
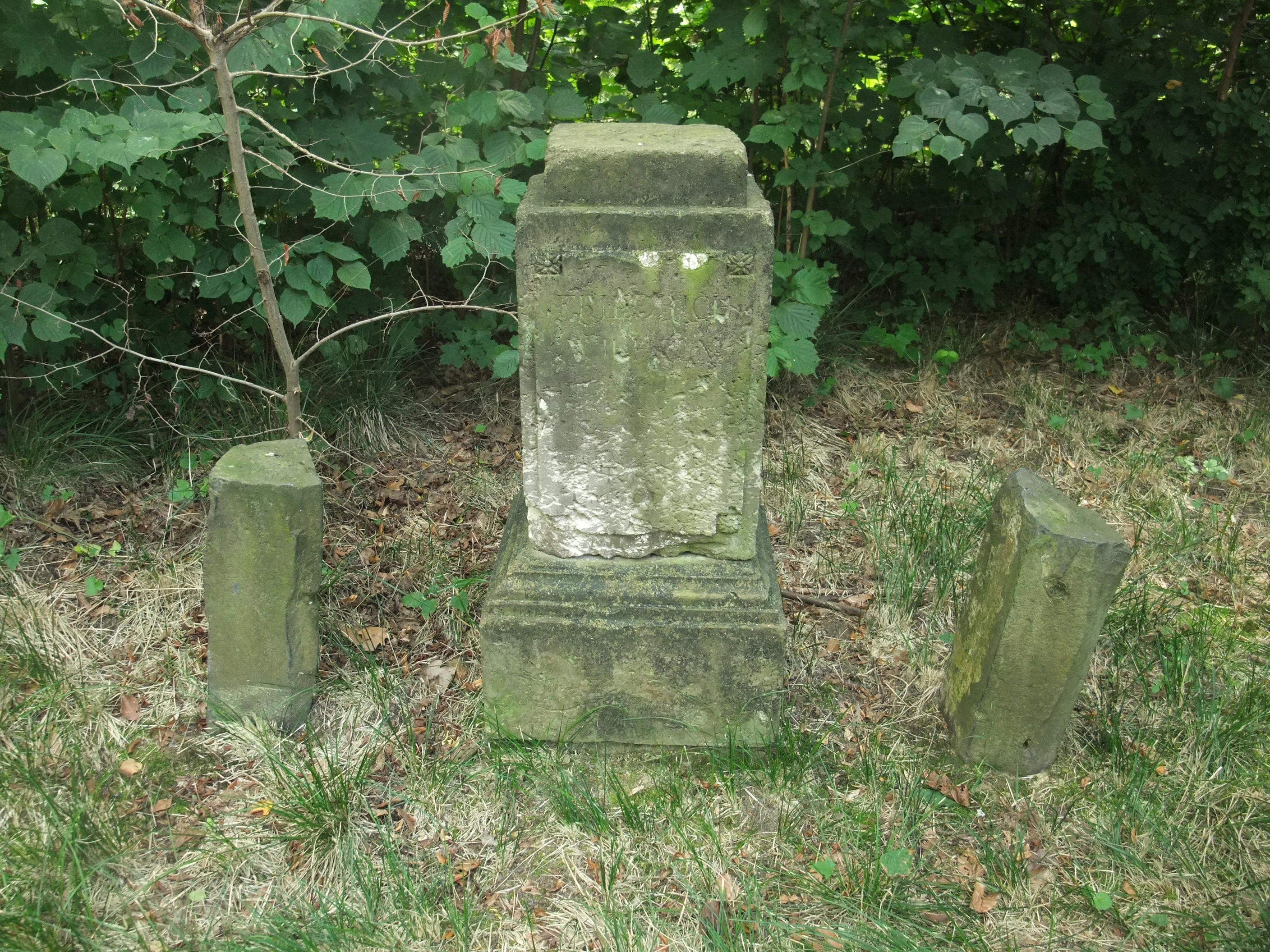
Denkmalfragment im Seifersdorfer Schlossgarten
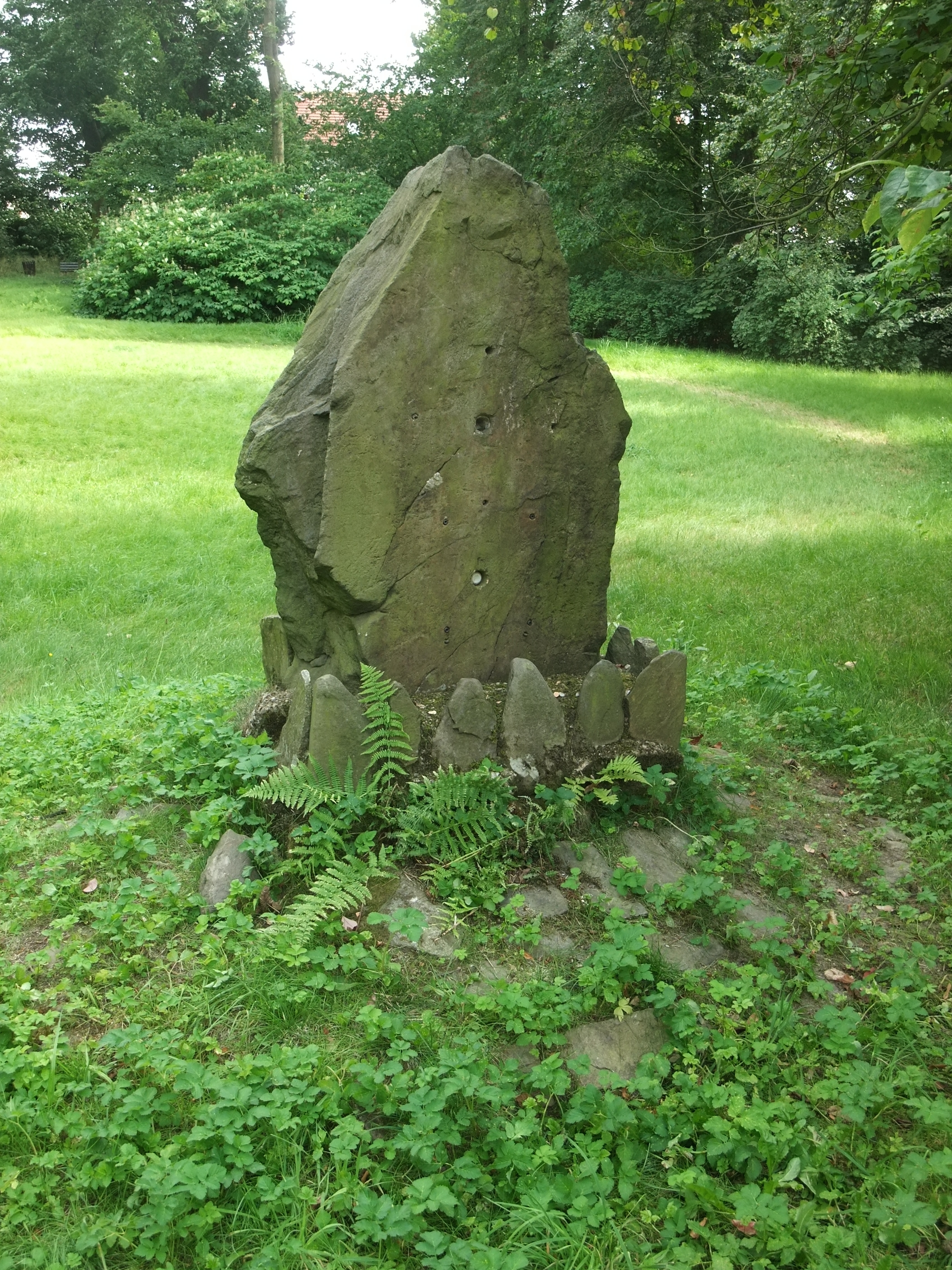
Denkmalfragment im Seifersdorfer Schlossgarten
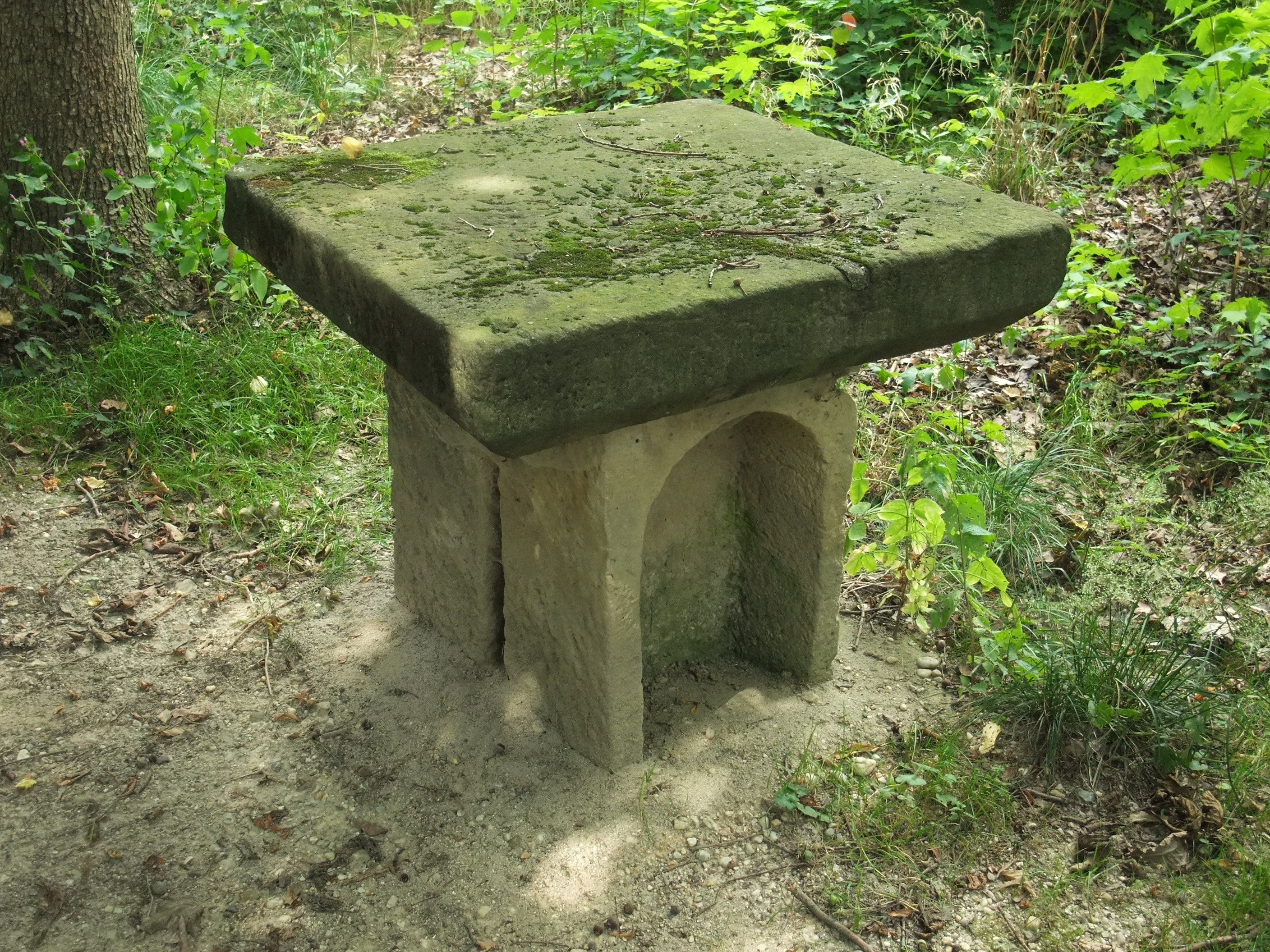
Denkmalfragment im Seifersdorfer Schlossgarten
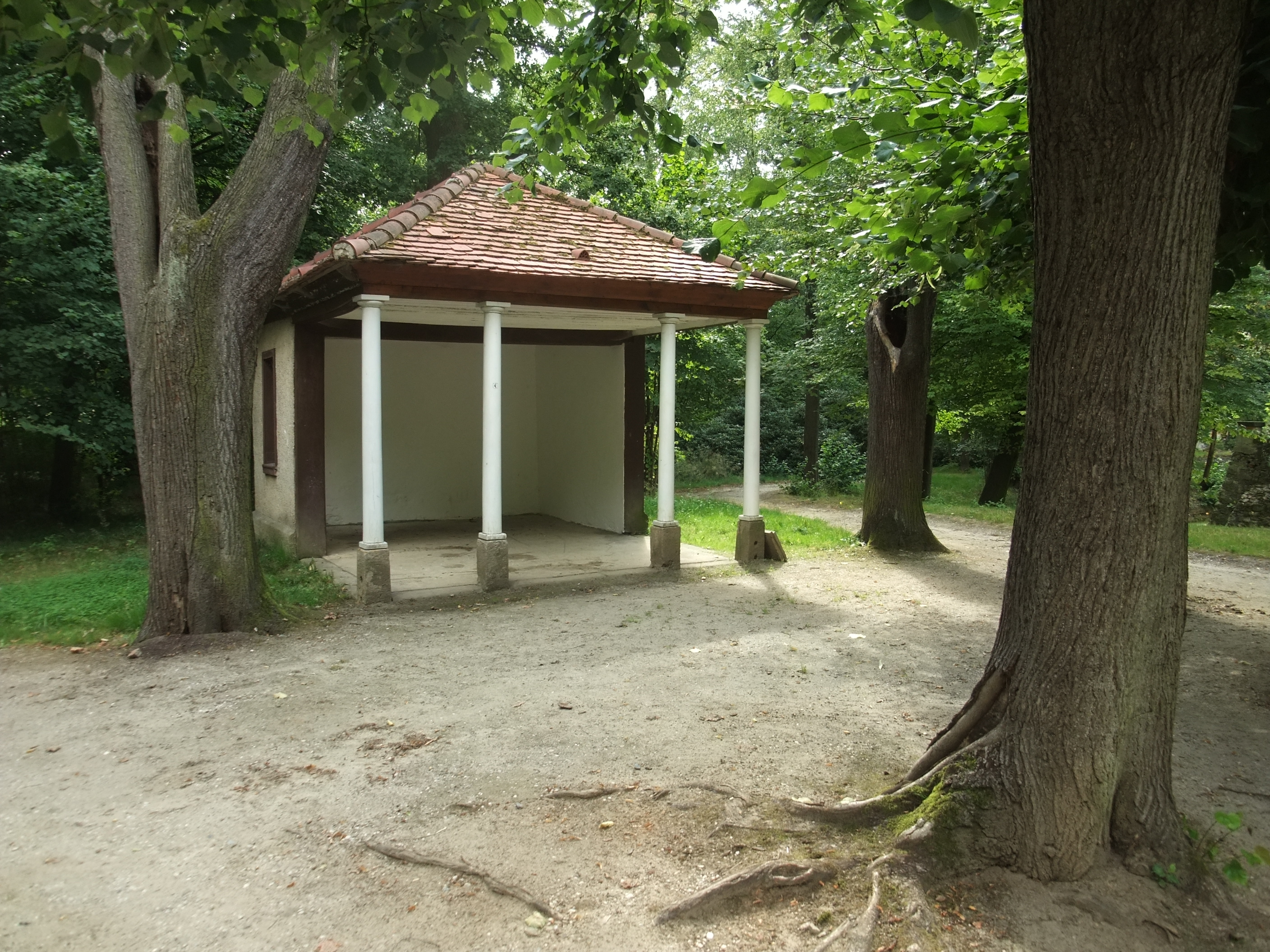
Gartenhaus im Seifersdorfer Schlossgarten
Büste von Elisa von der Recke im Seifersdorfer Schlossgarten
Denkmal für Hirschfeld im Seifersdorfer Schlossgarten
Rindenhäuschen mit Göthen’s Büste im Seifersdorfer Schloss
Youngs Grotte im Seifersdorfer Schlossgarten

## Gegenwart

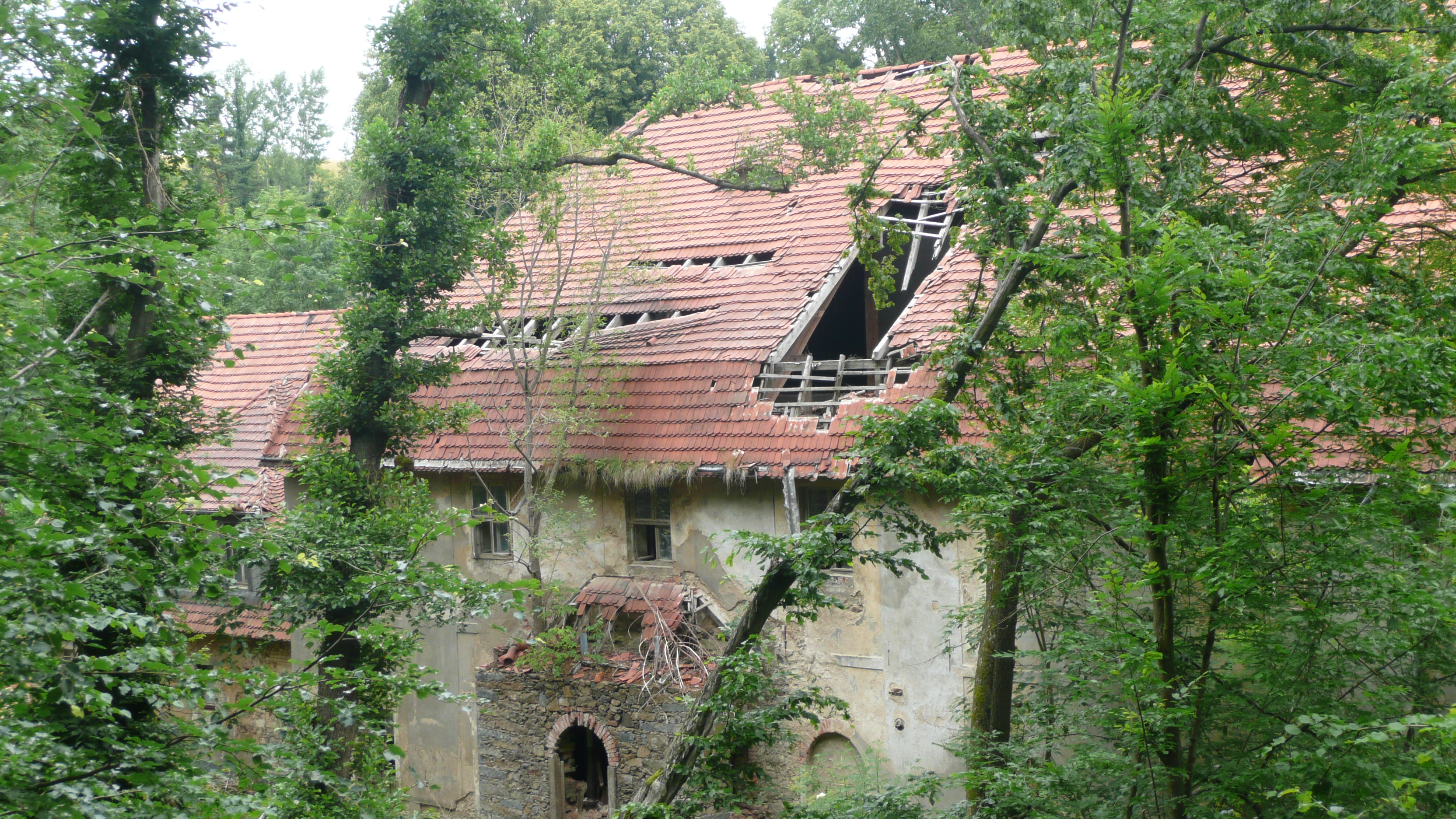
Zerstörungen an der Niedermühle im Seifersdorfer Tal

Seit 1959 ziehen am Pfingstsonntag vormittags tausende Menschen zum „Pfingstsingen“ in dieses Tal. Durchgeführt wird es vom Seifersdorfer Heimatverein. Es treten dort Chöre und Orchester auf, die vor allem volkstümliche Lieder singen. Vorher findet ein Tal-Gottesdienst der evangelischen Kirche am Obelisken statt. Die Chöre treten auf der Naturbühne hinter der Marienmühle auf. Passend dazu liegt daneben der dem Dresdner Hofkapellmeister Johann Gottlieb Naumann gewidmete Stein Dem Sänger des Tales – Naumann.
Der Verein Seifersdorfer Thal e. V. hat 1990 die ehrenamtliche Pflege und Sanierung des Landschaftsgartens übernommen. Seit 1997 ist die Anlage Eigentum des Landesvereins Sächsischer Heimatschutz e. V. Mit öffentlichen Förderungen wurden seit 1999 zahlreiche Parkarchitekturen restauriert.
Schwere Zerstörungen richtete ein Tornado am Pfingstmontag 2010 im Tal an; dem Sturm fielen zahlreiche Bäume zum Opfer und das Tal war zeitweilig von der Außenwelt abgeschnitten.
Seifersdorf ist mit Schlosspark und Tal Mitglied des Gartenkulturpfades beiderseits der Neiße. Dies verbessert die Möglichkeiten der Pflege (Parkseminare) und die Aussichten auf Förderung sowie die touristische Erschließung.